# ジェイアールバス関東
ジェイアールバス関東株式会社（ジェイアールバスかんとう、英語: JR BUS KANTO CO.,LTD.）は、東京都江東区に本社を置くJR東日本グループのバス事業者である。JRバスグループの一つ。
関東地方と福島県、長野県、愛知県にわたる広域に拠点を持ち、東京と各地を結ぶ高速バスを中心に一般路線バスや貸切バスも営業する。近年では市町村が運営するコミュニティバスの運行も数多く受託している。

## 概説
東日本旅客鉄道（JR東日本）が100%出資する完全子会社である。日本国有鉄道の分割民営化に伴い1987年4月、関東・東北自動車局の全部と中部地方自動車局のうち伊那・下諏訪の両自動車営業所のバス事業がJR東日本に継承された。
その1年後の1988年にバス事業を分社化することになり、同年3月3日にジェイアールバス関東株式会社が設立された。同年4月1日、関東、信越地区の事業を引き継いで営業開始した。東北地区はジェイアールバス東北に継承された。但し、福島県内は両社が営業区域としており、おおむね磐越東線が境界のラインになっている。
福島県内は一部路線は専用道路を走行しているものもある。
このときの車両数は492両、社員数は888人、免許キロは約2,700 km、現業機関は13営業所9支所2派出所という体制であった。車両は、もともと関東管内はいすゞ(車体は帝国→日野で架装が多く、純正の川重→IK→いすゞと富士重の車体より多い)と日野が主体で高速バスは三菱ふそうが主力であったが、旧信越。中部管内に日産ディーゼルが多く、4メーカーを保有することとなった。
主な収益は高速バス事業であり、東京を拠点に関東地方・東北地方・中部地方・近畿地方・四国地方の各方面へ近距離から長距離（夜行）まで及び長野県内と京都・大阪を結ぶ長距離（夜行）にて	
5,682.96 km（2025年3月31日現在） の路線を持ち、車両数387両（2025年3月31日現在） を保有する。バス事業者としては大手に数えられる規模である。

2013年時点では、車両数440両で、高速路線車が270台、一般路線車が122台、貸切44台、特定4台（白河の連節車）となっており、台数の過半を高速路線車が占めることでも象徴されるように、名実ともに長距離高速バスの代表事業者であり、JRバスグループの中でも路線数、車両数ともに中心的存在である。
東京の主要ターミナルには東京駅とバスタ新宿がある。東京駅八重洲南口のJRハイウェイバスターミナルはジェイアールバステックに管理・運営を委託しており、同バスターミナルに乗り入れる他社路線の発券、案内などを代行している。バスタ新宿は日本バス協会および当社をはじめとする11社の出資による新宿高速バスターミナル株式会社によって運営されている。同社には元会長の万代典彦が初代社長に就任し バスタ新宿の運営の中核を担っている。自社管理のバスターミナルの他、栃木県佐野市から管理・運営を受託している佐野新都市バスターミナルのように地元自治体が設置して、当社のバスがメインに乗り入れているバスターミナルもある。
高速バスのインターネット座席予約システムは高速バスネットを採用しており、当社がジェイアール東海バス、西日本ジェイアールバスとともに開発し、中国ジェイアールバスを加えた4社共同で運営している。
一般路線バスは、概ね旧国鉄バス路線の一部を継承し、縮小傾向にあるが、関東地方の茨城県・栃木県・群馬県・千葉県のほか、東北地方の福島県、中部地方の長野県の各一部地域にも路線を有している。福島県内については、おおむね磐越東線を境に北側がジェイアールバス東北にエリア分けされており、かつては磐越東線の南側に当社、北側にジェイアールバス東北の一般路線があった。
コミュニティバスの運行事業も展開しており、白河市、那須塩原市、佐野市、古河市、匝瑳市、香取市、草津町、小諸市、長和町、諏訪市、下諏訪町、岡谷市、伊那市、南箕輪村、箕輪町から運行を受託している。
貸切バスは、東京都（島しょ部を除く）、千葉県、茨城県、栃木県、群馬県、長野県、福島県の全域を事業区域としており、JR東日本の豪華寝台列車「TRAIN SUITE 四季島」の日光エリアでの「深遊探訪」メニューを巡るバスの運行も担当している。なお、四季島専用バスにはKEN OKUYAMA DESIGNがデザインした車両を使用されている。「ジェフユナイテッド市原・千葉」のチームバスの運行も請け負っており、選手輸送が無い日には一般貸切利用が可能である。JR東日本の新幹線・特急の駅や空港から定期観光バスを運行するなど、その先の魅力的な地域へ新たなブランドとなる商品開発にも取り組んでおり、2020年秋からは二階建オープントップバス「めいぷるスカイ」を使用した定期観光バスを季節に合わせたコースが各地で運行している。床下トランクに自転車を折りたたまずに収納できる専用ラックを装備し、自転車とともに乗れる「サイクリストの移動基地」がコンセプトのサイクリスト向けツアーバス「B.B.BASE」も運行する。また、自社の二階建てバスや引退する車両などを使用したバスファン向けの参加者募集型ツアーも多く催行されている。
この他に駐車場・駐輪場やコインランドリー、物販、飲食など各種の関連事業も行っている。
車両の整備については、中央道支店（現：伊那支店）に大規模な整備工場を構築し、自社で車両改造・リニューアル等の作業も行う。エンジンのオーバーホールやシャーシーの修繕をはじめ、シート生地の張り替えや座席配列の変更など大掛かりな仕様変更といったことまであらゆることを内製化している。最近では、その整備・施工のノウハウを土浦支店とも共有し、同支店でも中古購入車両の自社仕様への変更なども施工できるようになっている。
高速バス車両でスカニア社製の二階建てバスの導入が増えたことにより、スカニアとのパートナー関係が強化され、東京支店が同社製のバスに関する整備サービス（バスサービス、事故修理）、販売サービス（部品販売）の指定ディーラーとなった。
アルテック株式会社（東京都中央区）がトルコの商用車メーカーKARSAN社が製造する小型ノンステップ電気バス・e-Jestの欧州仕様車を輸入し、日本市場へ新規参入するにあたり、アルテックとパートナーシップを組み、点検整備サービス面で協力していくことを2022年10月20日に発表した。日本国内仕様にカスタマイズされた小型ノンステップ電気バス「e-JEST」をジェイアールバス関東が運行を受託するコミュニティバス用に長野県伊那市に第一号車が、栃木県那須塩原市に第二号車が納車され、2024年9月から運行を開始している。
2013年6月に「安全研修センター」を栃木県佐野市に設立し、高速バス対応「訓練専用車」も導入し 安全教育の充実化を図っている。
2018年には長野県伊那市や福島県棚倉町で行われたバスの自動運転技術の実用化に向けた実証実験に協力している。佐野市や那須塩原市、伊那市、小諸市、新城市との間で公共交通や観光振興、定住促進などに関する包括連携協定を締結しており、コンパクトシティを志向し地域の活性化を目指す各市町村とともに、公共交通の活性化に積極的に取り組んでいる。
2018年7月の豪雨災害では、被災したJR西日本の広島地区の山陽本線や呉線のバス代行輸送に車両、乗務員を派遣した（9月10日から12月下旬まで）。また、中国ジェイアールバスの運行する夜行高速バス「ニューブリーズ号」（東京－広島線）を2018年8月2日から11月30日まで代替運行した（運行車両は同社から借用）。令和元年東日本台風（台風19号）の豪雨災害では、被災したJR東日本両毛線、八高線、吾妻線の鉄道代行バスに車両、乗務員を派遣するなどJR東日本の鉄道代行輸送に動員されることも多い。

2021年8月13日の大雨ではJR東海・飯田線の辰野～宮木間の横川橋梁が損傷したため、8月23日より岡谷～伊那新町間でバス代行輸送を実施する。8月26日からはバス代行区間が辰野～伊那新町間に短縮し、伊那バスとともに飯田線運行再開の前日の11月14日まで運行した。
JR東日本とJRバス関東では、「WATERS takeshiba」の全面開業に伴い、竹芝地区への訪問客の利便性と回遊性の向上を図る目的で環境に配慮した燃料電池バスによる東京駅丸の内南口からの無料循環バス「JR竹芝 水素シャトルバス」の運行を2020年10月24日より運行を開始した。
2020年度からは新型コロナウイルス感染拡大の影響が長期化し、バスの利用者が大幅に減少している。このため、高速バスの多くが運休や減便となり、貸切バスも受注数も大幅に減り、減収、減益を余儀なくされている。そんな中でも各支店・営業所では沿線の市町村や企業との連携をより強化し、自転車をバスの前面に積載して運ぶ自転車ラックバスやアニメとのコラボラッピングバスの運行、高速バスのトランクを利用して農産物や物品などを東京などに輸送する貨客混載サービス、コロナワクチンの接種会場への送迎バスの運行や接種後の待機場所としての車両提供、地域の要請に応じた高速バス新規路線開設、コミュニティバス新規ルートの実証試験運行など、地域とバスが密着した様々なサービスを積極的に展開している。路線バスを運行するいくつかの沿線の市町村と包括連携協定を結んでおり、地域課題解決や相互の発展を目的として共同で様々な施策に取り組んでいる。栃木県佐野市とはコミュニティーバス事業の経営を改善するため、同市に社員を20年春からの3年間で2人出向させた。愛知県新城市とは高速バスの空きスペースを利用した貨客混載事業などを行った。長野県小諸市とは協定に基づくコミュニティバスグリーン化の一環で、2023年2月に市と共同で小型EVバスを1台購入して市内巡回バスで運行するなど、各地域で様々な施策を実施している。
2020年東京オリンピック・パラリンピックでは大会期間中に選手や関係者を空港、ホテル、選手村、関係施設などへ輸送するシャトルバスの運行を担当した。福島県内競技会場の輸送についても白河支店などで担当した。パラリンピックでは東京支店に配置されている車椅子対応車両も座席を半分以上取り外した上で輸送に投入した。また、各支店では観客輸送に向けて中古購入した路線バスタイプの車両を整備し、準備していたが、こちらは無観客になったため、この輸送では使用せずに終った。さらに西日本、中国、九州から応援に来たJRバス各社の宿泊、車両整備等のサポートも実施した。

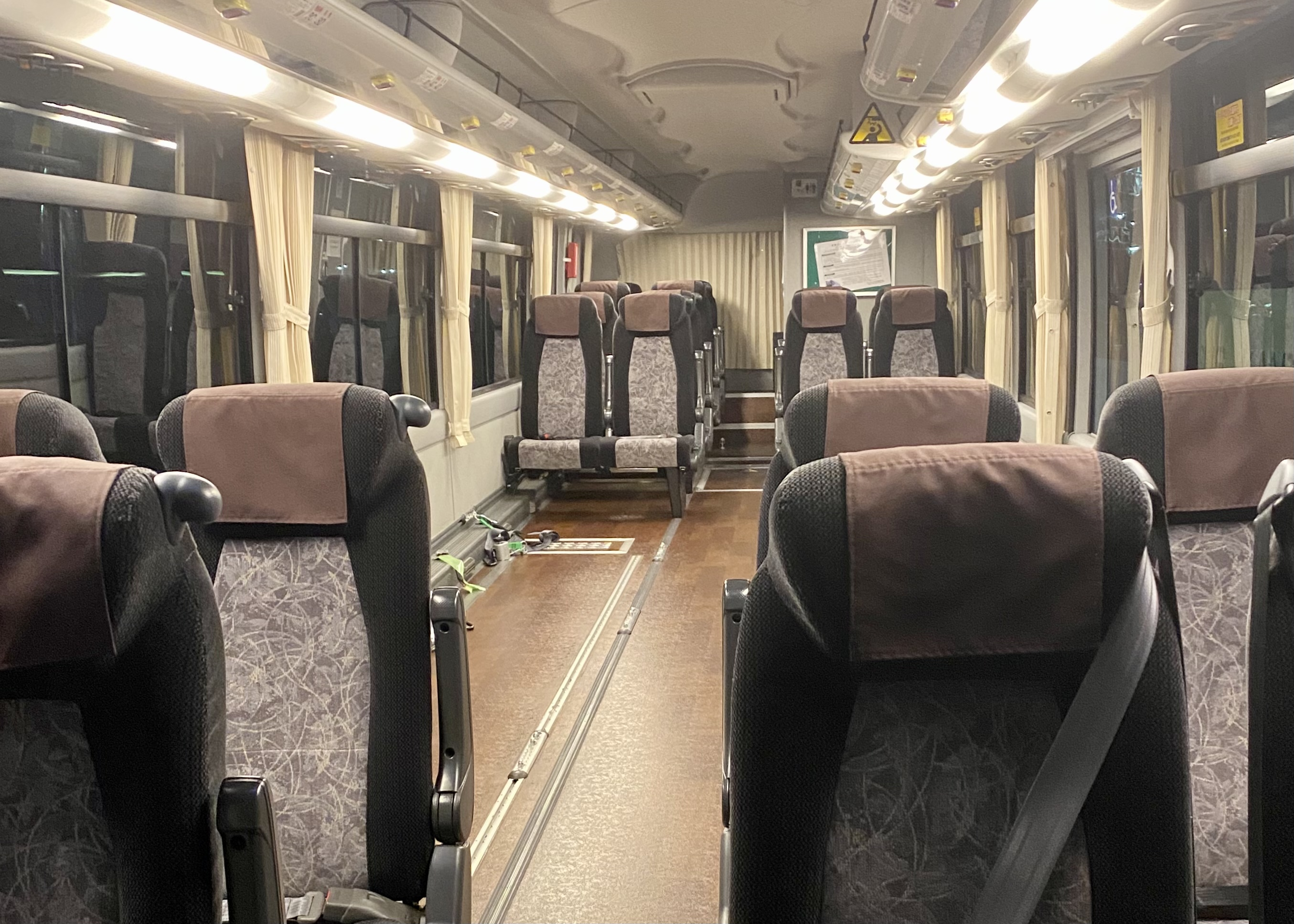
座席を半分以上取り外したH657-16426号車車内

宇都宮支店では、2023年（令和5年）8月26日に水都西線の運行エリアで宇都宮ライトレール宇都宮芳賀ライトレール線（芳賀・宇都宮LRT）が開業した。これにより、同線の宇都宮と清原、芳賀地域を結ぶという使命をLRTへ譲り、JR宇都宮駅方面へ乗り入れる系統（宇都宮～茂木）は朝夕の僅かな本数の運行となった。新たに宇都宮市、芳賀町より運行を受託する各地域の循環バス路線を含め、LRTのフィーダー路線を運行することとなり、大きな転換期を迎えた。
2021年度から国土交通省の「遠隔IT点呼の実証実験」にも参加し、点呼に必要なすべての業務、機器を統合した「IT点呼支援システム」の導入している。このシステムの導入により、運転士の出勤時と到着時の飲酒検査漏れや運転免許証不携帯など起こり得るヒューマンエラーを未然に防ぎ、より厳正な点呼を行えるなど、運行管理業務の効率化も進めている。

2023年度に16支店2営業所での点呼執行をIT遠隔化し、点呼執行箇所を6か所に集約した。
2024年5月11日～12日に東京メトロ東西線の東陽町～西葛西間が工事により終日運休となり同区間で代行バスが運行された。この代行輸送では、東京メトロからの依頼により当社が幹事となりバスの手配やダイヤ調整などを行った。当社と13社局（東京都交通局、関東バス、京成バス、東武バス、東急バス、京浜急行バス、西武バス、国際興業、京王電鉄バス、東京空港交通、群馬バス、帝産観光バス、西東京バス）を含めて2日間で266台での運行となった。
2024年度から他バス会社とアライアンス契約（企業同士が戦略的な提携関係を結ぶことで、お互いの強みとなる経営資源を共有し、事業拡大を目指す契約）を結び、ジェイアールバス関東カラーの車両を使用して同路線の運行業務を行い、ジェイアールバス関東はノウハウや販売企画等の提供を行う事業形態を開始した。秩父鉄道観光バス、群馬バス、広栄交通バス（既存の自社路線をJRバスブランドにリニューアル）が同契約を結び各地と草津温泉を結ぶ高速バスの運行を開始している。秩父鉄道観光バスで、JR高速バス往復と草津や伊香保、館山などの宿泊がセットになった旅行商品「JRバス宿泊パック」の主催、販売を行っている。
同じく2024年度からジェイアールバステックと一体となった業務体制の構築が進められており、バス事業をジェイアールバス関東へ、東京駅ターミナル業務をジェイアールバステックへ、それぞれ移管が進められている。なお、ジェイアールバステックは2025年6月30日をもってバス事業を終了し、ジェイアールバス関東に全面移管となった。
JR東日本グループの成長戦略でのバスビジネスにおける重点取組み施策の中で、JRバス関東とJRバス東北の連携強化により、共同運行や乗務員の乗り継ぎ運行の拡大、要員・車両の相互融通などにより、運行の効率化や働き方改革を実現が進められている。既に仙台周辺での人気アーティストのコンサート開催されるなどの繁忙日に東京駅～仙台駅間の夜行高速バスの増発便をJRバス関東が運行したり、JRバス東北がJRバス関東に車両を譲渡したりと実績がある。

## 沿革
民営化以前は国鉄バスを参照。

### 1980年代
- 1987年（昭和62年）4月1日 - 国鉄分割民営化により国鉄関東地方自動車局をJR東日本関東自動車事業部に継承（通称：JR東日本バス）。同日、「つくば号」運行開始。
- 1988年（昭和63年）
  - 3月3日 - ジェイアールバス関東株式会社設立。
  - 4月1日 - JR東日本より関東自動車事業部のバス事業を引き継ぎ営業開始。設立時は資本金40億円、車両数は492両、社員数は888人、免許キロは約2,700 km、現業機関は13営業所9支所2派出所という体制であった。
  - 4月27日 - 「みと号」運行開始[17]。
  - 6月1日 - 「日立号」運行開始[17]（後に「ひたち号」と表記変更）。
  - 7月21日 - 東京 - 盛岡線運行開始[17]（後に「らくちん号」という愛称を設定され、現在は「ドリーム盛岡 (らくちん) 号」）。
  - 10月15日 - 「ドリーム奈良号」運行開始[18]。
  - 11月11日 - 「いわき号」運行開始[18]。
- 1989年（平成元年）
  - - 東京営業所を東京営業支店に組織変更。
  - 3月3日 - 「ドリーム神戸号」運行開始[19]。
  - 3月17日 - 「ニューブリーズ号」運行開始[20]。
  - 4月4日 - 「かしま号」運行開始[20]。
  - 4月18日 - 東京 - 松本線運行開始[20]。
  - 4月28日 - 「ONライナー号」運行開始。
  - 5月2日 - 東京 - 福井線運行開始[21]（後に「ドリーム福井号」という愛称を設定）。
  - 6月10日 - 池袋 - 金沢線運行開始[21]（後に「金沢エクスプレス号」という愛称を設定）。
  - 7月1日 - 「ラ・フォーレ号」運行開始[21]。
  - 7月26日 - 「シリウス号」運行開始[21]（のち一時「ドリーム八戸・十和田 (シリウス) 号」に改称）。
  - 8月1日 - 「きよさと号」運行開始。
  - 10月8日 - 「ドリーム堺号」運行開始[21]。JRバス新宿駅（現在の新南口）使用開始。
  - 10月11日 - 「常陸太田号」運行開始。
  - 10月14日 - 「ドリーム高松号」運行開始[21]。
  - 12月6日 - 「ニュードリーム大阪号」運行開始[21]。
  - 12月16日 - 「ドリーム難波号」運行開始[21]。

### 1990年代
- 1990年（平成2年）
  - 2月28日 - 「ミッドナイトアロー湘南」（深夜急行バス）運行開始。
  - 3月18日 - 「伊良湖ライナー号」運行開始[22]。
  - 3月20日 - 「ニュードリーム京都号」運行開始[21]。
  - 3月24日 - 京阪神系統のドリーム号を全車両3列シート化[23]。
  - 5月2日 - 「ドリーム松山号」運行開始[24]。
  - 7月17日 - 「いたこ・あそう号」及び「はさき号」運行開始[25]。
  - 8月10日 - 「政宗号」運行開始[25]。
  - 8月30日 - 「ミッドナイトアロー湘南」の辻堂系統運行開始。
  - 10月8日 - 「ドリーム堺号」運行開始[21]。
  - 12月6日 - 「ニュードリーム大阪号」運行開始。
  - 12月16日 - 「ドリームなんば号」運行開始。
- 1991年（平成3年）
  - 3月28日 - 「ドリームふくふく号」運行開始[21]。
  - 4月1日 - 「ニューつくばね号」運行開始。
  - 5月1日 - 「ドリーム高知号」運行開始[21]。
  - 12月21日 - 「ドリーム大阪号」でダブルデッカー（2階建てバス）の運行開始[23]。
- 1992年（平成4年）
  - 4月27日 - 「ドリーム志賀号」運行開始。
  - 10月1日 - 支店制度を導入、全ての営業所が支店に、全ての支所は営業所となる。東京営業支店は東京支店となる。八日市場営業所多古・成田支所廃止。
- 1994年（平成6年）
  - - 多古営業センター開設。
  - 2月4日 - 地域密着型運営のモデルケースとして、志賀草津高原線にて「イエローバス」の運行を開始。
- 1995年（平成7年）3月1日 - 東京 - 八日市場線運行開始[26]。
- 1996年（平成8年）
  - 10月1日 - 大宮営業センター開設。
  - 12月20日 - 東京 - 東海原研線運行開始[27]（後に「勝田・東海号」という愛称を設定）。
- 1998年（平成10年）
  - 3月20日 - 「ニュードリーム名古屋号」運行開始[27]。
  - 7月18日 - 「あぶくま号」運行開始[28]。
  - 10月1日 - 「ドリーム和歌山号」運行開始[28]。
- 1999年（平成11年）
  - 2月1日 - 東京 - 水海道線（常総ルート）運行開始[28]。
  - 10月1日
    - 「上州名湯めぐり号」運行開始[29]。
    - 東京 - 岩井線（常総ルート岩井系統）運行開始。

  - 12月10日 - 「夢街道会津号」運行開始[29]。
  - 12月17日 - 「ニュードリーム神戸号」運行開始[29]。
  - 12月20日 - 「ドリーム高松号」と「ドリーム松山号」を統合し、「ドリーム高松・松山号」運行開始[29]。

### 2000年代
- 2000年（平成12年）
  - 3月19日 - 新宿・東京 - 水戸大洗インター・東海原研前（東水戸東海ルート）運行開始。
  - 4月20日 - 新宿 - 東京ディズニーランド線運行開始[30]。
  - 4月21日 - 「ドリーム高松・松山号」にダブルデッカー（2階建バス）導入[30]。
  - 6月3日 - 「房総なのはな号」運行開始[30]。
  - 7月25日 - 東京 - 江戸崎線運行開始。
  - 8月1日 - 東京 - 南守谷線（常総ルート南守谷系統）運行開始。
  - 10月1日 - 東京 - 松伏線運行開始（後に「吉川・松伏号」という愛称を設定）。
  - 12月1日 - 「みと号（茨城県庁前経由）」運行開始[30]。
- 2001年（平成13年）
  - 1月10日 - 「もみじ号（塩原温泉系統、西那須野駅系統）」運行開始[30]。
  - 3月20日 - 「中央ライナー」（新宿駅 - 名古屋駅）運行開始[30]。
  - 3月31日
    - 「ひたち号（北茨城系統）」運行開始。
    - 新宿駅・東京駅 - 常陸大宮線運行開始。

  - 4月1日 - 「南アルプス号」運行開始[31]。高萩営業所を常磐支店に格上げ。
  - 7月1日 - 「ドリーム高知号」が瀬戸中央自動車道経由から神戸淡路鳴門自動車道経由にルート変更。バス停新設（上板BS、脇町BS、三好BS）。
  - 7月11日 - 柏の葉公園線（東京駅 - 国立がんセンター柏病院 - 柏の葉公園 - 江戸川台駅）運行開始[32]。現在の東武バスイーストと共同運行。「マロニエ新宿号」運行開始。
  - 8月1日 - 新宿 - 金沢線（夜行）運行開始[31]。
  - 12月1日 - 「青春ドリーム大阪号」・「東海道昼特急大阪号」運行開始[31]。
  - 12月20日 - 「ドリーム高松・松山号」が瀬戸中央自動車道経由から神戸淡路鳴門自動車道経由に変更、バス停追加（高速大内）。高松駅と坂出駅の停車順を入れ替え。レディースシートを設置。
- 2002年（平成14年）
  - 3月1日 - 東京 - 河口湖線運行開始[31]。
  - 3月10日 - 「中央道昼特急京都号」運行開始。
  - 4月1日 - 土浦支店古河営業所を古河支店に、古河営業所大綱詰所を大綱営業所に格上げ。
  - 9月2日 - 「ドリーム高知号」を徳島駅経由に変更[33]。
  - 9月20日 - 「もみじ号（那須温泉系統）」運行開始[33]。（2006年4月1日から「那須リゾートエクスプレス」に変更）
  - 12月8日 - つくば号（東京駅 - つくばセンター）でメガライナーを運行開始[33]。
- 2003年（平成15年）
  - 7月5日 - 「伊香保温泉号」運行開始[34]。
  - 7月18日 - 「レディースドリーム大阪号」、「中央道昼特急大阪号」、「東海道昼特急京都号」運行開始[34]。
  - 8月1日 - 新宿駅・東京駅 - 常陸大宮線を烏山駅まで延長し、「山あげ号」の愛称を設定。
  - 8月18日 - 「東海道昼特急大阪号」に乗務していた乗務員の酒気帯び運転という不祥事が発生[35]。この前後にもバス運転手の飲酒運転が発覚した。
- 2004年（平成16年）
  - 3月1日 - 「レディースドリーム大阪号」運行開始[34]。
  - 7月1日
    - 「スパライナー草津号」運行開始[36]。
    - 「ミッドナイトつくば号」運行開始[36]。

  - 8月1日 - 「新宿昼特急金沢号」運行開始。
  - 10月1日 - 伊那支店を中央道統括支店に名称変更。下諏訪支店を諏訪営業所、烏山支店を烏山営業所に格下げ。塩原・渋川・真田の各営業所と大宮営業センターを廃止。古河支店の機能を大綱営業所に移転、大綱営業所を古河支店に改称。上野営業センターを営業部販売センターに改称。
  - 12月17日 - 「ニュードリーム徳島・高松号」運行開始[37]。
- 2005年（平成17年）
  - 3月25日 - 東京 - 富士宮線運行開始[37]（後に「ヤキソバEXPRESS」という愛称を設定）。
  - 7月1日 - 三ヶ日宿泊所を営業所に格上げして東京支店三ヶ日営業所、棚倉支店白河車庫を格上げして東北道統括支店開設。棚倉支店を東北道統括支店棚倉営業所、棚倉支店小野新町営業所を東北道統括支店小野新町車庫に格下げ。
  - 10月7日 - 「ミッドナイト守谷号（東京駅→新守谷駅入口）」運行開始。
  - 11月1日 - 「スーパードリーム号（東京 - 大阪）、超得割青春号（新宿 - 大阪）」運行開始。
  - 12月1日 - 「御殿場プレミアム・アウトレット号」運行開始。※ツアー形式で運行してきた「ショッピングライナー」を路線化。
  - 12月16日 - 「ドリーム金沢号」に参入。※2005年10月1日より西日本JRバスが単独運行していた路線。
  - 12月22日 - 「さいたま・つくば号」運行開始。
- 2006年（平成18年）
  - 1月28日 - 「ベイライナー水戸・横浜号」運行開始。
  - 2月1日 - 「しみずライナー」運行開始。
  - 3月1日 - 東京 - 沼津線運行開始。
  - 4月1日
    - 「プレミアムドリーム号」（車両は西日本JRバス）運行開始。
    - 「スーパーニュードリーム号（新宿 - 大阪）」運行開始。
    - いわき基地、鹿島基地を営業所に格上げ、いわき営業所、鹿嶋営業所開設。

  - 4月28日 - 多古営業センターを廃止。
  - 6月1日
    - 「プレミアム昼特急号」運行開始。
    - 「ドリーム静岡・浜松号」に参入。※2005年12月22日よりJR東海バスが単独運行していた路線。

  - 6月14日 - 「青春メガドリーム号」運行開始。
  - 8月1日 - いわき営業所をいわき高速支店に格上げ、常磐支店を高萩営業所に降格。宇都宮支店烏山営業所を閉所。
  - 9月1日 - 「かしま号」をカシマサッカースタジアムまで路線延長し、国道51号バイパス経由の直行便を新設。
  - 9月30日 - 高萩営業所を廃止。
  - 10月1日 - つくば号を筑波大学まで延伸し、一部の便をジェイアールバステックへ運行委託開始。
  - 12月15日
    - 「いわき号」小名浜系統（東京駅 - 小名浜）運行開始。
    - 「中央ライナー」可児系統（新宿駅 - 可児車庫）運行開始。
    - 「かぐや姫EXPRESS」（東京駅 - 吉原中央・富士駅・鷹岡車庫）運行開始。
- 2007年（平成19年）
  - 3月 - はさき号をジェイアールバステックへ運行委託開始。
  - 3月18日 - 水戸支店の一般路線にSuicaを導入。
  - 6月15日 - 「知多シーガル号」運行開始。
  - 6月16日 - 「駿府ライナー」運行開始。
  - 10月1日 - 「深夜バス土浦リレー号」運行開始。
- 2008年（平成20年）
  - 3月17日 - 「青春昼特急号」運行開始。
  - 6月10日 - 「夢街道会津号（深夜便）」運行開始。
  - 6月16日 - 「みと号（水戸北スマートインター・茨城大学前経由）」運行開始。
- 2009年（平成21年）
  - 5月22日 - 土浦駅/つくばセンター - イオンショッピングセンター運行開始。同時に同路線にSuicaを導入。
  - 7月1日 - 「超得割青春東京号」運行開始。
  - 7月8日 - 荒川沖駅東口 - あみプレミアム・アウトレット運行開始。
  - 7月17日 - 新宿 - 本庄・伊勢崎線運行開始。
  - 9月 - 館山支店、八日市場支店及び鹿嶋営業所が交通エコロジー・モビリティ財団の「グリーン経営認証」を取得[38][39]。
  - 9月11日 - 「青春エコドリーム号」運行開始。
  - 10月30日 - 新宿 - 佐久・小諸線運行開始。
  - 11月1日 - 佐野支店開設[40][リンク切れ]。
  - 11月 - 常陸太田号をジェイアールバステックへ運行委託開始。
  - 12月18日 - 「新宿ライナー三河・なごや号」、「新宿ドリーム三河・なごや号」運行開始。

### 2010年代
- 2010年（平成22年）
  - 3月13日 - 「青春ドリーム金沢号」運行開始。
  - 6月1日 - いわき高速支店をいわき支店に、東北道統括支店を白河支店に、ともに支店名を変更。古河支店を佐野支店古河営業所に格下げ[41]。古河駅前案内所を佐野支店古河営業所に古河支店（大綱）を大綱車庫に変更。
  - 7月1日 - 京阪神方面昼行便・夜行便をダイヤ改正。「プレミアム中央ドリーム号」、「プレミアムレディースドリーム号」、「青春レディースドリーム号」運行開始。
  - 10月1日 - 「マロニエ東京号」・「マロニエ新宿号」をダイヤ改正し、「ミッドナイトマロニエ号」を新設。同時に同路線でSuica、PASMOでの支払いが可能になり、東京都区内～佐野新都市BT間の定期券も発売開始。
- 2011年（平成23年）
  - 3月6日 - カシマサッカースタジアムでの鹿島アントラーズホームゲーム開催日の東京駅 - カシマサッカースタジアム間の座席指定制直行バスの運行開始。
  - 3月23日 - 東京駅窓口をJRハイウェイバス乗り場構内の有楽町寄りに移転。新規に利用者用待合室を設置。
  - 3月24日 - 東日本大震災発生に伴う緊急支援バスとして、東京 - 仙台間の高速バスの運行を開始（仙台発は翌3月25日より）[42]。同年4月26日（仙台発は翌4月27日）まで運行した。
  - 5月11日 - 新宿駅新南口乗降場を移転。乗車場はNTTドコモ代々木ビル前の線路沿い、降車場は新宿駅東口に移転。※TDR線は降車も新南口
- 2012年（平成24年）
  - 3月27日 - 東京⇔富里・匝瑳線において、Suica、PASMOでの支払いが可能となる。
  - 5月22日 - スカイツリーシャトル（東京駅 - 東京スカイツリータウン）運行開始。
  - 6月1日 - 「新東名スーパーライナー」（東京駅 - <新東名高速道路経由> - 名古屋駅）運行開始。
  - 7月1日 - 「ドリームなごや・三河号」（東京駅 - 岡崎駅・名古屋駅）運行開始。また、「中央ドリームなごや号」は東京駅まで路線延長の上、「ドリームなごや・新宿号」に変更。「中央ライナー」は「中央ライナーなごや号」と「中央ライナー可児号」に変更し、同なごや号は東京駅まで路線延長。
  - 7月20日 - 「ドリーム徳島号」に2階3列シート（プレミアムシート含む）・1階4列シートを配置した「新型プレミアム車両」を導入。
  - 9月1日 - 新宿⇔本庄・伊勢崎線を伊勢崎オートレース場前まで路線延長し、座席定員制に変更。同路線でSuica、PASMOでの運賃の支払いが可能となる。
- 2013年（平成25年）
  - 3月11日 - 「ドリーム高松・松山号」を高松経由しない「ドリーム松山号」（新宿駅経由）に変更。
  - 3月31日 - 「かしま号」で交通系ICカードでの運賃の支払いが可能となる。
  - 4月1日 - 宇都宮支店を宇都宮市から芳賀町へ移転。同時に芳賀バスターミナルも開設。佐久・小諸号のうち1往復を高峰温泉（冬季はアサマ2000スキー場）まで延長。房総なのはな号の一部を平砂浦ビーチホテルまで延長。
  - 12月11日 - 東京駅八重洲南口に新高速バスターミナルが完成し、使用を開始[43]。国鉄デザイン復刻バスを「マロニエ東京号」（「青いつばめ」）と「房総なのはな号」（「赤いつばめ」）で運行開始[44][注釈 1]。高速バスを2路線乗り継ぐことで10％割引となる「グッドチョイス割引きっぷ」の発売を開始[45]。
- 2014年（平成26年）
  - 3月1日 - 白河支店を白河市白坂石阿弥陀へ移転。同時に棚倉営業所を白河支店に統合。
  - 3月25日 - 「はさき号」で交通系ICカードでの運賃の支払いが可能となる。
  - 5月17日 - 白棚線にて国鉄バス復刻デザイン路線バスを運行開始（同年8月31日まで。この車両は中央道支店にて高遠さくら祭り輸送でデビューした）。
  - 7月1日 - 「いわき号」のJRバス関東運行便をいわき駅 - JRバスいわき支店間延長。
  - 10月1日 - 「新宿なのはな号」、「ミッドナイト新宿館山号」運行開始。「いわき号」の下り便を一部自由席に変更すると共に週末運行の最終便を「ミッドナイトいわき号」に変更。「ひたち号」の下り最終便も「ミッドナイトひたち号」に変更。東京 - 三宮間の夜行便を2015年10月30日までの期間限定で神戸駅まで延長。
  - 10月31日 - 東京 - 京阪神間で新たに「グランドリーム号」の運行を開始。
  - 11月8日 - 土浦 - 江戸崎間にて国鉄バス復刻デザイン路線バス「黄色いつばめ」の運行開始（2014年12月21日まで運行）。
  - 12月1日 - 「しみずライナー」の1往復の運行を再び担当する。
  - 12月16日 - 平和交通・あすか交通が運行する東京 - 成田空港間の高速バス「THE アクセス成田」の運行に参入し、共同運行を開始。
- 2015年（平成27年）
  - 3月 - 路線の維持を目的として霞ヶ浦線の江戸崎駅を稲敷市へ売却[46]。
  - 6月20日 - 八日市場支店を千葉県香取郡多古町へ移転させ、「東関東支店」とし、同支店の隣接地に、多古町が建設した「多古台バスターミナル」が開設[47]。
  - 8月1日 - 古河線（佐野支店古河営業所担当）および志賀草津高原線（長野原支店担当）にSuicaを導入[48][49]。
  - 9月1日 - 多古線（東関東支店担当）にSuicaを導入[50]。
  - 10月1日 - 東京駅 - 箱根線、「青春ドリーム信州号」運行開始。
  - 12月1日 - 「しみずライナー」1号を世界遺産三保松原まで延伸。水都西線（宇都宮支店担当）の芳賀温泉ロマンの湯 - 芳賀町役場間を延伸。
- 2016年（平成28年）
  - 4月4日 - 新宿駅発着各路線の発着場所を「バスタ新宿（新宿駅新南口）」に変更。
  - 5月9日 - 「東京河口湖号」（東京 - 河口湖線）を富士急山梨バス・富士急行観光が運行している「東京駅（鉄鋼ビル） - 富士五湖・富士急ハイランド線」と統合の上、中央道経由に変更。
  - 7月1日 - 霞ヶ浦線（土浦支店担当）の土浦駅西口 - 阿見坂下間で関東鉄道との共通乗車化を実施。
  - 7月13日 - 「つくば号」で交通系ICカードでの運賃の支払いが可能となる[51]。
  - 7月15日 - 「青春ドリーム信州号」を小諸駅まで延伸。
  - 7月16日 - 圏央道北東エリア連携交流協議会からの委託により、阿見・稲敷エリア～成田空港間において、高速バスの実験運行を開始。関東鉄道との共同運行で2017年1月15日までの運行予定[52]。この実験運行は当初の予定より繰り上げで2016年12月25日で終了することとなった[53]。
  - 7月30日 - 水都西線（宇都宮支店担当）の宇都宮～茂木間で土休日限りにサシバの里いちかい、道の駅もてぎに停車する便を運行開始。
  - 12月1日 - 「グランドリーム金沢号」運行開始。佐野支店古河営業所にて古河市コミュニティバス「ぐるりん号」の通勤通学コース、市役所本庁・病院コースを運行開始（市より運行受託）。
  - 時期不明 - 土浦支店江戸崎基地で運行管理者と非対面での「ＩＴ点呼」を開始。
- 2017年（平成29年）
  - 3月31日 - 東京と大阪を結ぶ夜行高速バス「ドリーム号」に最上級のプレシャスクラス（2列シートエリア4席）とアドバンスクラス（3列シートエリア14席）を併せ持つ「ドリーム ルリエ（Relier）」を新規投入。
  - 4月1日 - 「新宿いわき号」（新宿 - いわき）、「新宿君津号」（新宿 - 君津）を運行開始。「駿府ライナー」（新宿 - 静岡）を「新宿・渋谷ライナー静岡号」と統合し、「新宿・静岡号」に変更。多古本線（東関東支店担当）では成田駅 - 成田空港 - 貨物管理ビル前間の運行開始。中央道支店にて伊那市・箕輪町・南箕輪村の3市町村を結ぶ3市町村縦断バス「伊那本線」の運行を開始（3市町村より受託）。東関東支店にて成田空港周辺の定期観光バス「ウエルカム成田セレクトバスツアー」を運行開始。小諸支店にて小諸市「愛のりすみれ号」御牧ヶ原線の運行を開始（小諸市より受託）。
  - 4月20日 - 「みと号」の自由席便（茨城交通運行便を除く）で交通系ICカードでの運賃の支払いが可能となる。
  - 5月1日 - JR東日本の豪華寝台列車「TRAIN SUITE 四季島」の運行開始により、日光での深遊探訪のための専用バスの運行を開始（宇都宮支店）。
  - 9月12日 - 定期観光バス「ウエルカム成田セレクトバスツアー」にクレジットカード決済機能付きの車内券売機を導入。
  - 9月27日 - 東京駅高速バスターミナルのホームページを開設。
  - 10月1日 - 京成バス、東京ベイシティ交通が運行する マイタウン・ダイレクトバス新浦安線（秋葉原・東京 - TDR・新浦安）に参入[54]。つくば号上り便において八潮パーキングエリアでの降車扱いを開始。
  - 10月2日 - 日本航空と共同で東京 - 成田空港間（THEアクセス成田）においてJRバス関東運行便の利用で、JALのマイルがたまるサービスを開始。
  - 11月11日 - 東京ステーションシティ10周年記念でダブルデッカー車試乗会を実施。
  - 12月1日 - 「ドリームなごや・三河号」、「ドリームなごや・新宿号」を「青春ドリームなごや号」に変更。洲の崎線（館山支店担当）では「スーパーおどや館山海岸店」、「渚の駅たてやま」への乗り入れを開始（路線延伸）。
- 2018年（平成30年）
  - 3月19日 - あわしまマリンパークで開催される「リアル脱出ゲーム×ラブライブ！サンシャイン!!」の参加者を対象に上野駅発の往復バスの運行を開始。4月22日まで運行。
  - 4月1日 - ジェイアール東日本物流の地域活性化物流有限責任事業組合に加入。4月3日よりいわき号の東京駅行きでJRとまとランドいわきファーム産のトマトを輸送する[55]。
  - 4月27日 - 東京 - 大阪間を運行する「ドリームルリエ号」にプレシャスクラスを6席、アドバンスクラスを10席とした新車両を導入。
  - 4月28日 - 「館山の恵みがつなぐ協議会」と提携し、館山市西岬地区の野菜を東京へ直送する高速バス貨客混載輸送の実証実験を開始[56]。
  - 6月1日 - 小諸支店が小諸市紺屋町から同市与良町に移転[57]。高速バス「佐久・小諸線」の「御幸町」停留所を廃止し、「JRバス小諸支店前」停留所を新設。
  - 6月10日 - 「ドリーム号の日」を制定[23]。
  - 6月15日 - 震災以降、運行休止となっていた「いわき号（小名浜系統）」をハワイアンズ経由に経路変更の上、運行を再開。「みと号」では、交通系ICカード割引を開始[58]。
  - 7月14日 - スウェーデン・スカニア社製二階建てバス「アストロメガ」の運行をバスタ新宿 - TDR線で運行開始[59]。小諸支店では定期観光バス「信州路めぐり号」を運行開始。
  - 8月2日 - 夜行高速バス「ニューブリーズ号」（東京・新宿 - 広島）の中国ジェイアールバスの運行分の代替運行を開始。11月30日東京発にて終了。
  - 9月1日 - 二階建てバス「アストロメガ」を新東名スーパーライナー（東京駅 - 名古屋駅）でも運行開始。
  - 9月10日 - 豪雨被害で運行を停止しているJR西日本広島地区の山陽本線の代行バスの運行に乗務員、車両を派遣。呉線の代行バスを含め12月下旬まで実施[9]。
  - 10月1日 - 鹿嶋、諏訪、三ヶ日の3営業所が支店に昇格。三ヶ日は東名三ヶ日支店となる。
  - 11月1日 - 「青春ドリーム福井号」運行開始。
  - 11月2日 - 滋賀県守山市と提携し、参加者と自転車をバスに載せ守山町まで輸送し、琵琶湖を一周する「ビワイチサイクルツアー」を運行開始した。
  - 12月18日 - 白棚線にて、内閣府が推進する戦略的イノベーション創造プログラム（SIP）「自動走行システム」において、バスの正着制御技術に関する実証実験を20日までの3日間実施。
  - 12月21日 - 「ドリーム高知号」、「ドリーム徳島号」、「ドリーム高松号」及び「夢街道会津号」、「青春ドリーム福井号」、「知多シーガル号」の各夜行便を東京ディズニーランドまで延伸。
  - 12月22日 - ジェイアールバス東北の協力により、車両を借用し、草津・白根・浅間高原線で新幹線E5型「はやぶさ」カラーバスを運行開始。2019年3月末まで運行。
- 2019年（平成31年／令和元年）
  - 3月31日 - この日の運行をもって、「スカイツリーシャトル」（東京駅 - 東京スカイツリータウン）を廃止[60]。
  - 4月1日 - 館山支店管内の路線バスにて片道通学定期券を発売開始。高速バス「つくば号」、「かしま号」の高速バス定期券をスマートフォンで発売開始。
  - 4月5日 - 定期観光バス「善光寺・戸隠と小布施号」を運行開始[61]。
  - 4月6日 - 定期観光バス「神秘の石の街大谷と世界遺産日光号」を運行開始[62]。
  - 4月30日 - 平成最後のドリーム号として、東京駅 - 大阪駅間で「平成ドリーム令和号」（上下各1便）をアストロメガで特別運行[63]。
  - 5月17日 - 東京・新宿 - 京阪神線をダイヤ改正（「中央道昼特急号」を廃止し、「東海道昼特急号」に変更。「青春昼特急号」および「青春エコドリーム号」（一部）にアストロメガを本格投入[64]。
  - 5月14日 - 栃木県佐野市と公共交通や観光振興、定住促進に関する包括連携協定を締結。
  - 6月1日 - 「知多シーガル号」夜行便をJR東海バスと共同運行の「知多ドリーム号」（TDL・東京駅～太田川駅）に変更の上、毎日運行に変更[65]。「中央ライナー可児号」ではダイヤ改正を実施し、全便東濃鉄道に移管[66]。
  - 6月24日 - 高速バスみと号を活用した客貨混載物流で、茨城県内の企業2社の商品を東京駅エリアの店舗へ配送する実証事業を実施。7月31日まで。
  - 7月16日 - 新宿 - 本庄・伊勢崎線の2往復を群馬中央バス[67] に運行委託開始。また同日より、同線および上州ゆめぐり号、佐久・小諸号の上り便（朝に到着する便を除く）が中野坂上で降車扱いを開始。
  - 8月31日 - この日の運行をもって東京 - 御殿場・箱根線の運行より撤退[68]。
  - 9月30日 - 東名系統での用賀PAにおける乗継乗車券発売終了。
  - 11月1日 - 東京ディズニーランドの各系統夜行便の発着場所を東京ディズニーランド・バスターミナル・ウエストに変更。
  - 12月1日 - ドリーム徳島号とドリーム高知号を再編し、ドリーム高知・徳島号（TDL・東京・新宿～徳島・高知）と季節運行のドリーム阿南・徳島号（東京・新宿～徳島・阿南）とし、ドリーム高知・徳島号の徳島駅～高知駅・はりまや橋間をJR四国バスに、ドリーム阿南・徳島号の全区間を徳島バスにそれぞれ運行委託する[69]。

### 2020年代
- 2020年（令和2年）
  - 2月1日 - 東京 - 成田空港線を京成グループが運行する「東京シャトル」と路線統合し、新たに「エアポートバス東京・成田」として共同運行を開始[70]。
  - 3月1日 - 「ドリーム松山号」が同日をもって運行休止[71]。
  - 3月27日 - 栃木県那須塩原市と公共交通や観光振興、定住促進に関する包括連携協定を締結[72]。
  - 3月31日 - 水都東線及び城東車庫便を廃止。水戸駅 - 赤塚駅南口間は関東鉄道に移管。これにより水戸支店の一般路線バスが全廃[73][74]。
  - 4月1日 - 千葉交通、成田空港交通との共同運行でJR成田駅東口 - 国際医療福祉大学成田病院・病院南間の路線バスの運行を開始（東関東支店が担当）。栃木県佐野市の生活路線バス「さーのって号」の田沼葛生線、植下高萩線、犬伏線、運動公園循環線の運行受託を開始（佐野支店が担当）。
  - 5月29日 - 公式twitterを開設[75]。
  - 7月3日 - YACYBER株式会社と提携し、バス営業所敷地内に農産物直売所を開設[76]。
  - 7月22日 - 新型コロナウイルス感染拡大防止のため、東京～京都・大阪・三ノ宮（夜行・下りのみ）において、バス乗車前に非接触体温計による検温を開始 。
  - 7月27日 - 宇都宮市内を走る路線バスで市の補助金を活用して1日当たり計2便の増便を開始（2021年3月末までの予定）[77]。
  - 8月1日 - 「ドリーム高松号」が同日をもって運行休止[78]。
  - 8月17日 - 長野県伊那市と少子高齢化などの地域課題解決や相互の発展を目的に包括連携協定を締結[79]。
  - 8月22日 - 成田空港出発の定期観光バスでユーグレナバイオ燃料の使用を開始[80]。
  - 10月2日 - 定期観光バス「ウエルカム成田セレクトバスツアー号」をリニューアルし、「ちょっと千葉旅号」として運行開始[81]。
  - 10月24日 - 東京駅 - 竹芝地区で燃料電池バスを使用した無料循環バス「JR竹芝 水素シャトルバス」運行開始[82]。
  - 10月28日 - 館山支店の南房州本線・洲の崎線でアニメ「戦翼のシグルドリーヴァ」とのコラボを開始。キャラクターのラッピングバス運行や1日乗車券の限定発売など。
  - 10月31日 - 塩原温泉郷にて2階建てバスオープンバス「めいぷるスカイ」を使用した紅葉巡りツアーを運行（11月30日まで）。
  - 11月7日 - 館山市内の観光名所を巡る「館山市ぐるっとボンネットバスの旅」を運行（11月29日まで）。
  - 11月16日 - ドリーム号史上最大のキャンペーンを開始（2021年3月31日まで）。
  - 11月26日 - 東京から草津温泉バスターミナルまでの高速バス往復と草津温泉の入浴券がセットになった「草津WEB周遊券」を販売開始。

- 2021年（令和3年）

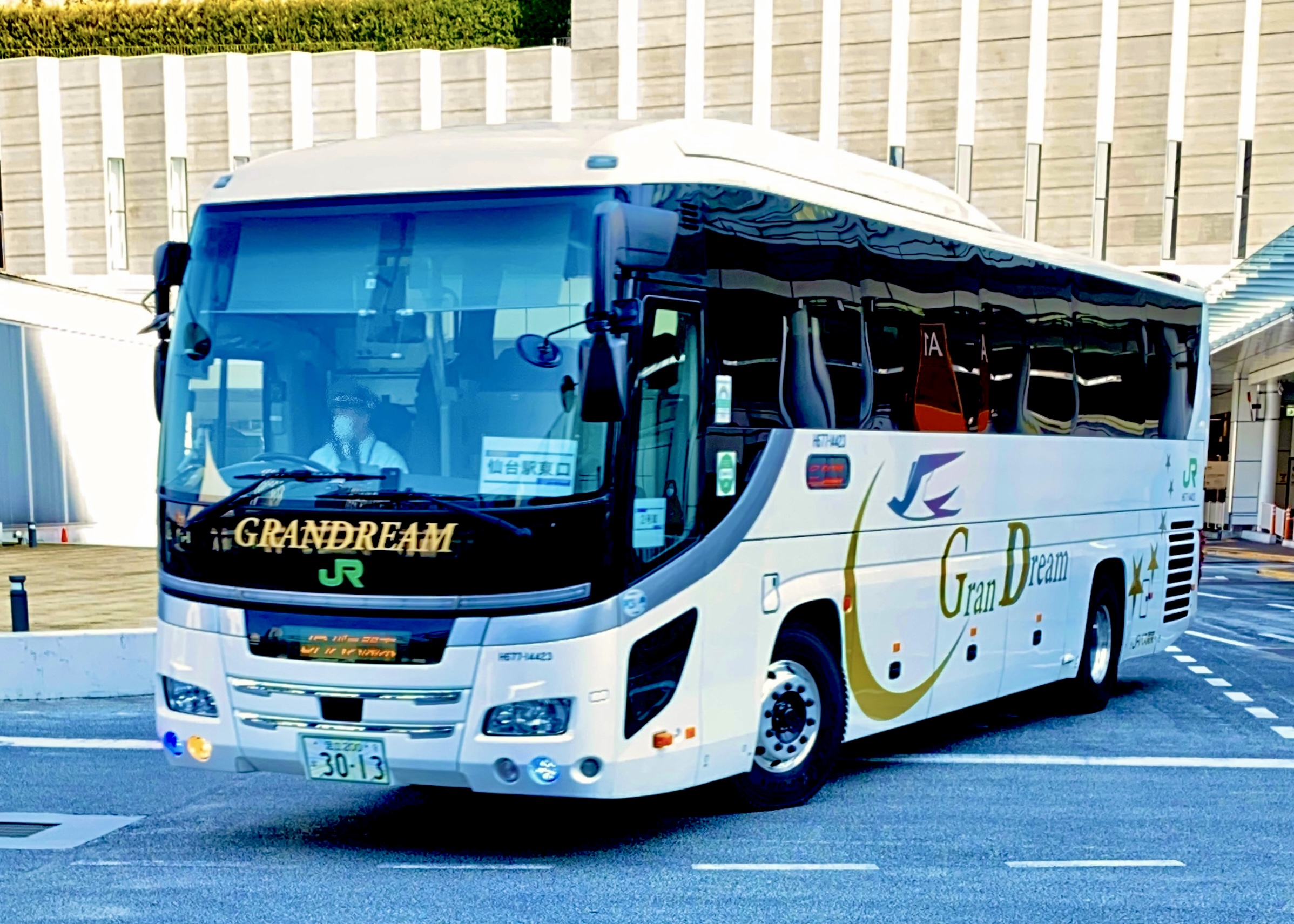
仙台駅行きとなるグランドリーム仕様車

  - 1月5日 - 館山市からの委託により日東交通と共同で館山市街地循環バスの実証運行を開始（3月5日まで）。
  - 2月15日 - 2月13日夜に発生した福島県沖地震の影響により東北新幹線が不通となったため、緊急支援として東京 - 仙台線・新宿 - 仙台線・新宿 - 郡山線・新宿 - 会津若松線をそれぞれ臨時運行（下り：2月22日、上り：2月23日まで）。
  - 3月20日 - 館山支店の洲の崎線で自転車ラックバス（バス前面に自転車を2台積載可能）を運行開始[83]。3月20日、21日はプレ運行（館山～安房白浜）、22日からキャンペーン価格運行（館山～相の浜）、7月22日から通常料金運行（館山～相の浜）。
  - 3月21日 - 栃木県内の一般路線バス（水都西線、塩原線）にSuicaの機能を備えた地域連携ICカード「totra」を導入[84][85][86][87]。
  - 4月1日
    - 「ドリーム高知・徳島号」が廃止[88]。
    - 伊那市長谷地区で乗合タクシー事業を開始。東京～多古・匝瑳線が国際医療福祉大学成田病院に乗り入れ開始。東京～多治見・可児線（中央ライナー可児号）をリニューアル。東京駅まで延伸の上、全便が中津川駅、可児駅に停車。夜行便は「ドリーム可児号」に変更。

  - 4月17日 - 東京駅とムーミンバレーパーク（埼玉県飯能市）を結ぶ高速路線バスを運行開始[89]。
  - 4月18日 - 銚子電気鉄道と共同で高速バス「はさき号」を活用した貨客混載輸送を開始[90]。
  - 4月28日 - 愛知県新城市と地域課題の解決や相互の発展を図ることを目的として、包括連携協定を締結[91]。
  - 4月29日 - 御殿場アウトレット線の1往復を上野駅入谷口まで延伸。
  - 5月1日 - 定期観光バス オープントップバスで行く「信州の旅」を運行開始。 <諏訪支店・小諸支店>
  - 5月10日 - 首都高速道路「呉服橋出入口」廃止に伴い、東京駅を経由・発着する一部路線の運行経路・時刻を変更[92]。
  - 6月7日 - 「つくば号」、「みと号」、「ひたち号」の平日の上り便の都営浅草駅、上野駅の停車を廃止し、運行経路・時刻を変更[93]。
  - 6月30日 - 宇都宮市内の一般路線バスで交通系ICカード利用における日中時間帯の運賃上限制度を開始。
  - 7月1日 - 関東鉄道と共同で境町 - 東京駅線を運行開始[94]。
  - 7月22日 - 「新宿なのはな号」全便を君津バスターミナルに停車させ、「新宿君津号」の君津市内の各停留所を廃止し、統合した[95]。
  - 8月20日 - 小諸市にて市内循環線の試験運行を開始（小諸支店が受託受託）。
  - 9月1日 - 白河市にて白河市循環バス「こみねっと」西循環の試験運行を開始（白河支店が運行受託）。
  - 9月11日 - 「秦野丹沢登山号」（東京 - 秦野丹沢登山口大倉）の運行を開始[96]。
  - 9月21日 - 本社を渋谷区代々木（JR東日本本社ビル）から江東区塩浜（東京支店）に移転[97]。
  - 10月1日 - 東京駅 - 流山おおたかの森・柏の葉キャンパス線の運行を開始[98]。館山市にて市街地循環バスの実証運行を開始（館山支店が運行受託）。香取市の循環バス「栗源ルート」の運行を開始（東関東支店が運行受託）。
  - 10月2日・3日 - 両国駅で開催された「千葉トレインフェスティバル」に出店（オリジナルグッズ販売や、B.B.BASEラッピング車の展示、オークションなど）。
  - 10月12日 - 長野県小諸市と地域経済の発展や市民サービスの向上に向けた包括連携協定を締結[99]。
  - 10月16日 - 西那須野支店が観光庁の「既存観光拠点再生・高付加価値化推進事業」の補助金を受けて、那須塩原駅 - 塩原温泉間で塩原温泉の宿泊者を対象とした無料直通バス「塩原号」を運行開始[100]。2022年2月28日まで運行予定。
  - 10月28日 - TDL・東京・新宿 - 京阪神（昼行・夜行）の御殿場JCT・豊田東JCT間を新東名高速道路経由に変更。最大30分の運行時間短縮。昼特急では「新城（道の駅もっくる新城）」のバス停（東京・大阪方面とも乗降可能）を新設。乗務員の乗継箇所も三ヶ日から同所に変更（昼行・夜行とも）。東名三ヶ日支店は愛知県新城市に移転し、新城支店となった[101]。夜行便では得割運賃が2,500円の「超得得ドリーム号」を期間限定で運行する。中央道経由の「中央ドリーム号」は廃止となった[102]。
  - 11月26日 - 新幹線と高速バス「なのはな号」が「はこビュン」plusとして連携し、新函館北斗駅から房総半島の館山エリアへ即日最長距離の鮮魚輸送を実施（12月4日までの毎日）[103]。
  - 12月20日 - 東京駅 - 国際展示場駅 - 東京ビッグサイト - 東京港フェリーターミナル線を新設[104]。
- 2022年（令和4年）
  - 3月1日 - 白河支店一般路線「白棚線」の1日フリーきっぷの発売を開始[105]。
  - 3月10日 - 「JR竹芝　水素シャトルバス」の一部便を東京タワーへ乗り入れ開始[106]。
  - 3月18日 - 3月16日夜に発生した福島県沖地震の影響により東北新幹線が不通となったため、緊急支援として、東京 - 仙台線・新宿 - 仙台線をそれぞれ臨時運行。
  - 3月31日 - 伊那市高遠の「高遠駅」での窓口営業を終了[107]。
  - 5月21日 - 栃木県の無人自動運転移動サービス推進協議会に参加し、塩原支所と湯っ歩の里をつなぐルート（片道約1.8 km）での自動運転実験を開始。
  - 8月1日 - 東京～京阪神線（夜行便）に「国際展示場駅」「東京ビッグサイト」、長野～京都・大阪線に「軽井沢駅」バス停を新設[108]。
  - 9月30日 - 「秦野丹沢登山号」（東京 - 秦野丹沢登山口大倉）廃止[109]。
  - 10月1日 - 「ドリーム知多号」を八田駅まで延伸。「ドリームなごや5号」を中央道経由から新東名経由に変更し、中央道経由の夜行便名古屋系統が運行終了。
  - 10月20日 - 新宿～伊勢崎線の1往復を東京駅まで延伸の上、ふかや花園プレミアム・アウトレットにも停車開始。
- 2023年（令和5年）
  - 3月31日 - この日をもって「はさき号」の運行から撤退[110]。
  - 6月2日～4日 - 長電バスとのコラボレーションにより「ドリーム志賀号」のリバイバル運行を実施。上り「昼特急志賀号」の運行や、長電バス営業所などで各種関連イベントなども開催された[111]。
  - 7月1日 - 東関東支店を成田空港支店に、中央道支店を伊那支店に改称。
  - 7月5日 - 高速バスネットにおけるモバイル決済導入。対応ブランドはau PAY、d払い、楽天ペイ、PayPay。乗車券購入時のWEB決済における、QRコードによるモバイル決済方式。
  - 7月28日 - 銚子電気鉄道と共同の貨客混載輸送を高速バス「かしま号」に変更の上、再開（積み込みは鹿嶋支店で行う）。
  - 8月1日 - JR東日本の栃木・那須エリアで観光MaaSの実証実験が開始され、MaaSの「NASU-Ways」のサービスに西那須野支店の路線バス1日乗車券などが組み込まれている（同年11月30日まで）。
  - 8月27日 - 宇都宮芳賀ライトレール線の開業に伴い、宇都宮支店管内路線バスの再編を実施[112]。
  - 9月1日 - バス車内への氏名札の掲示を廃止[113]。
  - 9月30日 - 芳賀町工業団地管理センター前～モビリティリゾートもてぎ（ホンダコレクションホール前）間の予約制直通シャトルバスをビッグレース開催日に臨時運行（関東自動車と共同運行）。
  - 10月1日 - 土浦支店の一般路線のダイヤ改正を実施し、君島線の東京医大病院前経由、工業団地前経由、美浦トレセン始発とつくばセンター→イオンモール土浦、土浦駅 → 川口町 → イオンモール土浦（朝1便のみ）、深夜バス土浦リレー号を廃止[114]。白河支店にて白河市内西循環右回り（こみねっと6コース）の運行を新たに受託[115]。
  - 10月31日 - この日をもって館山駅前窓口を閉鎖した[116]。
  - 11月30日 - この日をもって「東京 - 富里・多古線」の運行から撤退[117]。
  - 12月1日 - ジェイアールバス関東・西日本ジェイアールバス設立35周年記念トミカ 「三菱ふそう　エアロキング」を発売。
  - 時期不明 - 16支店2営業所での点呼執行をIT遠隔化し、点呼執行箇所を6か所に集約。
- 2024年（令和6年）
  - 1月20日 -  加須・行田・熊谷～伊香保・草津温泉（ゆめぐり埼玉号）をジェイアールバス関東とアライアンス契約を結んだ秩父鉄道観光バスが運行開始。
  - 4月1日 -  那須・塩原地域の地域・観光型 MaaS「NASU-Ways～MaaS for NASU Trip～」の実証実験を再開。
  - 4月8日 -  館山支店の一般路線でダイヤ改正を実施。洲の崎線の平砂浦ビーチホテル～小沼～西岬小学校入口間と千里の風～相の浜間を廃止、「フラワー号」も廃止[118]。高速バスとの直通運行や高速バス車両での運行も終了。
  - 5月18日 - 白河支店と新常磐交通が、福島県浜通り・県南地区の一般路線バスで地域連携ICカード「LOCOCA（ロコカ）」のサービスを開始。
  - 7月1日 - 白河支店の白棚線でバス専用道一部区間（三森～表郷庁舎前）を国道289号線経由に変更[119]。
  - 7月16日 - 土浦支店の一般路線バスをダイヤ改正（土浦駅〜南平台線は関東鉄道に移管。土浦駅〜イオンモール土浦と土浦駅～つくばセンターを関東鉄道との共同運行化）[120]。
  - 7月27日 - 上野発着・東京ゆめぐり号運行開始（同便運行はアライアンス契約の秩父鉄道観光バスが行う）[121]。
  - 8月1日 - 「エアポートバスTYO-NRT」（銀座・東京駅〜成田空港）でダイヤ改正(増便)と運賃改定を実施
  - 9月2日 - 伊那支店が運行を受託する伊那市・市街地循環バス「イーナちゃんバス」にてカルサン社製小型EVバス「e-JEST」の国内初となる営業運行を開始。白河支店の白棚線でバスロケーションシステム「つばめのBusどこ・スワロケ白棚線」を導入[122]。
  - 9月17日 - 西那須野支店が運行を受託する那須塩原市地域バス「ゆーバス」にてカルサン社製小型EVバス「e-JEST」の国内2番目となる営業運行を開始。
  - 11月1日 - 東京～日立線のジェイアールバス関東運行便もシーマークスクエアまで延伸運行[123]。

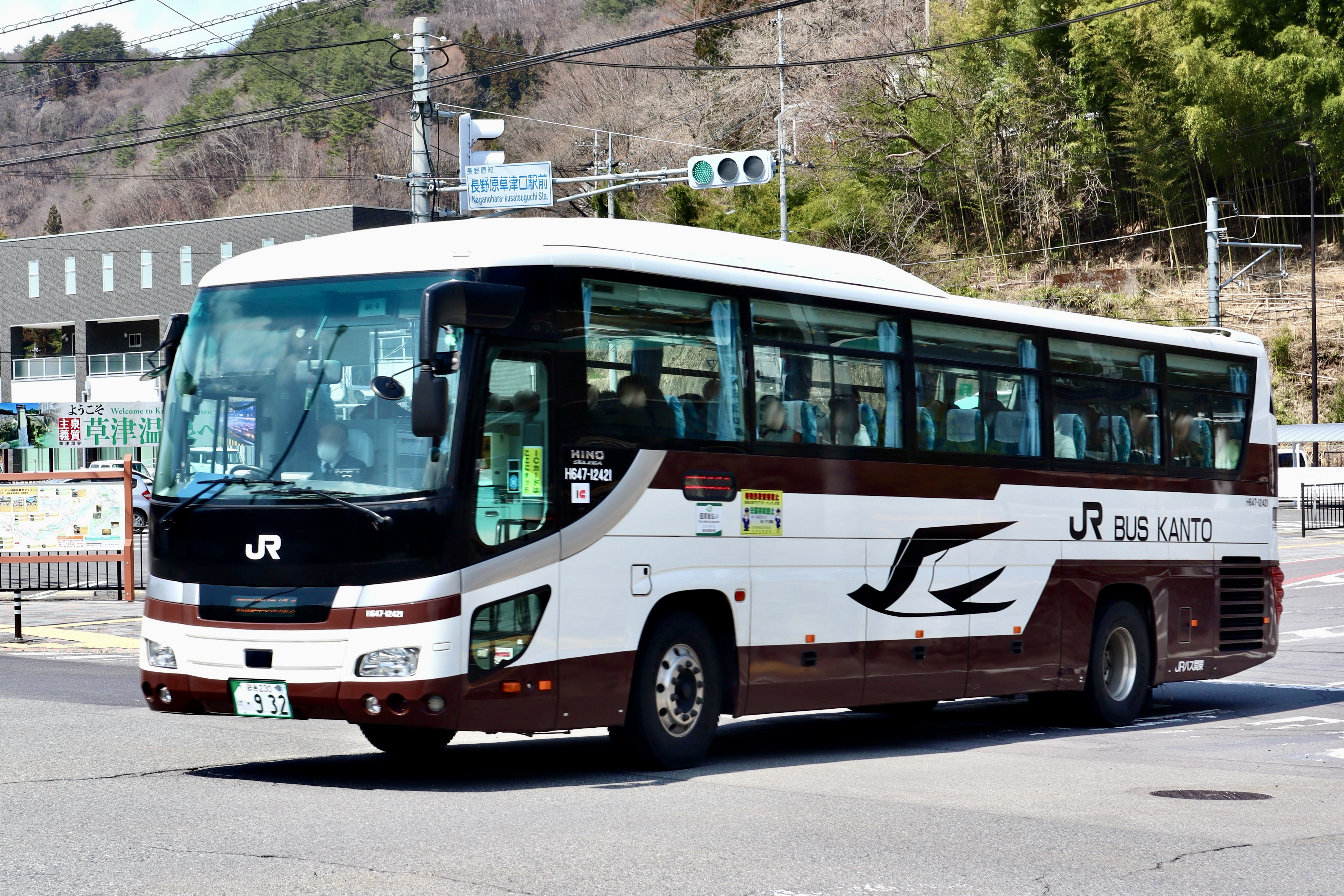
スパ・ブラウンカラー車
(H647-12421号車)

- - 11月23日 - 長野原支店の一般路線バスに、新カラーリングのバス「スパ・ブラウン」1両を導入[124]。
  - 12月1日 - 八王子～渋川・伊香保・草津温泉線（ゆめぐり八王子号）をジェイアールバス関東とアライアンス契約を結んだ群馬バスが西東京バスと共同で運行開始。
  - 12月27日 - 運行を休止していた「青春ドリーム信州号」（小諸・長野～京都・大阪）を年末年始期間に運行（1月5日発まで）。
- 2025年（令和7年）

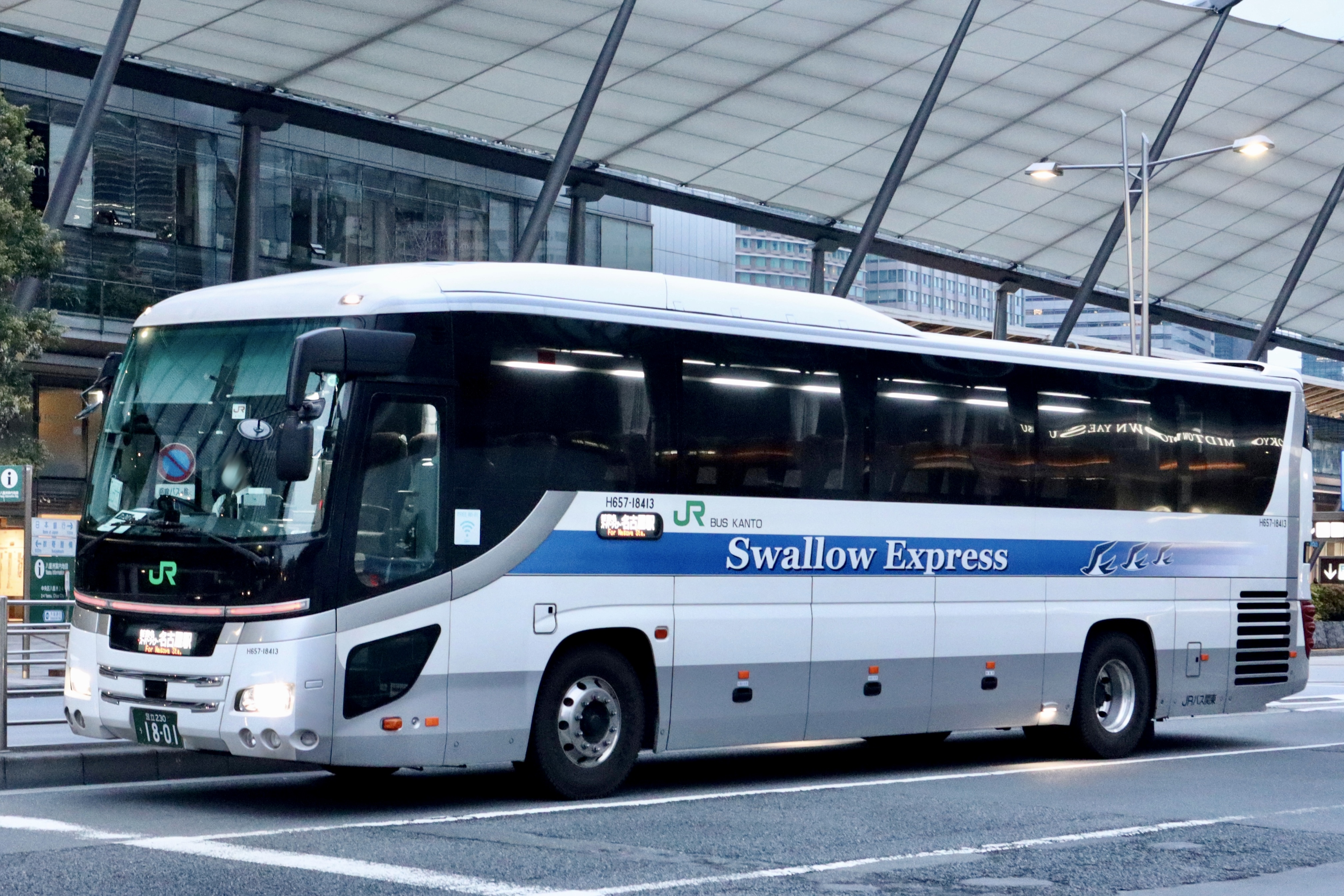
JRバステックカラーで運行されるJRバス関東の東名ハイウェイバス(H657-18413号車)

- - 1月14日 - ジェイアールバステックが担当する「かしま号」1往復と「御殿場プレミアムアウトレット号」3往復がジェイアールバス関東に移管。
  - 1月16日 - 「ドリーム知多号」を「ファンタジアなごや号」（JR東海バス、京成バス）に統合し、2往復化。
  - 1月20日 - ジェイアールバステックが担当する「東名ハイウェイバス」3往復をジェイアールバス関東に移管。
  - 1月27日 - ジェイアールバステックが担当する「東名ハイウェイバス」の急行静岡線をジェイアールバス関東に移管。
  - 2月1日 - 「大宮・川越・高崎〜草津温泉（ゆめぐり川越・大宮号）線」をアライアンス契約を結んだ広栄交通バスが運行開始。
  - 3月14日 - ジェイアールバス東北が運行する「ドリーム仙台・東京号」に参入。仙台でイベントが開催される日のみ運行となる[125]。
  - 3月31日 - 一般路線バス定期券の窓口での発売を終了（白河、西那須野、宇都宮の各支店を除く）。2025年4月1日購入分より、一般路線バスの定期券の発売を「スマホ定期券」へ移行。
  - 4月1日 - 夢街道会津号、ひたち号、新宿なのはな号を増便。館山支店の一般路線および房総なのはな号、新宿なのはな号の車内運賃の支払いで交通系ICカードの利用が可能となる。京阪神線（昼行・夜行）のダイヤ改正を実施し、昼特急の東名向ヶ丘・東名江田・東名大和・東名綾瀬・東名御殿場および夜行便上りの東名江田・東名向ヶ丘の停車を取り止め、新木場駅・東京ビッグサイト・国際展示場駅経由便を特定日運行に変更[126]。一般路線バスの平日学期定期券を発売開始。
  - 4月12日 - 「EXPO 2025（大阪・関西万博）」開催に伴い、西日本ジェイアールバスと共同で東京・新宿 - 大阪・関西万博会場間で夜行高速バス（EXPOグランドリーム号・EXPOエコドリーム号）を開催期間中に毎日運行する[126]。
  - 6月1日 - 新宿 - 東京ディズニーリゾート線を増便[127]
  - 7月1日 - ジェイアールバステックの高速バス事業終了に伴い、上野・東京・新宿 - 御殿場プレミアム・アウトレット線を全便、ジェイアールバス関東での運行に切り替え[128]。
  - 10月1日（予定） - 宇都宮支店の運行する水都西線（作新学院・芳賀町工業団地管理センター前 - 茂木駅）を廃止[129]

## 歴代社長
- 初代：信澤喜代司（1987 - 1992）※ 元・日通総合研究所社長
- 第2代：佐々木康治（1992 - 1996）
- 第3代：山村陽一（1996 - 2003）
- 第4代：東海林保（2003 - 2009）※ 元・日本鉄道運転協会専務理事
- 第5代：万代典彦（2009 - 2016）※ 初代・新宿高速バスターミナル社長
- 第6代：中村泰之（2016 - 2022）※ 元・ジェイアールバス東北社長、元・ジェイアールバス関東相談役
- 第7代：小塙隆一（2022 - ）※ 前・ジェイアールバス東北社長

## 支店・営業所

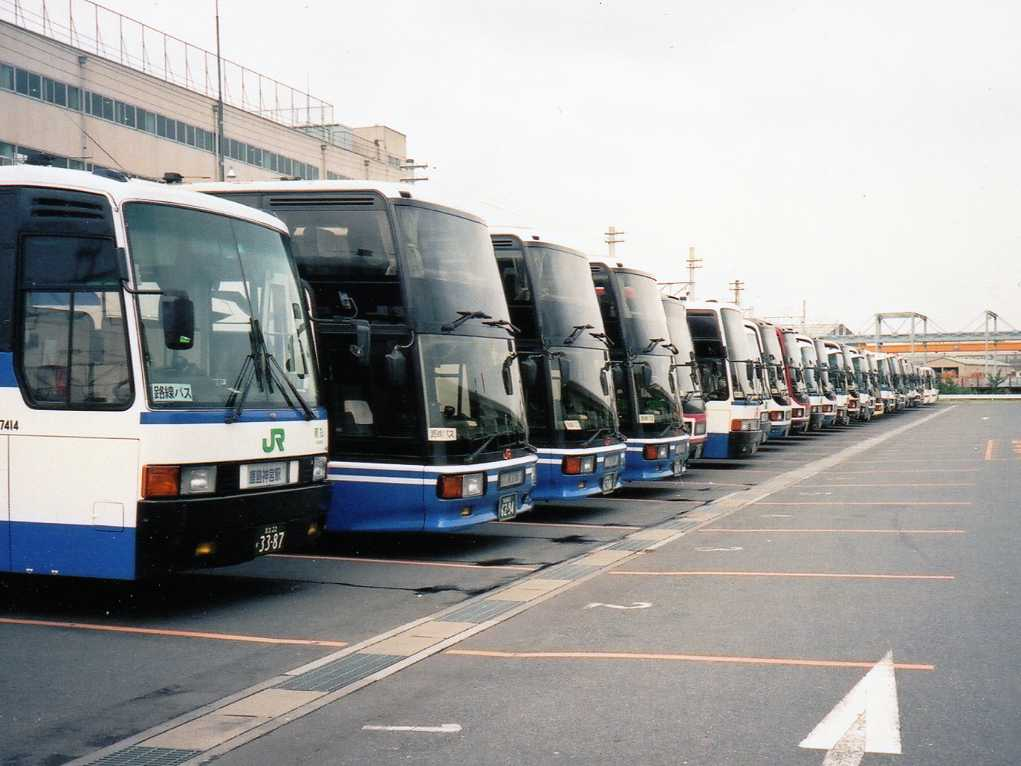
東京支店

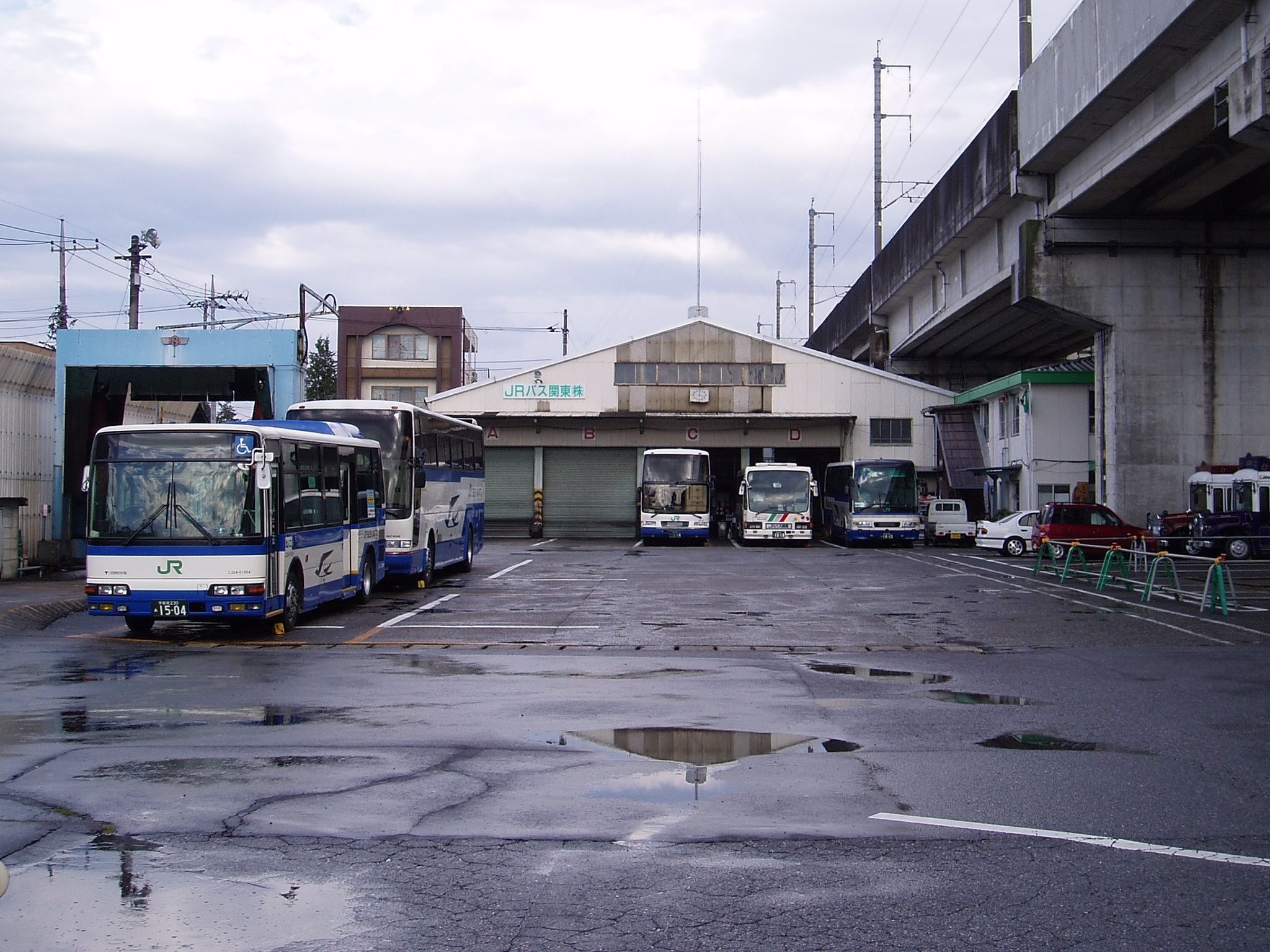
西那須野支店

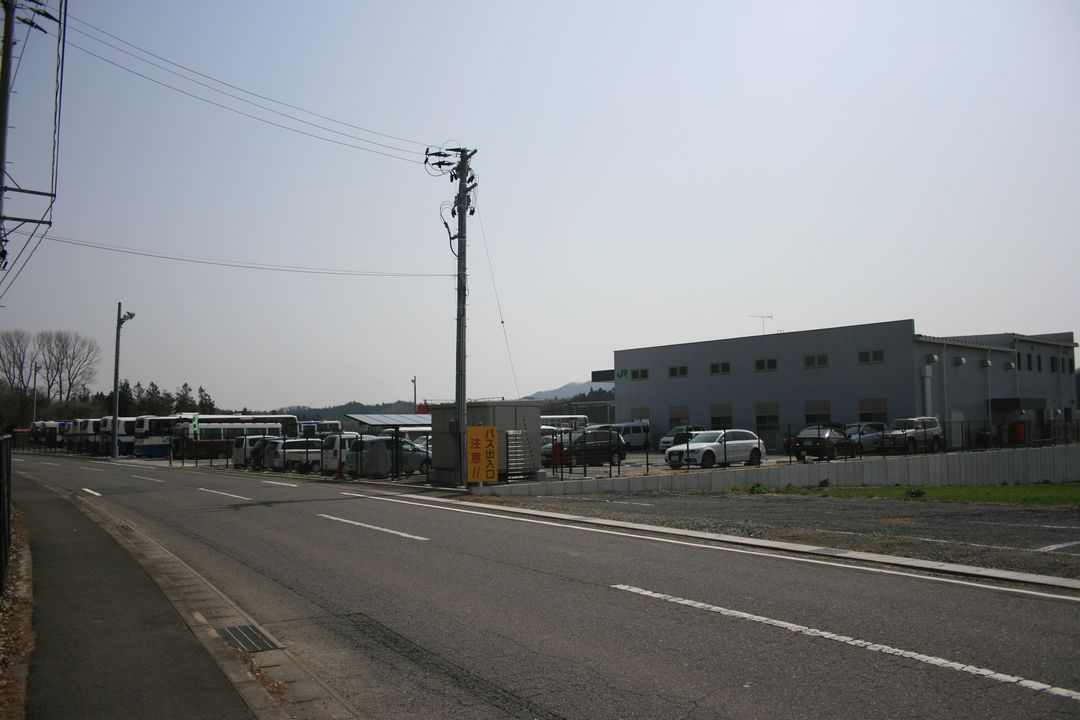
白河支店

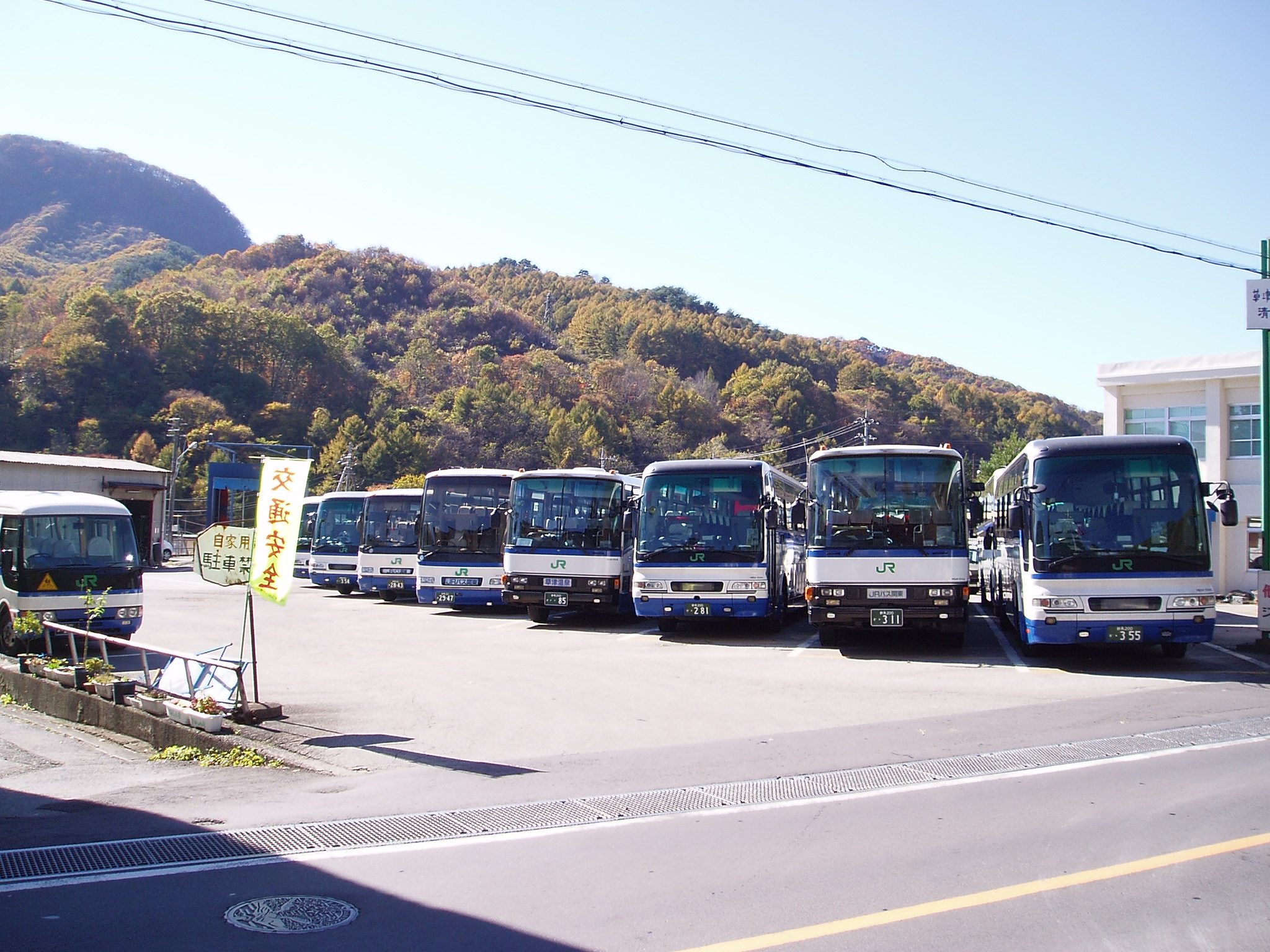
長野原支店

JRバス関東では、営業エリア内に17の支店を有する。このうち、東京駅JR高速バス乗り場に併設されている東京営業支店と新城支店を除く各支店は車庫機能を有し、車両が配置されているほか、分車庫・出張所にあたる「営業所」を有する支店もある。

### 特徴
会社発足時に営業所ごとの自主予算制度を導入しており、支店制度を導入した後は支店ごとの独立採算性を重視し、社内では毎年の収支から支店毎にランクが付けられていた。
- A…支店単体の収支が黒字であり、全社の収支にも寄与している
- B…支店単体の収支が黒字であるが、全社の収支にも寄与するには至っていない
- C…支店単体の収支が赤字

しかし、この方法では収益性の良い高速バスを担当している支店と一般路線バスのみの支店との格差が大きくなるため、高速バスの担当も各支店に配分する事でバランスを保っている。このため、ほとんどの支店が何らかの形で高速バス運行に関わっている。また、東京発の夜行高速バスの運行を沿線以外の地区の支店の乗務員が担当するケースもある。車両についても各支店に配分されているため、1998年の時点では運用上の都合から東京支店常駐となる車両も存在した。
2003年頃からツアーバスの影響を大きく受けるようになり、支店ごとの独立採算制の方向性も変え、会社全体でのバランスをより重視するようになっている。それまで支店単位で管理していた高速路線は方面別に統括する支店を選定、車両を集中してコントロールするように変更し、ドライバーの勤務と車両の稼働を分離し、より機動的な働きができるようにした。このことを示すように便によっては車両とドライバーの所属が一致していないことがある。
また、支店、営業所が主要高速道路沿線の各地に点在することを生かし、夜行便、昼特急などを新城支店、中央道支店、小諸支店の最寄りの施設で西日本ジェイアールバスの乗務員との交代を行うことで、完全ワンマン運行による輸送の効率化、人件費低減を図っている。これは国鉄バス時代より行われている運行方式である。
支店の権限は大きく、車両の節で後述するように、2007年度までの導入車両は支店ごとに仕様が異なっていた。

### 支店・営業所一覧
- 東京支店※★〇
- 新城支店（旧三ヶ日宿泊所→東京支店三ヶ日営業所→東名三ヶ日支店）
- 白河支店★〇（旧棚倉支店白河車庫→東北道統括支店）
- 西那須野支店※
- 宇都宮支店※★
- 佐野支店※★〇
  - 古河営業所（旧土浦支店古河営業所→古河支店→古河駅前案内所）※
- いわき支店（旧常磐支店いわき基地→いわき営業所→いわき高速支店）
- 水戸支店※
- 土浦支店※★〇
- 成田空港支店※★〇（旧八日市場支店→東関東支店）
- 鹿嶋支店（旧八日市場支店鹿島基地）※
- 館山支店※★
- 長野原支店※★〇
- 小諸支店★〇
  - 長久保営業所
- 伊那支店★〇（旧伊那支店→中央道統括支店→中央道支店）
- 諏訪支店（旧伊那支店下諏訪営業所）

※＝Suicaと相互利用カード（PASMO・Kitaca・TOICA・manaca・ICOCA・PiTaPa・SUGOCA・nimoca・はやかけん）が使える路線がある支店・営業所

★＝貸切バス受け付け支店

〇＝認証整備工場をもつ支店

## 高速バス

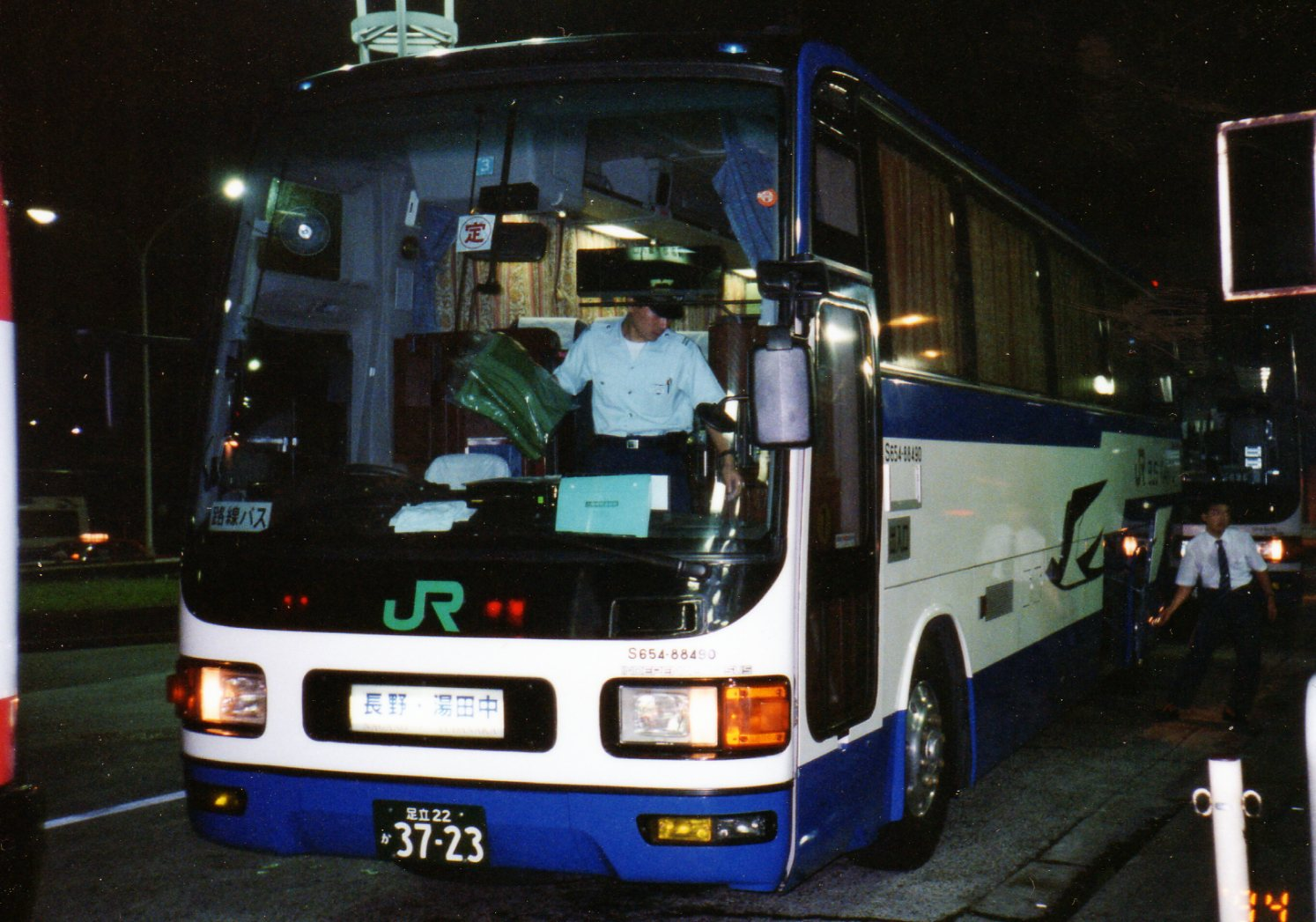
ドリーム志賀号 644-8990→S654-88490

「JRバス関東の歩みは高速バスを抜きにしては語ることはできない」と言われる 程、会社発足後の高速バス路線開設は多く、全国的にブームのごとく高速バス路線開設が多かった時期の1989年だけで13路線も運行開始しており、1988年の会社発足当時に1000km強だった高速バスの免許キロは、1990年には4,257kmとなっている。こうして次々と路線を開設した結果、夜行高速バスとしては最大手の事業者 となった。高速バスの収入だけで、会社全体の収入の60%（パーセント）を占めている。
その一方、半ば強引とも言える参入により、他社との軋轢を生じた例も少なくない。いわゆる「中央高速バス問題」を始めとして、「ラ・フォーレ号」や「シリウス号」・「ニューブリーズ号」では4社共同運行となり、「らくちん号」では参入予定だった事業者の参入取りやめという事態にもなった。しかし、日本の高速バスにおける黎明期から培った運行・営業のノウハウや、変化への対応力から信頼性は高まり、共同運行事業者も2011年時点では日本最多である。
近年では、地方支店が東京発着の高速バスを担当していることから、それまで各支店から鉄道を利用して東京へ乗務員を送り込んでいたものを、効率化のため営業便による送り込みとして開設された路線も存在する ほか、主要高速道路の沿線に点在する支店を活用し、運行区間のほぼ中間点で乗務員を交代する独自の運行方式でハンドル時間やワンマン運行の距離でも法令の規定範囲内で乗務員の負荷を軽減した適正運行が行なわれている。また、ドライバーの勤務と車両の稼働を分離し、より機動的な動きができるようになっている。このことを示すように便によっては車両とドライバーの所属が一致していないことがある。また、需要の多い路線には複数の支店が動員されている。

低価格を売り物にする首都圏と各地の都市を結ぶツアーバスに対しては攻めの姿勢を見せており、各種割引運賃の設定などで運賃が多様化している。3列シートには特注のクレイドル（ゆりかご式）シートを採用し、快適性の向上を図っている。また、東京～京阪神系統の夜行便では、4列シート・トイレ付きで低価格の青春エコドリーム号から個室タイプのドリームルリエ号まで多様なニーズに合わせた多彩な車両のラインナップが用意されている。さらに、2018年7月から古参の二階建てバスを置き換える形でヨーロピアンスタイル2階建てバス（Inter City DD型）を導入開始するなど進化を続けている。
都内の乗降場所の拡大も進めており、従来からのターミナルである東京駅や新宿駅に加え、王子駅、上野駅、新木場駅、谷保駅と、降車専用で池尻大橋や都営浅草駅、中野坂上が追加されている。市町村でのバスターミナルの設置も進んでおり、佐野新都市バスターミナルや多古台バスターミナルなどが設置されている。

東京発着以外の新たな路線展開として、2015年10月1日から長野県内と京都・大阪を結ぶ「青春ドリーム信州号」も開設している。

上野駅入谷口乗降場については、上野湾岸線（上野駅 - TDL）が開業時より使用していたが、同線は廃止後され、常磐道系統の上り便の降車で使用していた（現在は昭和通りの東京メトロ本社前に移動）。その後、つくばセンター～大阪駅間などのドリーム号（上野駅発着に短縮後に廃止）、東京～金沢間の夜行便が使用していたが運行休止、現在は御殿場プレミアム・アウトレット線や自社の貸切ツアーの発着場所として活用されている。

大宮駅西口乗降場については、ONライナー（大宮 - 成田空港）が開業時より使用していたが、同線からJRバスが撤退し、同号の乗降場が移設、さいたま・つくば号（大宮 - つくば）でも使用されたが、同号が廃止されたことにより、バス乗降場として使用されなくなった。
都市部や観光地などの交通渋滞緩和のため、末端交通機関である自動車等を郊外のバス停に設けた駐車場に停車させ、そこから路線バスや高速バス等の公共交通機関に乗り換えて目的地へ行くパーク＆ライド方式を多くの高速バス路線の停留所で導入している。
2010年3月8日より、従来車内に持ち込みできなかった折りたたみ自転車などの手回り品を有料（500円）で取り扱うサービスを一部路線 で開始している。
2014年12月16日より、ビィー・トランセホールディングスの銀座駅・東京駅 - 成田空港線「THE アクセス成田」に参入し、東京駅の成田空港行き乗り場を八重洲通りからJR高速バスターミナルを変更の上、共同運行するようになった。こちらは好評につき、ダイヤ改正の都度、増便を繰り返した。なお後発参入のため、この路線だけ精神障碍者福祉手帳割引が適用される（逆に茨城県や福島県では、一般路線バスでは唯一対象外の事業者となっている）。さらに2020年2月1日からは京成グループの運行する東京シャトルと統合し、8社共同運行の「エアポートバス東京・成田」に生まれ変わり、1日あたり往復284便を運行する「日本最大のエアポートバス」となった。その後、コロナウイルス感染拡大の影響などで需要が減衰し、大幅に減便されていた。
バスタ新宿では、2番カウンターがJRバス関東（高速バスネット）の取り扱い窓口になっている（バスタ新宿発着路線のみ発売）。
JRバス東京駅では、2017年12月10日より、きっぷうりばに英語・中国語にも対応したインフォメーションカウンターを開設する。※現在、休止中
高速バスの他会社運行委託については京阪神系統の新城以西を西日本ジェイアールバスに、伊勢崎系統の一部を群馬中央バスに、可児系統を東濃鉄道に、徳島系統を徳島バスに委託している。しかし、西日本ジェイアールバスが実施しているような夜行続行便の観光バス会社への運行委託は当社では実施していない。
2024年度から他バス会社とアライアンス契約（企業同士が戦略的な提携関係を結ぶことで、お互いの強みとなる経営資源を共有し、事業拡大を目指す契約）を結び、ジェイアールバス関東カラーの車両を使用して同路線の運行業務を行い、ジェイアールバス関東はノウハウや販売企画等の提供を行う事業形態を開始した。秩父鉄道観光バス、群馬バス、広栄交通バス（既存の自社路線をJRバスブランドにリニューアル）が同契約を結び各地と草津温泉を結ぶ高速バスの運行を開始している。
2023年4月現在、バス業界全体で乗務員不足が深刻化しており、当社と共同運行会社においても影響により、いわき号、東京駅～多古台BT線が減便運行となっている。なお、東京駅～多古台BT線ついては2023年11月30日をもって撤退した。
1969年6月10日に日本初の夜行高速バスとして大阪～東京間の運行を開始し、2019年に迎える「ドリーム号運行50周年」を目前としたこの機に、今後も末永くご愛顧いただけるようにという想いを込めて2018年に西日本ジェイアールバスと共同で、6月10日を夜行高速バス「ドリーム号の日」として制定した。記念日制定に伴い、運行49周年である2018年6月10日に一般社団法人日本記念日協会より記念日登録証を授与された。
ジェイアールバステックが当社と共同運行してきた東名ハイウェイバス、御殿場プレミアム・アウトレット線、かしま号は同社の高速バス運行事業終了に伴い、段階的に当社に移管し、2025年7月1日に移管が完了した。

### 女性専用席
一部路線に、女性専用席を設けている。
- 女性専用席を設定している路線・便
  - 青春エコドリーム号/グランドリーム号
  - ファンタジアなごや号
  - 夢街道会津号
  - 上州ゆめぐり号/東京ゆめぐり号
  - 東名ハイウェイバス（新東名スーパーライナーの一部便）
  - ドリームなごや号

### 安全対策
乗務員に対する教育・訓練では、2013年6月に「安全研修センター」（栃木県佐野市）を設置し、高速バスタイプの訓練専用車を導入し、教育、訓練のより一層の充実を図っている。安全研修センターには経験豊富な専任講師が常駐し、新任乗務員の養成をはじめ、全ての乗務員に対する定期的な訓練を統一した基準とカリキュラムに基づいて実施している。訓練専用車では、乗務員の運転操縦や注意配分など安全運転に関わるさまざまなデータの収集が可能で、科学的な視点に基づく教育・訓練と安全対策に役立てている。
車両の安全対策としては、衝突被害軽減ブレーキシステムなど最新の安全装置を搭載した新型車両の導入を積極的に進めており、2022年3月現在、高速線車両の平均車齢は6.9年となっている。また、従来型車両にも安全装置を新たに備え、高速線車両の全車に安全装置を装備している。
長距離高速バスの乗務形態では、関西方面は道の駅もっくる新城または小黒川PA、金沢方面は東部湯の丸SAにおいて共同運行の西日本ジェイアールバスの乗務員と交代する国鉄バス時代から継承される独自のワンマン乗継運行を採用することでハンドル時間やワンマン運行の距離でも法令の規定範囲内で乗務員の負荷が軽減される適正運行が行なわれている。また東京支店内に「高速バス運行本部」を設置し、高速バス全体の運行統制を行っている。高速バス全車両ではGPS内蔵通話装置により、運行管理者がバス走行位置把握システムによりリアルタイムでバスの走行箇所を把握するとともに、必要な連絡、指示が出来る体制としている。
社内で運転コンクールを毎年開催しているほか、2017年からはJRバスグループ8社で「全国JRバスグループ運転競技会」を毎年開催している。

### 乗務員用タブレット端末
2015年4月に高速バス乗務員用タブレット端末を導入した。乗務員が座席管理や運行表（スタフ）の閲覧などに使用しており、ジェイアールバス関東では、最新道路交通情報のインターネット閲覧、緊急時の対処方法や車両点検方法等の各種マニュアルの電子化も進めており、今後もタブレットを活用し、さらなる業務効率化、安全運転の遂行、サービス向上につなげていきたいと考えている。

### 車内サービス
携帯電話・スマートフォン充電用の座席コンセントを2013年度導入の新車から導入し、2014年度車からはコンセントをUSBタイプに変更。それ以前の導入車両も一部にコンセントまたはUSBタイプが後付けされている。

2018年1月の諏訪営業所の5台を皮切りにフリーWi-Fiが取り付けられている。東京駅～東京港フェリーターミナル線では、全車両Free Wi-Fi、電源、トイレ付きを売りにしている。

### 車体広告
ラッピングバスや車体の側面やリアガラスなどへの広告の掲示を行なっている。ラッピングバスは沿線の市町村や観光施設を中心に様々な業種から受注している。キャラクターを用いたものが多く、広い層からの注目を浴びている。

### 昼行路線
< >内は共同運行会社
東北道方面
- 夢街道会津号（新宿 - 会津若松・喜多方）<会津乗合自動車>
- 那須・塩原号（新宿 - 那須温泉 / 塩原温泉）<関東自動車> ※ 全便運休中
  - 那須地区・塩原地区での区間利用可能
- マロニエ新宿号（新宿 - 佐野）
- マロニエ東京号（東京 - 佐野）

関越道方面

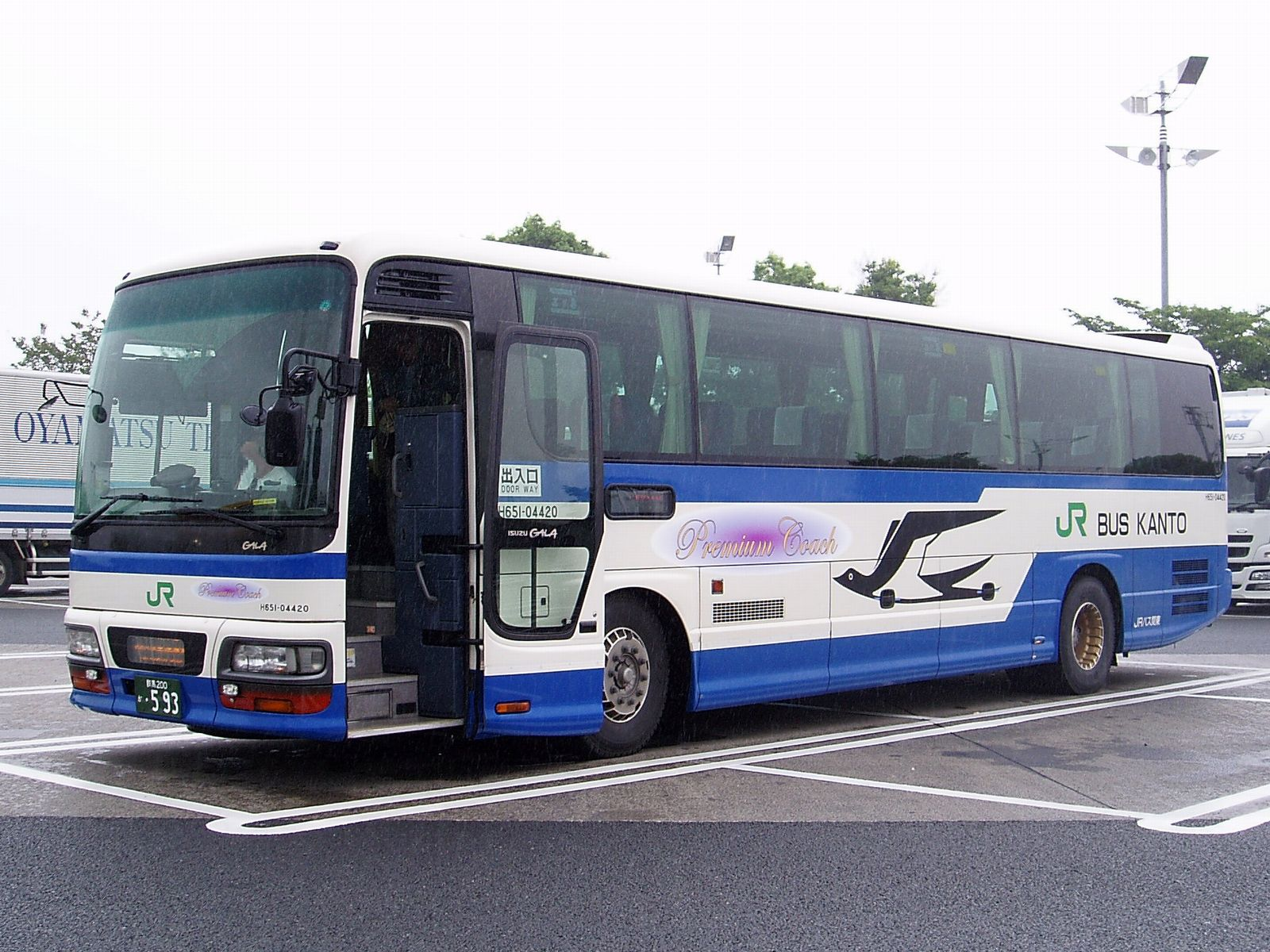
上州ゆめぐり号 H651-04420

- 上州ゆめぐり号・東京ゆめぐり号（(上野・)東京・新宿 - 伊香保温泉・草津温泉）<上野発着は秩父鉄道観光バスによるアライアンス運行(詳細は後述)>
  - 伊香保温泉 - 草津温泉間のみ区間利用可能（途中降車不可）
- 本庄・伊勢崎ルート（東京・新宿 - ふかや花園・本庄・伊勢崎(・前橋駒形)）<一部便を群馬中央バスへ管理委託>
  - 2009年（平成21年）7月17日 - 開業。1日10往復。
  - 2009年（平成21年）12月1日 - 運賃（大人片道）を2,000円から1,500円に値下げ。
  - 2009年（平成21年）12月11日 - 経路変更。バス停追加（伊勢崎駅入口、坂東大橋北）。
  - 2011年（平成23年）4月1日 - 経路変更。伊勢崎駅に乗り入れ。バス停追加（伊勢崎駅、伊勢崎サンホテル前<2014年11月13日からアパホテル伊勢崎駅南[157]>）および廃止（伊勢崎駅入口）。
  - 2011年（平成23年）12月26日 - 平日ダイヤと土休日ダイヤの二本立てとなる。平日ダイヤは1日8往復に減便。
  - 2012年（平成24年）9月1日 - 伊勢崎オートレース場前まで路線を延長。伊勢崎西部公園バス停は公園内から道路上に移設の上、伊勢崎市民病院北（高速バス乗り場）に変更。座席指定予約制から座席定員制に変更。Suica、PASMOが利用可能になる[158]。
  - 2012年（平成24年）12月1日 - 一部座席（原則前方の20席）を座席指定制に戻す（その場合、Suica、PASMOでの精算は不可）[159]。
  - 2016年（平成28年）4月4日 - 新宿駅の発着場所をバスタ新宿（新宿駅新南口）に変更。
  - 2019年（令和元年）7月16日 - 2往復を群馬中央バスに運行委託開始[160]（委託便は交通系ICカード利用不可）。あわせて上り便の一部が中野坂上バス停に停車（降車専用）[161]）。
  - 2021年（令和3年）3月1日 - 群馬中央バスへの運行委託を4往復に拡大。
  - 2022年（令和4年）10月20日 - 1往復（直営便）を東京駅起終点とするとともに、ふかや花園プレミアム・アウトレットへ乗り入れ開始[162]。
  - 2023年（令和5年）4月1日 - 群馬中央バス委託便の運行区間が、東京駅 - 既存区間(ふかや花園通過) - 前橋駒形（群馬中央バス前橋営業所）間に区間延長。これにより、運休便を除く全運行便が東京駅起終点となる[163]。
- 佐久・小諸号（新宿 - 佐久平・小諸）
  - 高峰高原線直通便（新宿 - 佐久平・小諸 - 高峰マウンテンリゾート）
    - 佐久平駅 - 高峰マウンテンリゾート間を一般路線便として運行

圏央道方面

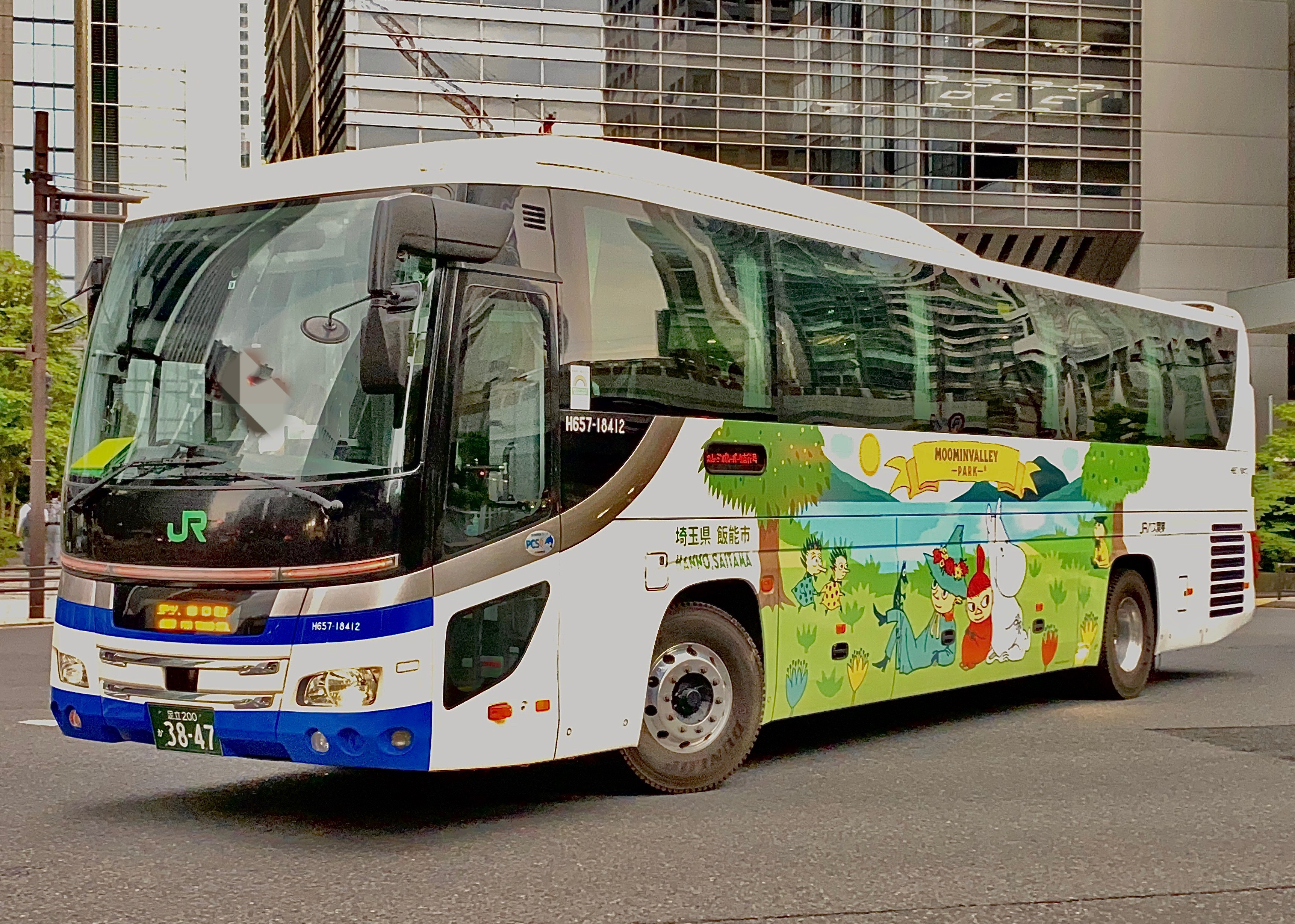
ムーミンバレーパーク直行号 H657-18412

- ムーミンバレーパーク直行号（東京 - 飯能市・ムーミンバレーパーク（メッツァ））
- 境 - 東京線（東京 - 境町高速バスターミナル）<関東鉄道>

常磐道方面
- いわき号（東京 - 北茨城IC・いわき / 小名浜）<東武バスセントラル・新常磐交通>
- ひたち号（東京 - 日立）<茨城交通>
- みと号（東京 - （赤塚/茨城県庁）・水戸）<茨城交通・関東鉄道>
- つくば号（東京 - つくばセンター・筑波大学）<関東鉄道>
- 吉川・松伏号（東京→松伏） ※1日1便下りのみ ※運休中

湾岸線・東関道・館山道方面

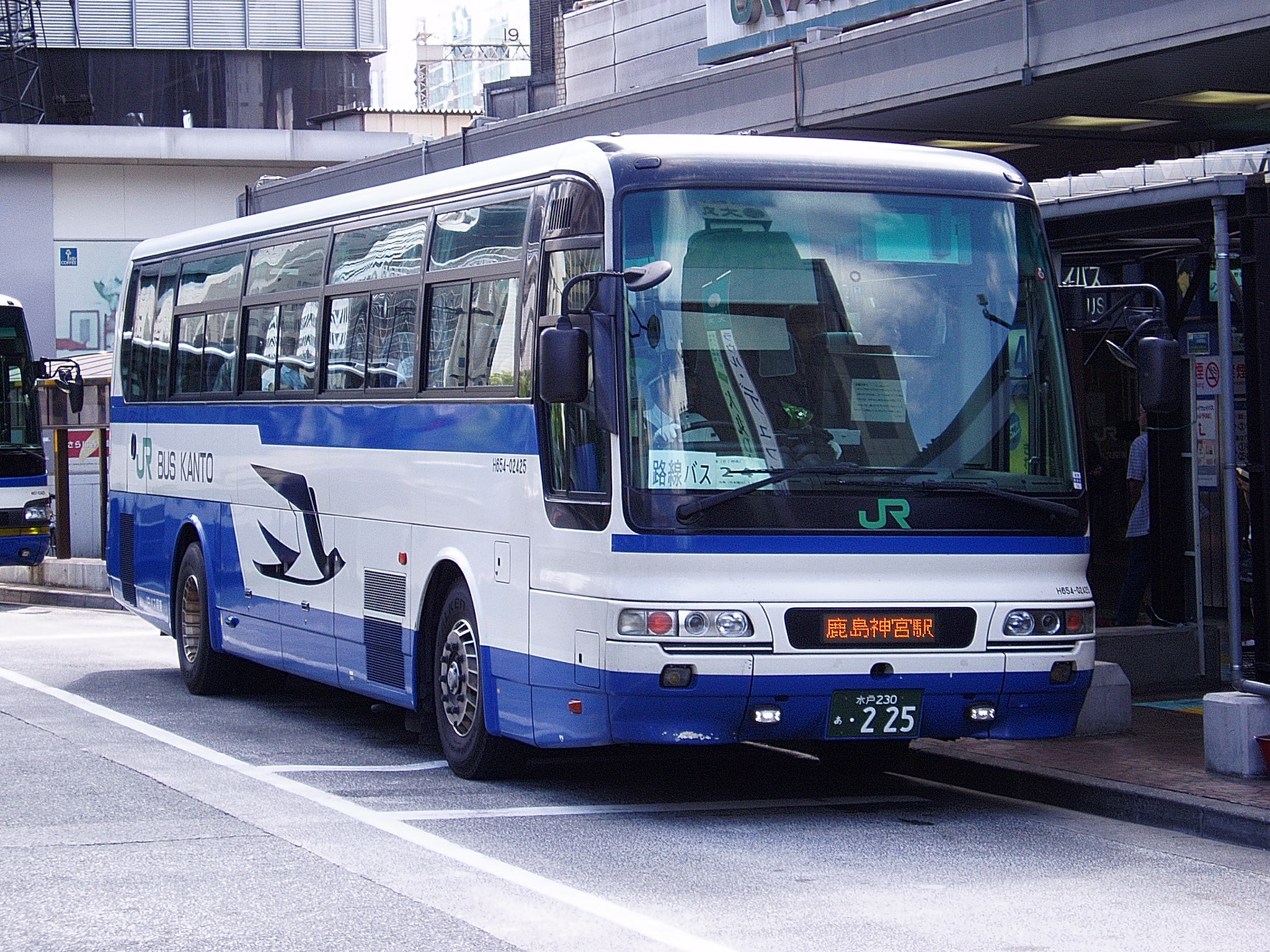
かしま号 H654-02425

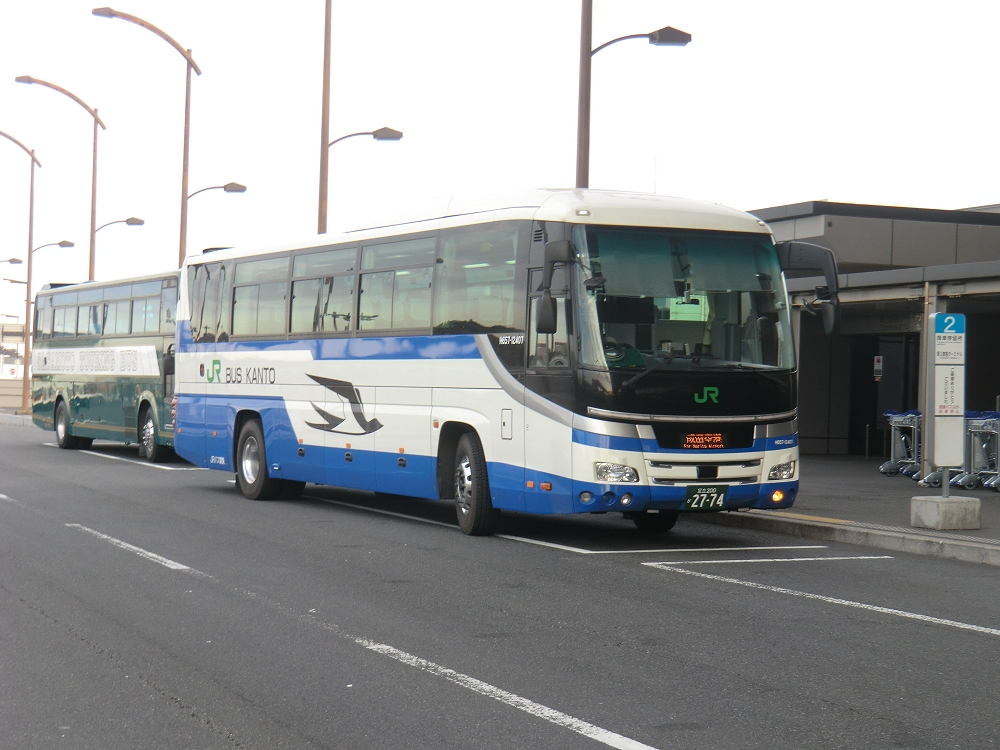
THEアクセス成田 H657-12407

- かしま号（東京 - 鹿島神宮・メルカリスタジアム）<京成バス・関東鉄道>
- [直行]カシマサッカー号（東京 - メルカリスタジアム）（座席指定制）<京成バス・関東鉄道>
  - メルカリスタジアムでの鹿島アントラーズ主催試合の開催日に運行。
  - メルカリスタジアムの乗降場所が通常便とは異なり鹿島サッカースタジアム駅の西側となる。
- エアポートバス東京・成田（銀座・東京 - 成田空港）<平和交通・あすか交通・西岬観光・京成バス・京成バス千葉イースト・京成バス千葉ウエスト>
- 房総なのはな号（東京 - 館山・千倉・安房白浜・休暇村館山前・伊戸漁港）<日東交通>
- 新宿なのはな号（新宿 - 君津BT・館山・休暇村館山前） <日東交通>
- 新宿 - 東京ディズニーリゾート <京成バス>
- マイタウン・ダイレクトバスTDR・新浦安線（東京 - TDR・新浦安） <京成バス、京成バス千葉ウエスト>

中央道方面

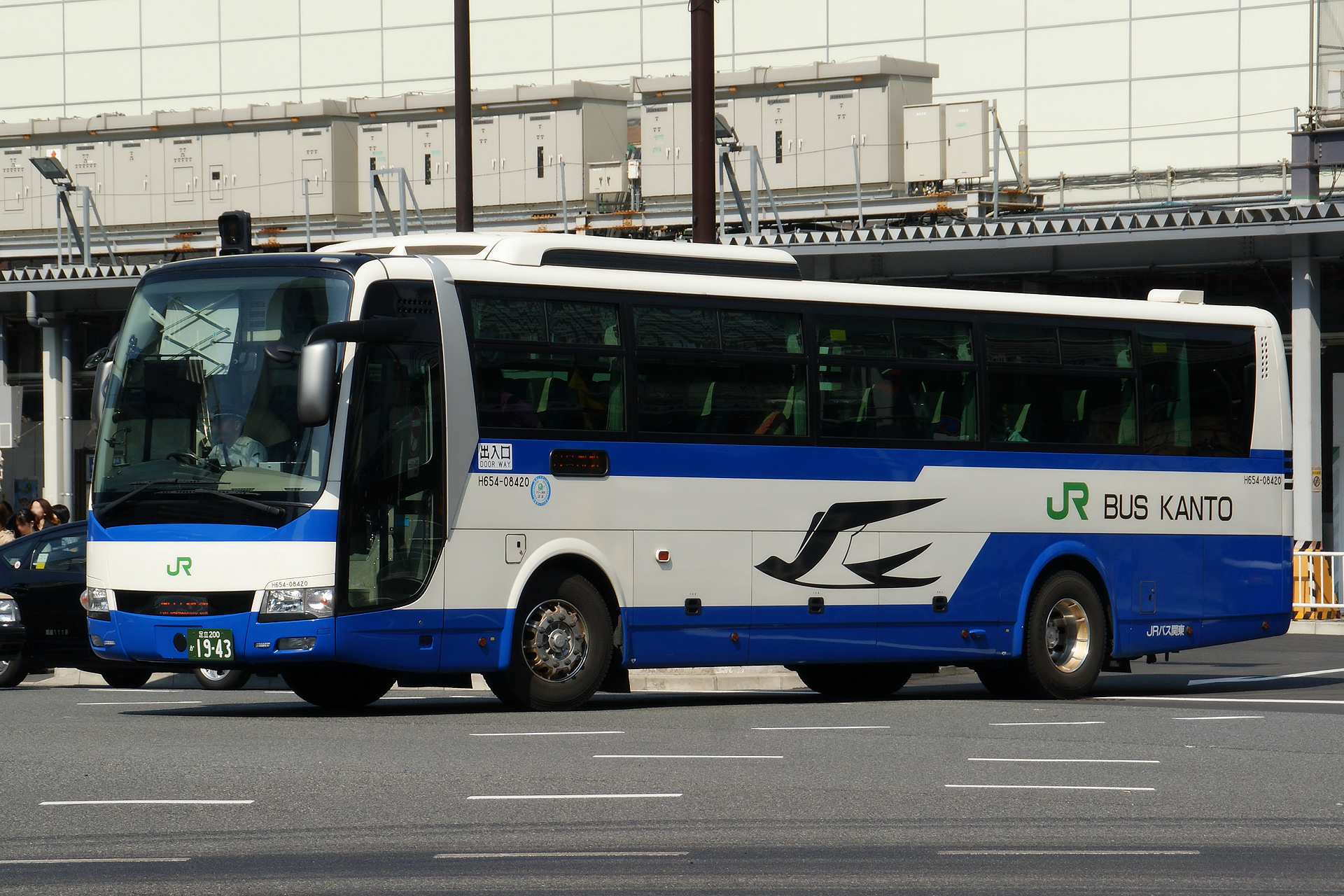
東京・河口湖号 H654-08420

- 東京・河口湖号（東京 - 河口湖）<富士急バス・フジエクスプレス>
- 中央高速バス諏訪岡谷線（新宿 - 諏訪・岡谷）<京王バス・フジエクスプレス（富士急行）・山梨交通・アルピコ交通>
- 中央ライナー可児号（東京・新宿 - 可児）<東濃鉄道>《東濃鉄道に運行委託》

東名方面

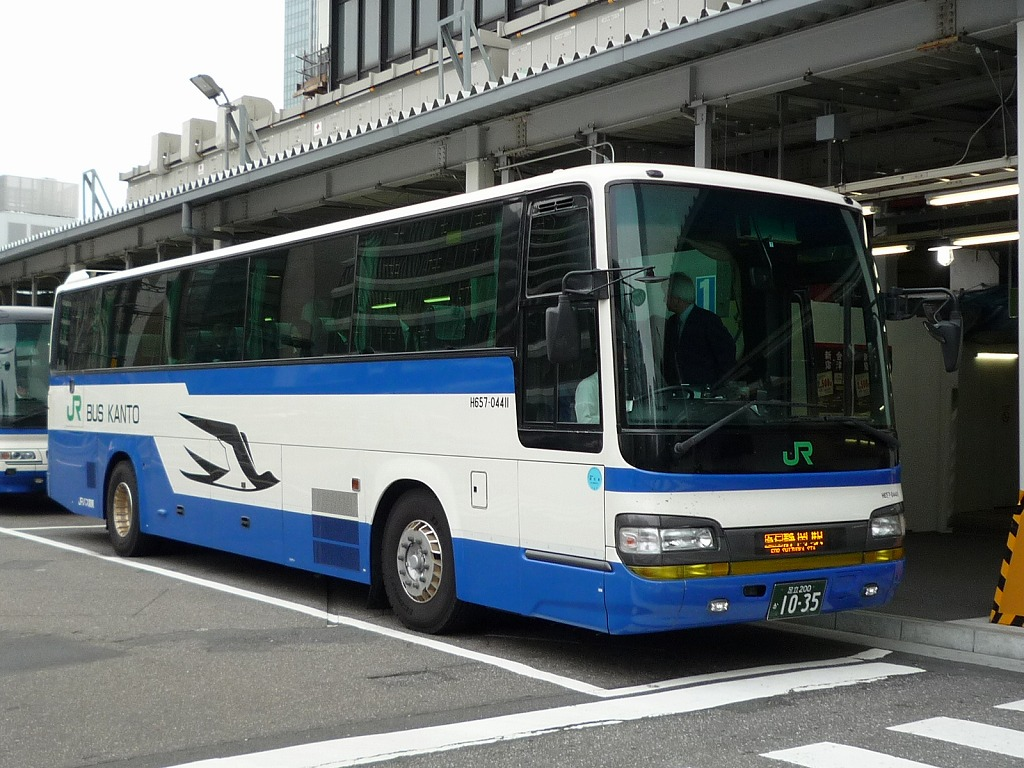
東名ハイウェイバス H657-04411

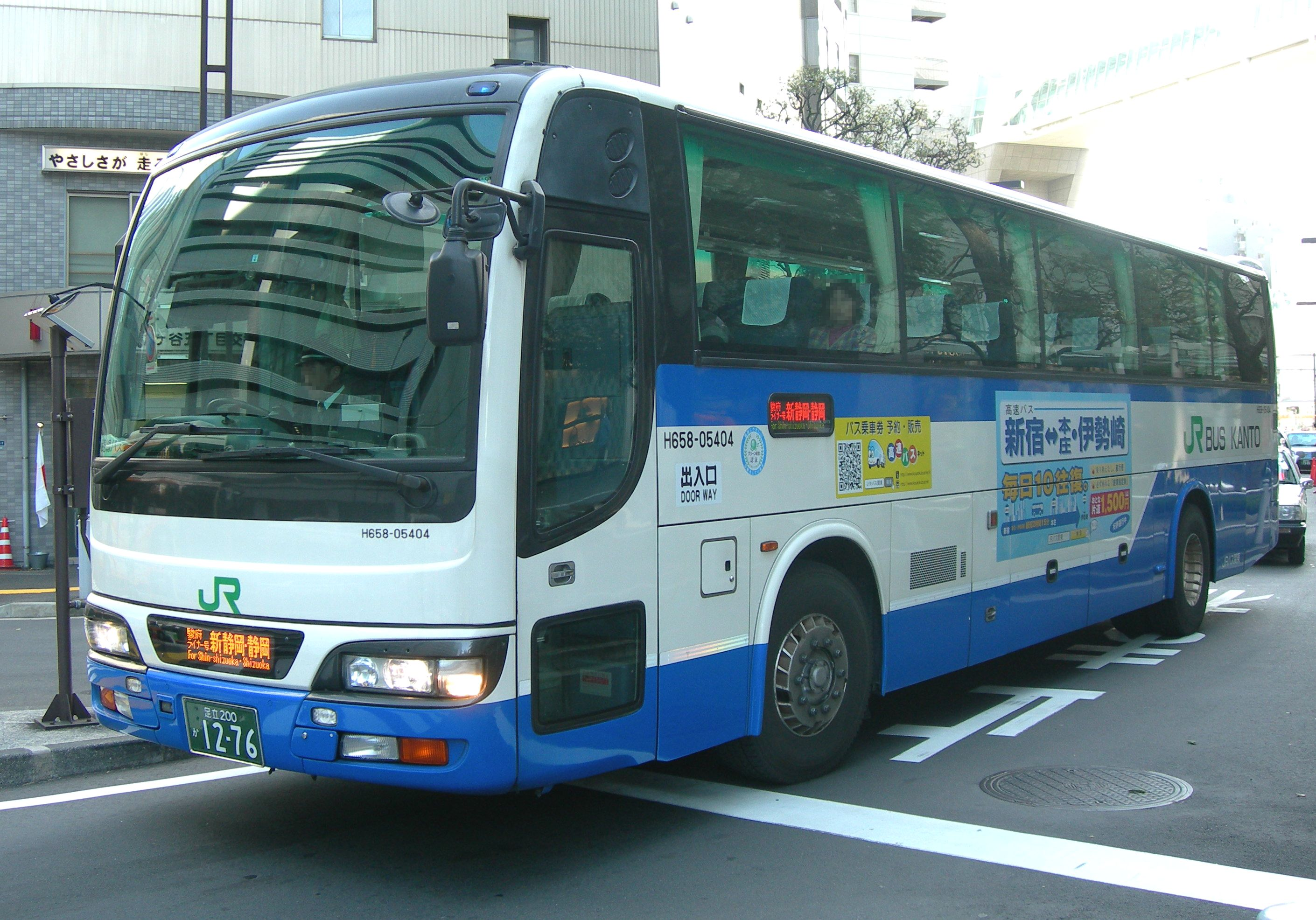
駿府ライナー H658-05404

- 御殿場プレミアム・アウトレット号（上野・東京・新宿 - 御殿場プレミアム・アウトレット）
- しみずライナー （東京 - 清水）<しずてつジャストライン>
- 新宿・静岡号（新宿 - 静岡）<しずてつジャストライン・JR東海バス・京王バス>
- 知多シーガル号（東京 - 知多半田）　※運休中
- 東名ハイウェイバス（東京 - 御殿場 - 静岡 - 浜松 - 名古屋）<JR東海バス>
  - 東名高速区間では区間利用可能
- 新東名スーパーライナー（東京・新宿 - <新東名高速経由> - 名古屋）<JR東海バス>
- グラン昼特急号（東京 - 大阪）<西日本JRバス>
- 青春昼特急号（東京 - 京都・大阪）<同上>

### 夜行路線
東北方面
- 夢街道会津号（東京・新宿 - 会津若松）

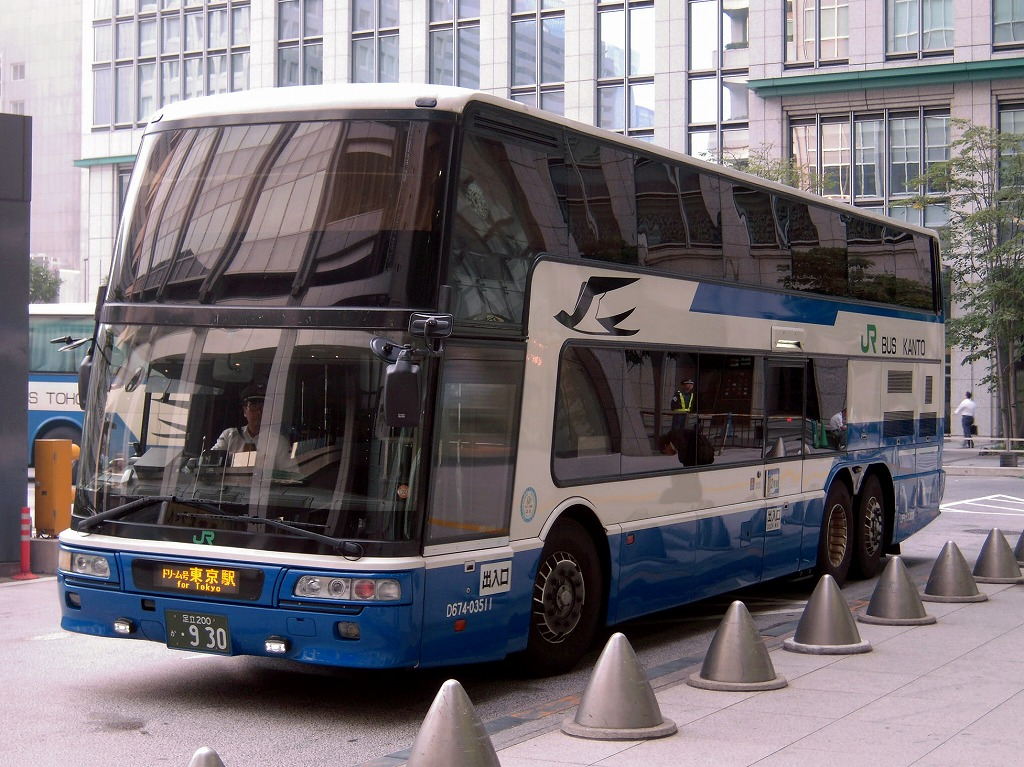
ドリーム号 D674-03511

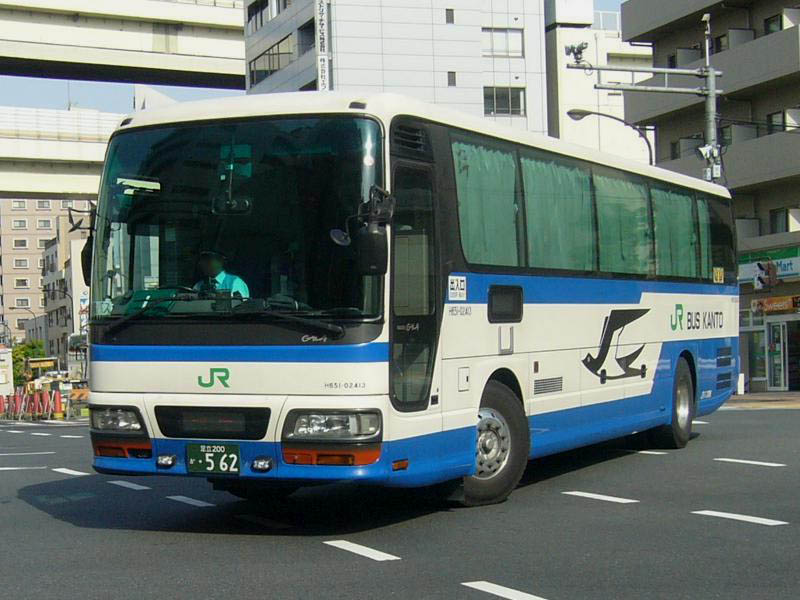
青春ドリーム号 H651-02413

- ドリーム仙台・東京号（東京 - 仙台）<JRバス東北> ※臨時便のみ担当

東海・中部方面
- ファンタジアなごや号（東京ディズニーランド (TDL)・東京 - 刈谷・太田川・名古屋駅・八田駅）<JR東海バス・京成バス>
- ドリームなごや号（東京・新宿 - 名古屋）<JR東海バス>
- ドリーム可児号（東京・新宿 - 可児）<東濃鉄道>《東濃鉄道に運行委託》

京阪神方面（東名、新東名経由）
- ドリーム号（東京ディズニーランド (TDL)・新木場・東京・新宿 - 京都・奈良・大阪・ユニバーサル・スタジオ・ジャパン (USJ) ・三宮・関西万博会場）<西日本JRバス・西日本ジェイアールバスサービス>
  - 青春エコドリーム号
  - グランドリーム号
  - ドリームルリエ号
  - EXPOグランドリーム号（東京・新宿 - 大阪・関西万博会場）
  - EXPOエコドリーム(東京・新宿 - 大阪・関西万博会場）

四国方面
- ドリーム阿南・徳島号（東京ディズニーランド(TDL)・東京・新宿 - 徳島・阿南）<JR四国バス・徳島バス（運行委託）>

夜行便のバスタ新宿及び東京ディズニーランド発着については発着枠の関係により2号車以降は乗り入れできず通過または非経由となる。このことから東京駅発着・バスタ新宿非経由の2号車や臨時便を別途運行することが多い。

### 高速バスの運行委託
下記の路線で他社に運行を委託している。
- 京阪神系統（新城より西側）→西日本ジェイアールバス
- 東京～伊勢崎線（4往復）→群馬中央バス（委託便のみ、伊勢崎から前橋駒形まで延長運行）[164]
- ドリーム阿南・徳島号→徳島バス[165]
- 中央ライナー可児号・ドリーム可児号→東濃鉄道

### 高速バスのアライアンス運行
他社への委託ではなく、提携の形にて、提携相手がJRバス関東に準じたデザイン（車両に描かれたJRバス関東ロゴの「JR」部分が親会社であるJR東日本正規ロゴとは異なっているのが特徴的）の車両で運行しており、JRバス関東は直接運行には関わらず、運行ノウハウや乗車券販売などで間接的にサポートする形の路線（ただし、共通の停留所等ではJRバス関東の路線のひとつとして集約して案内されている）。運行事業者の路線案内には「JR BUS KANTO ALLIANCE」と記載されている。
2024年内に順次アライアンス運行を開始しており、2025年始時点のアライアンス路線は、全て伊香保温泉・草津温泉を発着する「ゆめぐり号」のラインナップとなっているが、草津方面に特化したアライアンスなのか、今後別方面の路線でもアライアンスが結ばれるのかは不明。
- ゆめぐり埼玉号（加須・行田・熊谷 - 伊香保温泉・草津温泉）<秩父鉄道観光バス> ※ 2024年1月20日運行開始
- 東京ゆめぐり号〈上野発着〉（上野・東京 - 伊香保温泉・草津温泉）<秩父鉄道観光バス> ※ 既存のJRバス関東直営東京ゆめぐり号の301号・302号を上野駅まで延長する形で2024年7月27日運行開始[168]。
- ゆめぐり八王子号（八王子 - 渋川・伊香保温泉・草津温泉）<群馬バス> ※ 2024年12月1日運行開始[169]。
  - 西東京バスと共同運行
- ゆめぐり川越・大宮号（大宮・川越・高崎 - 草津温泉）<広栄交通バス> ※ 2025年2月1日運行開始（同社の既存路線「ブルーライナー草津温泉号」をアライアンス路線に転換する形のため、高崎駅東口経由、伊香保温泉通過、草津温泉BTを経由してホテルヴィレッジ起終点と、群馬県内の経路が、既存のゆめぐり系とは異なるのが特徴）[170]

### かつて運行していた高速バス
廃止路線を除き、運行支援業務は継続。ニューブリーズ号については、後述の理由により代替運行の形で一時的に復帰した。

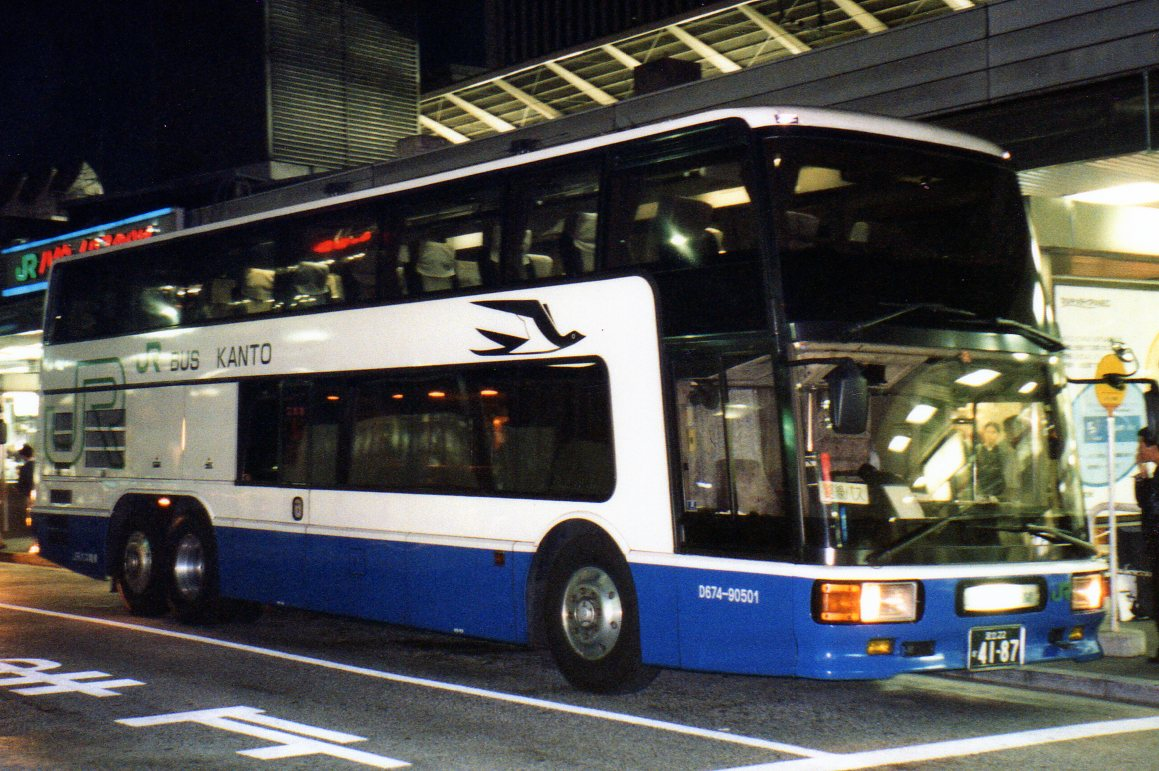
ドリームふくふく号 D674-90501

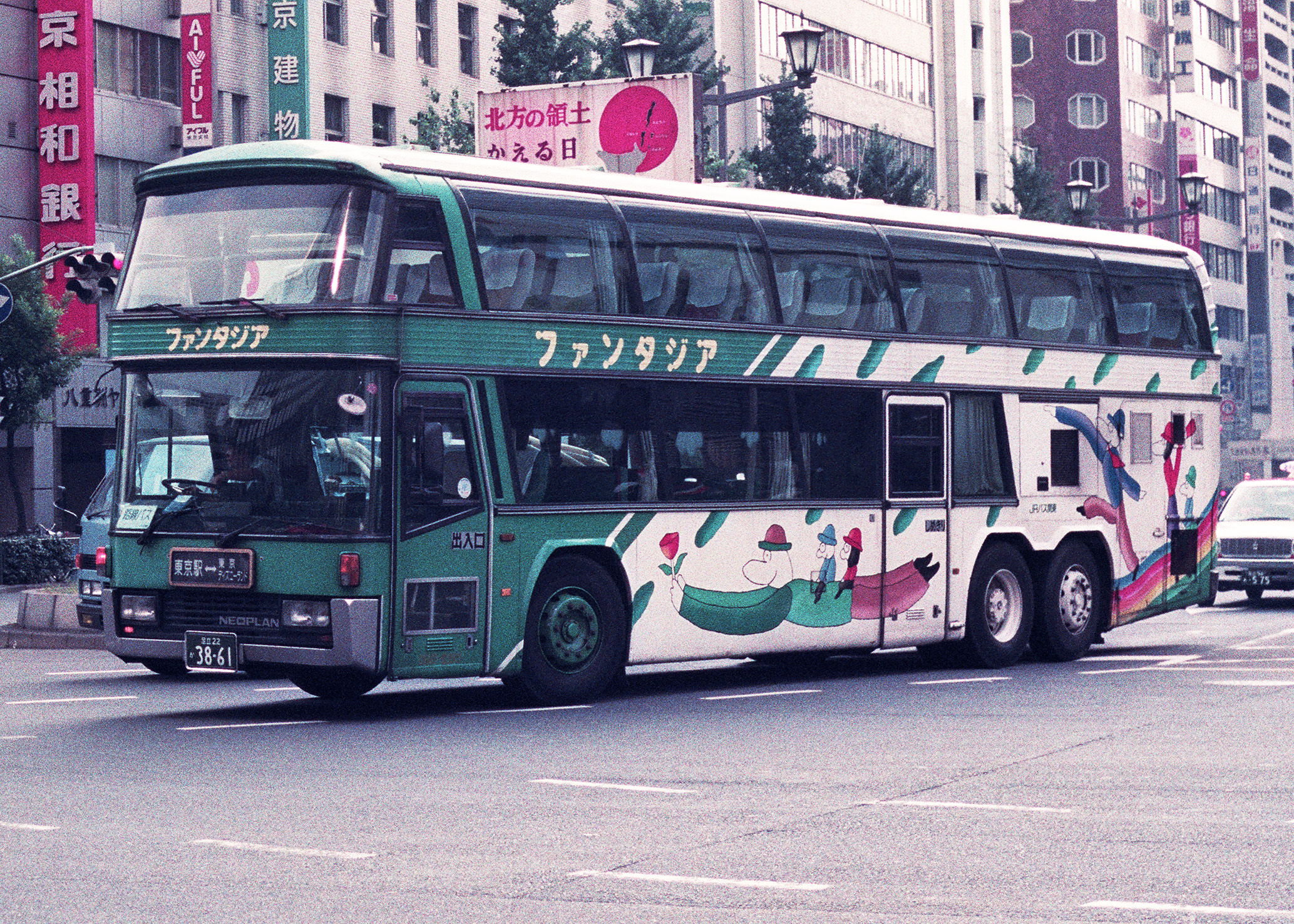
ファンタジア号 D640-82501

- ラ・フォーレ号（東京 - 青森）<羽田京急バス・JRバス東北・弘南バス>《他社へ移管→JRバス東北単独化（TDL・東京 - 青森）》
- シリウス号（東京 - 八戸）<国際興業・十和田観光電鉄・南部バス>《他社へ移管→国際興業・十和田観光電鉄がシリウス号（東京 - 八戸・七戸十和田）として運行》
- ドリーム盛岡 (らくちん) 号（東京 - 盛岡）<国際興業・岩手県交通・JRバス東北>《他社へ移管→国際興業・岩手県交通・JRバス東北が（TDL/渋谷・東京 - 盛岡）として運行》
- 政宗号（新宿駅 - 仙台駅東口）<東北急行バス・JRバス東北>《他社へ移管→JRバス東北単独化（新宿/東京 - 仙台）》
- ニューつくばね号（東京駅 - 谷田部・筑波山）<関東鉄道>《廃止》
- さいたま・つくば号（さいたま新都心駅 - つくばセンター）《廃止》
- 山あげ号・常陸大宮号（新宿駅・東京駅 - 常陸大宮・烏山駅）《新宿駅 - 常陸大宮に短縮、「常陸大宮号」に統合ののち茨城交通の単独運行化》
- いたこ・あそう号（東京駅 - 潮来駅・麻生町役場）<関東鉄道>《関鉄グリーンバスへ移管（東京駅 - 鉾田駅）》
- 常総ルート（東京駅 - 水海道駅・岩井・猿島）<関東鉄道>《関鉄パープルバスへ移管→廃止》
- らくらくミッドナイト守谷号（東京駅→新守谷駅入口）《廃止》
- ミッドナイトアロー湘南（東京駅→辻堂駅・平塚駅）<神奈川中央交通（神奈川中央交通西）>《同社の単独運行化》
- 伊香保温泉号（新宿駅 - 伊香保温泉）<関越交通>《同社の単独運行化→廃止》
- ファンタジア号（東京湾岸線：東京駅八重洲北口 - TDL）<東京空港交通>《廃止》
- ファンタジア号は元都営バスからの引き継ぎで運行していた
- 上野湾岸線（上野駅 - TDL）<京成電鉄>《廃止》
- きよさと号（東京駅 - 清里駅・八ヶ岳高原）<山梨交通>《同社の単独運行化→休止》
- 松本号（東京駅 - 松本バスターミナル）<松本電気鉄道>《廃止》
- 伊良湖ライナー号（東京駅 - 伊良湖岬）<豊橋鉄道・JR東海バス>《他社（JR東海バス・豊橋鉄道）へ移管→廃止》
- ドリーム志賀号（東京駅・新宿駅 - 湯田中駅）<長野電鉄>《廃止》
- ドリーム難波号（東京駅 - 湊町バスターミナル）<南海バス・西日本JRバス>《「ドリームなんば・堺号」に統合→南海バスの単独運行に→廃止》
- ドリーム堺号（東京駅・新宿駅 - 堺駅）<南海バス>《「ドリームなんば・堺号」に統合→南海バスの単独運行に→廃止》
- ドリームふくふく号（東京駅 - 下関駅）<中国JRバス・サンデン交通>《他社（中国JRバス・サンデン交通）へ移管→廃止》
- 江戸川台線（東京駅 - 江戸川台駅）<東武バスイースト>《廃止》
- 新宿昼特急金沢号（新宿駅 - 金沢駅）<西日本JRバス>《「金沢エクスプレス」に統合》
- 足利わたらせ号（東京駅 - 足利駅）《東京駅 - 佐野新都市バスターミナルに短縮、マロニエ東京号として運行》
- スーパーニュードリーム号（新宿駅 - 大阪駅）<西日本JRバス>《中央ドリーム大阪号に名称変更》
- ニュードリーム神戸号（新宿駅 - 神戸駅）<西日本JRバス>《「ドリーム神戸号」に統合》
- ベイライナー水戸・横浜号（みなとみらい・横浜 - 水戸駅南口）<京浜急行バス・茨城交通>《廃止》
- スパライナー草津号（草津温泉 - 名古屋駅）《廃止》
- 塩原温泉 - 福島空港<東野交通・福島交通>《廃止（実験運行のみで終了）》
- 勝田・東海号（新宿駅・東京駅 - 勝田/東海・原子力機構前）<茨城交通>《同社の単独運行化（東京駅 - 原子力機構前）》
- 東京駅 - 大洗原研・日揮正門前 <茨城交通>《2001年4月6日～同年9月28日までの試験運行のみで終了》
- 東京 - 江戸崎線<関東鉄道>《同社の単独運行化→廃止》
- ドリームなんば・堺号（東京駅・新宿駅 - 堺）<西日本JRバス・南海バス>《南海バスの単独運行化後に廃止》
- ニューブリーズ号（東京駅 - 広島）<広島電鉄・小田急シティバス・中国JRバス>《小田急シティバス・中国JRバスの2社運行化→廃止。ドリーム岡山・広島号が実質上の代替。なお、2018年8月2日より、平成30年7月豪雨の災害復旧のため、同年11月30日出発便まで[171] 中国JRバス担当便を代替運行した[172]。》
- 沼津ライナー号（東京駅 - 沼津）<富士急シティバス>《同社の単独運行化》
- ONライナー号（さいたま新都心・大宮駅 - 成田空港）<東武バスウエスト・国際興業・西武バス・京成バス・千葉交通>《左記5社による運行化》
- 南アルプス号（新宿駅 - 高遠・伊那里）<京王電鉄バス・伊那バス>《廃止》
- 青春メガドリーム号（東京駅 - 大阪駅）<西日本JRバス>《廃止（青春エコドリーム号に移行）》
- かぐや姫EXPRESS（東京駅 - 富士）<富士急静岡バス>《同社の単独運行化》
- 与一号（新宿駅 - 西那須野駅・大田原）《他社（東野交通）へ移管（新宿駅 - 西那須野駅）》
- 青春ドリーム号（東京駅 - 大阪駅ほか）<西日本JRバス>《廃止（青春エコドリーム号に移行）》
- 超得割青春号（新宿駅 - 大阪駅ほか）<西日本JRバス>《廃止（青春エコドリーム号に移行）》
- 東名高速バス（東京駅 - 浜松駅）<JR東海バス>《昼行便をJR東海バスの単独運行化》
- 新宿ライナー三河・なごや号（新宿駅 - 名古屋駅）<JR東海バス>《廃止》
- 新宿ドリーム三河・なごや号（新宿駅 - 名古屋駅）<JR東海バス>《ドリームなごや・三河号に移行》
- 中央ドリームなごや号（新宿駅 - 名古屋駅）<JR東海バス>《ドリームなごや・新宿号に移行》
- ドリーム高松・松山号（TDL・東京 - 高松・松山）<JR四国バス>《ドリーム松山号に移行》
- ドリーム静岡・浜松号（東京 - 静岡・浜松）<JR東海バス>《JR東海バスの単独運行化》
- ヤキソバEXPRESS（東京 - 富士宮・大石寺）<富士急静岡バス>《富士急静岡バスの単独運行化》
- ドリーム和歌山号（新木場・東京・新宿 - 和歌山）<南海ウイングバス南部>《南海ウイングバス南部の単独運行化の後、御坊南海バスが参入。さらに難波経由化などの経路変更によりサザンクロス和歌山号に変更》
- 金沢エクスプレス号（新宿 - 金沢）<西武バス・西日本JRバス>
- 圏央道北東エリア連携交流協議会 高速バス実証実験[173]（あみプレミアム・アウトレット - 成田空港）<関東鉄道>《終了》
- ドリーム金沢号（東京 - 富山・金沢）<西日本JRバス>《グランドリーム金沢号に移行》
- 常陸太田号（新宿・東京 - 常陸太田）<茨城交通>《茨城交通の単独運行化》
- プレミアム昼特急号（東京 - 京都・大阪）<西日本JRバス>《青春昼特急号に変更》
- ドリームなごや・新宿号（東京・新宿 - 名古屋）<JR東海バス>《青春ドリームなごや号に変更》
- ドリームなごや・三河号（東京・新宿 - 名古屋）<同上>《青春ドリームなごやに変更》
- ドリーム松山号《JRバス関東撤退》
- ドリーム高知・徳島号（東京ディズニーランド(TDL)・東京・新宿 - 徳島・高知）<JR四国バス>《廃止》

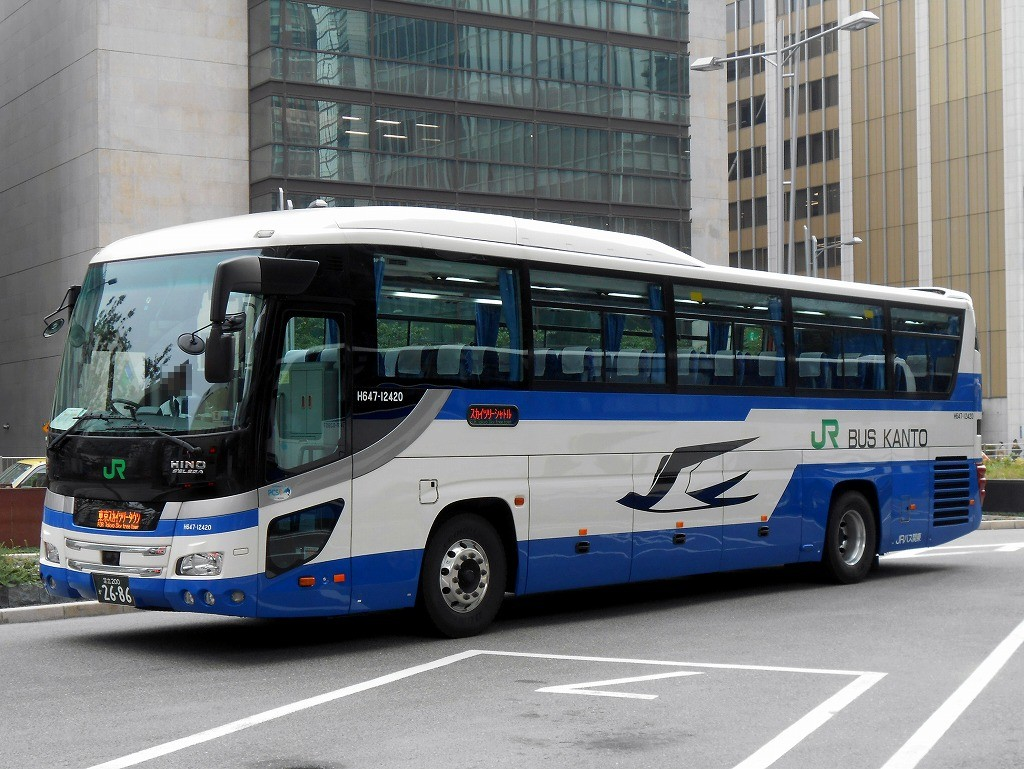
スカイツリーシャトル H647-12420

- スカイツリーシャトル（東京 - 両国・江戸東京博物館前[注釈 2] - 東武ホテルレバント東京[注釈 3] - 東京スカイツリータウン）<東武バスセントラル>
  - 2012年（平成24年）5月22日 - 運行開始。1日44往復[174]。
  - 2013年（平成25年）4月16日 - 1日36往復に減便[175]。
  - 2014年（平成26年）8月1日 - 朝夕の一部便が「東武ホテルレバント東京」（錦糸町）を経由[176]。ダブルデッカー使用便が朝の東京発1便（1便減便）のみとなる（当該便ではSuica・PASMOの使用及び車内精算は不可）。
  - 2015年（平成27年）4月1日 - 1日22.5往復（下り23本、上り22本）に減便。JRバス関東担当便は下り5本、上り4本のみとなる[177]。
  - 2015年（平成27年）5月11日 - 「両国・江戸東京博物館」バス停を新設（一部便を除き停車）。1日フリーパス券の発売を開始[178]。
  - 2016年（平成28年）12月22日 - 1日12.5往復（下り13本、上り12本）に減便。JRバス関東便は1日4往復となる[179]。
  - 2019年（平成31年）3月31日 - この日の運行をもって廃止[60]。
- 中央道昼特急号（東京・新宿 - 大阪・なんば）<西日本JRバス>

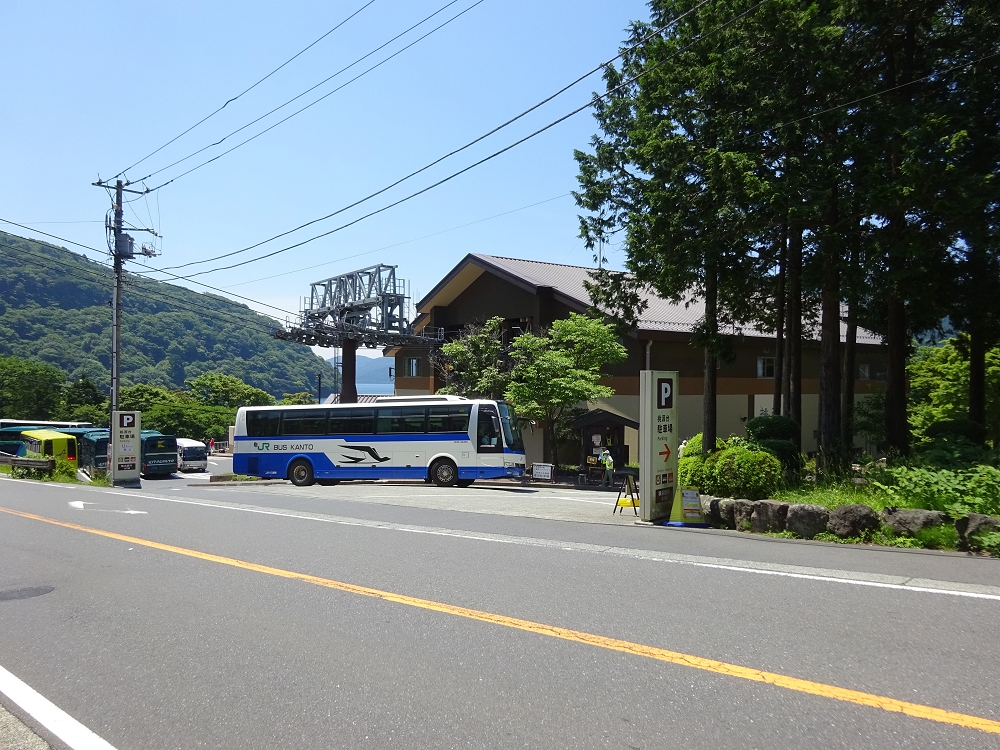
東京・箱根線 H654-09409

- 東京 - 御殿場・箱根線 <小田急箱根高速バス>《小田急箱根高速バスの単独運行化→休止》
- あぶくま号（新宿 - 郡山）<JRバス東北・福島交通>
- 中央ドリーム号・青春中央エコドリーム号（東京・新宿 - 大阪・USJ）<西日本JRバス>
- 新宿君津号（新宿 - 君津）<日東交通>《新宿なのはな号に統合》
- 東京駅 - 流山おおたかの森・柏の葉キャンパス線 <東武バスセントラル、京成バス>
- 秦野丹沢登山号（東京 - 秦野丹沢登山口大倉）
  - 2021年9月11日運行開始[96]。
  - 2022年4月2日より東名高速上のバス停（東名向ヶ丘、東名江田、東名大和）に停車。同年4月17日より新東名高速道路経由に変更、所要時間を短縮[180]。
  - 2022年9月30日をもって路線廃止[181]。
- はさき号（東京 - 神栖・波崎）<関東鉄道>
  - 2023年3月31日をもって撤退
- 東京 - 富里・航空科学博物館・多古台BT <京成バス千葉イースト>
  - 2023年11月30日をもって撤退
- 中央ライナーなごや号（東京・新宿 - 名古屋）
- 青春ドリーム信州号（軽井沢・小諸・佐久平・長野 - 京都・大阪）<西日本JRバス>
  - 2024年6月1日より運行休止[182]
- 新宿いわき号（新宿 - 北茨城IC・いわき）
  - 2024年6月30日をもって廃止
- 青春ドリーム福井号（TDL・東京・新宿 - 福井）
- 青春ドリーム金沢号・グランドリーム金沢号（TDL・東京・新宿 - 富山・金沢）<西日本JRバス>

### 運行支援
運行支援業務を行う路線（上記撤退路線を除く）。
- ドリーム青森・東京号[183]（TDL・東京 - 青森）<JRバス東北>
- ノクターン・ネオ号（旧津輕号）（東京・新宿 - 弘前・青森）<弘南バス>
- ドリーム青森／盛岡・東京号（TDL・東京 - 盛岡・青森）<JRバス東北>
- シリウス号 （東京・池袋 - 八戸・七戸十和田）<国際興業・十和田観光電鉄>
- エクスプレス鳥海号（新宿西口・東京 - 象潟・羽後本荘）<関東バス・羽後交通>
- レイク&ポート号（新宿西口・東京 - 横手・大曲・田沢湖）<関東バス・羽後交通>
- ドリーム秋田・東京号 （TDL・東京 - 秋田）<JRバス東北>
- ドリーム盛岡号（らくちん号） （TDL/渋谷・東京 - 盛岡）<JRバス東北・国際興業・岩手県交通>
- 仙台⇔首都圏線 仙台・新宿号（新宿 - 仙台）<JRバス東北>
- 仙台⇔首都圏線 仙台・羽田号（羽田空港・新宿 - 仙台）<JRバス東北>
- 仙台⇔首都圏線 仙台・東京号（東京 - 仙台）<JRバス東北>
- 仙台⇔首都圏線 ドリーム仙台・大宮／新宿号（新宿・大宮 - 仙台・古川）<JRバス東北>
- 仙台⇔首都圏線 ドリーム仙台・新宿／横浜号（横浜・新宿 - 仙台）<JRバス東北>
- 仙台⇔首都圏線 ドリーム仙台・東京／成田号（成田空港・東京 - 仙台）<JRバス東北・京成バス千葉イースト>
- ドリーム山形／米沢・新宿号（TDL・新宿 - 米沢・山形）<JRバス東北>
- ドリーム山形／米沢・東京号（東京 - 米沢・山形）<JRバス東北>
- ドリームふくしま・東京号（TDL・東京 - 郡山・福島）<JRバス東北>
- 尾瀬号（新宿・川越 - 尾瀬戸倉・尾瀬大清水）<関越交通>
- 昼特急福井号（東京・新宿 - 福井）<福井鉄道・京福バス>
- グランドリーム岡山1号・グランドリーム横浜・東京2号（TDL・東京・新宿・横浜 - 岡山・倉敷）<中国JRバス>
- スサノオ号（TDL・東京 - 松江・出雲）<中国JRバス>
- 萩エクスプレス（東京 - 萩）<防長交通>
- 東京駅 - 茨城空港 <関東鉄道>
- ミッドナイトみと号（東京 → 赤塚・水戸）<関東鉄道>
- ミッドナイトアロー（東京・新宿 → 町田・本厚木）<神奈川中央交通西>
- ミッドナイトかしま号（東京 → 鹿島神宮）<関東鉄道>
- ミッドナイトアロー（東京・新宿 → 横浜・大船）<神奈川中央交通>
- 上州湯けむりライナー みなかみ温泉号[184]（新宿 - 水上）<関越交通>
- ミッドナイトふじ号（東京 → 富士・鷹岡車庫）<富士急静岡バス>
- ドリーム岡山・広島号（東京・横浜 - 岡山・広島）<中国JRバス>
- ミッドナイトひたち号（東京 → 日立）<茨城交通>
- エアポートバス東京・成田（銀座・東京 → 成田空港近隣ホテル）<平和交通>
- 深夜急行バス（新橋・東京 → 八王子・高尾・恩方車庫）<西東京バス>
- WILLER EXPRESS（東京 - 長野）<WILLER GROUP（WILLER EXPRESS）>
- WILLER EXPRESS（東京 - 新潟）<WILLER GROUP（WILLER EXPRESS）>
- ミッドナイトアロー春日部（東京 → 春日部）<東武バスセントラル>
- 白馬スノーマジック号（東京 - 白馬）<アルピコ>
- さわやか信州号（東京 - 上高地）<アルピコ交通>
- 日光・鬼怒川温泉号（東京 - 日光・鬼怒川）<東北急行バス>
- 深夜急行バス（東京 → 大網）<京成バス千葉イースト>
- 那須ハイランドパーク号[185]（東京 - 那須ハイランドパーク・友愛の森）<関東自動車>
- ニュースター号（東京 - 仙台）<東北急行バス>
- 四万温泉号（東京 - 四万温泉）<関越交通>
- 伊香保・四万温泉号（東京・川越 - 伊香保・四万温泉）<関越交通>
- 伊香保四万温泉号羽田線（羽田エアポートガーデン・東京 - 伊香保・四万温泉）<関越交通>
- 柏の葉ラグビー号（東京 - 柏の葉）<東武バスセントラル> ※柏の葉公園総合競技場でのラグビー公式戦開催日などに臨時運行
- ハローブリッジ号（東京・新宿・横浜 - 高松・丸亀）<西東京バス> ※四国高速バスでの運行日は新宿発着
- 雪物語号（志賀高原 - 東京）<長電バス>
- グランドリームエクスプレス広島号（東京 - 広島）<JRバス中国>
- マイタウンライナー幕張ベイエリア線（東雲・銀座・東京 - 海浜幕張ベイエリア）<平和交通・あすか交通>
- マイタウンライナーおゆみ野・ちはら台線（東雲・銀座・東京 - おゆみ野・ちはら台）<平和交通・西岬観光>

## 一般路線バス

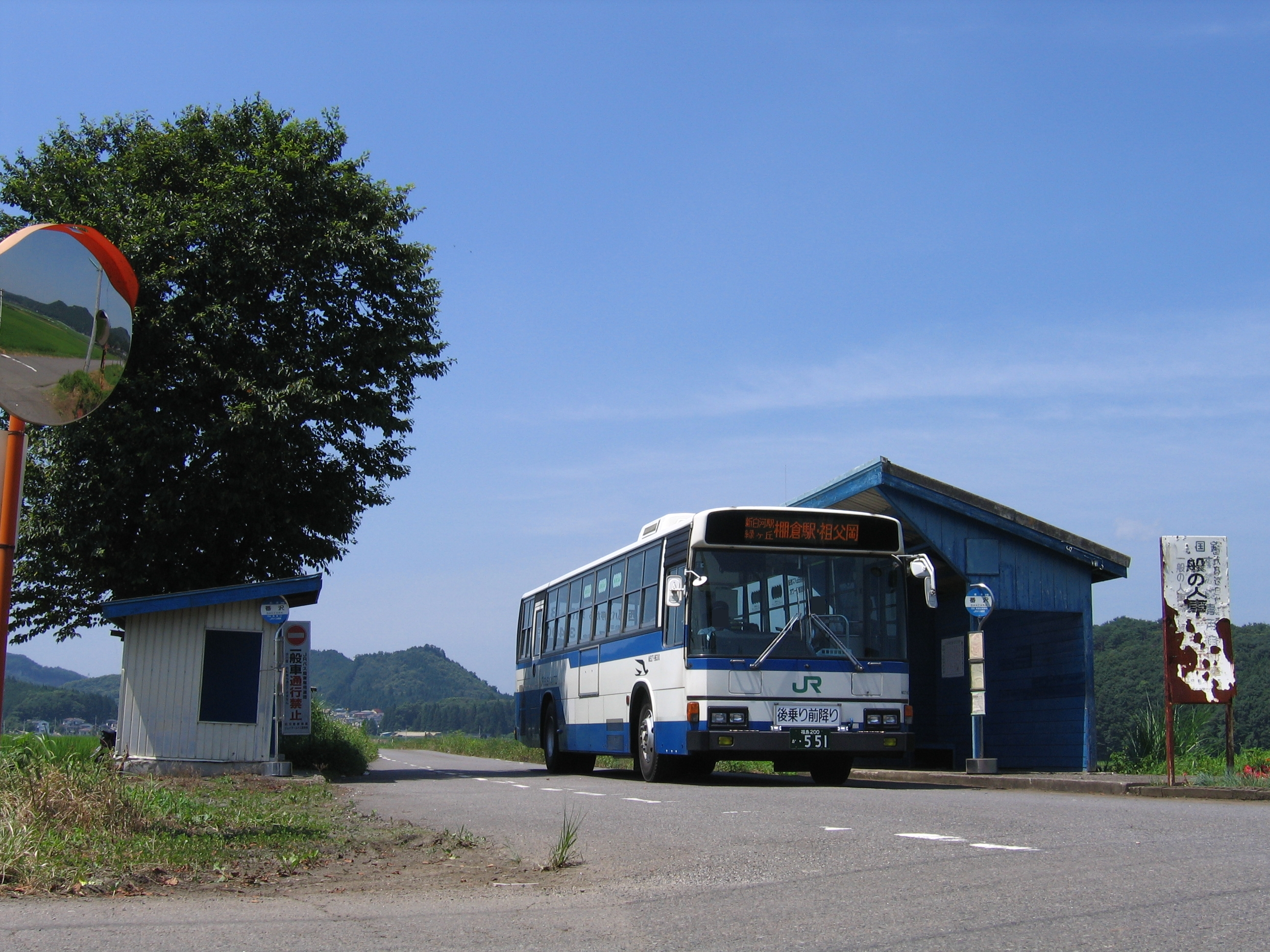
白棚線 M527-96310

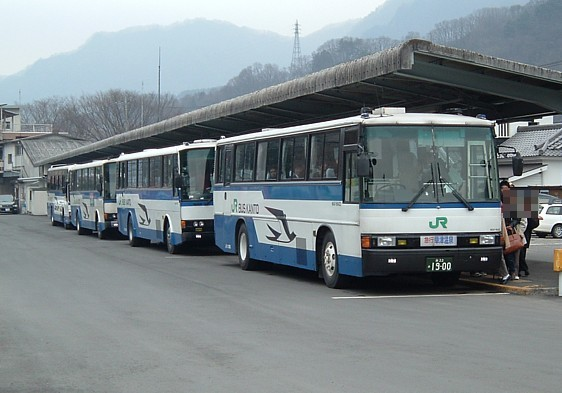
志賀草津高原線 647-6922→M647-86422他

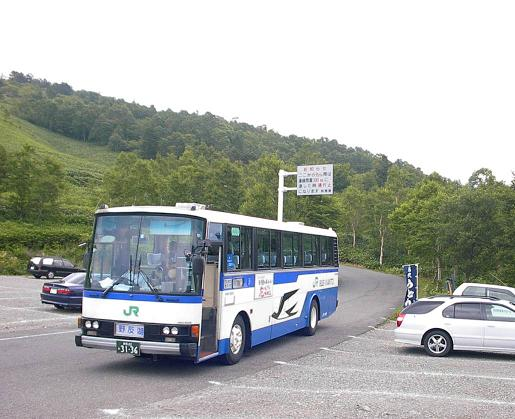
花敷線 644-6915→H644-86415

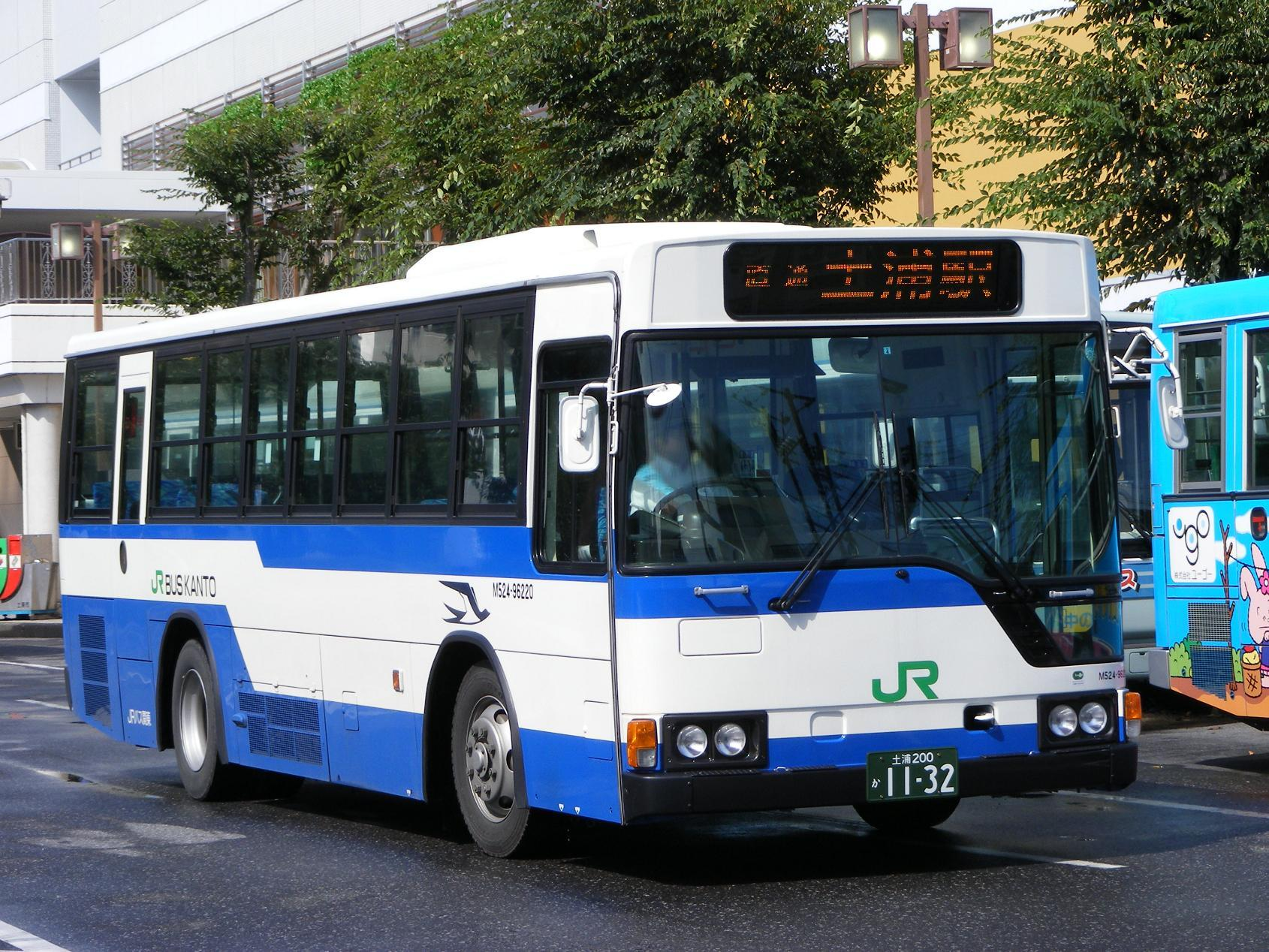
霞ヶ浦線 M524-96220
元東急バス

一般路線については、一部の枝線の廃止はあったものの発足後しばらくは国鉄バスから引き継いだ路線をそのまま運行していた。1993年11月に一般路線の総距離の40%に相当する35路線87区間・総延長591.6kmの路線を、1998年までに廃止することを表明し、地元との協議により同意が得られた路線は廃止が進められ、1988年の会社発足当時に約1,700km強だった路線バスの免許キロは、1997年には1,214kmに減少している。廃止の理由としては、以下のような理由が挙げられていた。
1. 利用客の減少が著しく、1台あたりの平均乗車率は3.8人と第3種生活路線並みである。
2. 親会社であるJR東日本からの財政支援が1993年度限りで廃止となる。
3. 景気低迷による収益の伸び悩み。

廃止対象となった路線の一部は、自治体からの補助金により運行が継続されたり、一部路線では運行主体を自治体とし、運行受託として路線自体は存続されているケースもみられる。また、観光路線などでは季節運行により存続しているケースもある。

国鉄時代から運行される路線では、昔ながらの旧道を運行する区間が多く存在するのが特徴である。
旧国鉄一般路線縮小の一方、規制緩和以降は大型ショッピングセンターアクセス路線や深夜バスなど収益性の高い新規路線の開拓も限定的ながら行われた。
小諸支店では高速バスとの直通運行が行なわれており、収支が厳しい中、限られた車両数で効率良く地域の輸送を維持している。宇都宮支店では沿線イベントや真岡鉄道のSL運行に合わせた臨時バスの運行など特需対応を積極的に行なっている。館山支店では沿線住民から意見を募るなどして、花火大会に合わせた臨時便の運行や金曜日のナイトバスの運行、大型スーパーへの買い物バスの運行、乗り継ぎに配慮した路線の延伸などで地域に寄り添ったきめ細かな対応で積極的に利便性向上を図っている。成田空港支店（旧東関東支店）では成田空港や空港関連施設へのアクセス改善や新規開業病院への路線開設など新たな需要創出に積極的である。東京支店では他支店の高速バスの東京折り返し待機の間合い活用等による東京駅 - 国際展示場駅・東京ビッグサイト・東京港フェリーターミナル線を他支店とともに運行している。
2018年6月1日よりJR東日本が発売している訪日外国人旅行者向けフリーきっぷ「JR EAST PASS」でフリーエリア内のJRバス（関東・東北）が運行する路線バスの利用可能になった。
水戸支店では収益の改善が見込まれないことから、2020年3月31日をもって一般路線から完全撤退した。
館山支店では2020年10月28日からオリジナルアニメーション「戦翼のシグルドリーヴァ」とのコラボを実施していた。館山駅のJRバス待合所にポスターを掲示したり、洲の崎線・南房州本線では各キャラクターの場面写のラッピングバスを運行した（運行車両の廃車により2021年10月中に終了）。これに合わせ日東交通とアニメコラボの共通1日乗車券も限定発売している。2021年3月20日からは洲の崎線で自転車をバス前面に2台積載可能な自転車ラックバスの運行を開始した。一般路線を対象とした様々な営業施策を実施している。
2021年12月20日より、東京都内完結の一般路線バス「東京駅 - 国際展示場駅・東京ビッグサイト・東京港フェリーターミナル線」の運行を開始した。
土浦・成田空港・長野原・佐野・宇都宮・西那須野・白河・館山の各支店、古河営業所の各一般路線ではSuica並びに相互利用カードで乗車できる。
定期券がスマートフォンで購入できる「スマホ定期」を発売している。
宇都宮支店の水都西線では、2023年（令和5年）8月26日に宇都宮ライトレール宇都宮芳賀ライトレール線（ライトライン）が開業したことで、宇都宮と清原、芳賀地域を結ぶという使命を同路線へと譲るため、JR宇都宮駅方面へ乗り入れる茂木系統は朝夕の僅かな本数の運行となり、新たに宇都宮市、芳賀町より運行を受託する各地域の循環バス路線を含め、LRTのフィーダー路線に転換し、大きな転機を迎えた。
土浦、阿見、つくば地区では関東鉄道（バス）との共通乗車扱いや両社の路線持ち替え、共同運行化も行われている。

### 一般路線

#### 白河・棚倉・那須塩原
- 白棚線（白河駅 - 新白河駅 - 磐城金山 - 磐城棚倉駅）
  - 磐城南線（磐城棚倉駅 - 祖父岡）※白棚線と直通
  - 白棚線ではリアルタイムバス運行情報「BusGO!バスロケーションシステム」を導入している
- 塩原線（那須塩原駅 - 西那須野駅 - 関谷宿 - アグリパル塩原 - 塩原温泉）

#### 宇都宮・芳賀・茂木
- 水都西線（作新学院前 - 東武駅前 - JR宇都宮駅 - 宇大前 - 鐺山十字路 - 道場宿 - 芳賀町工業団地管理センター前 - 芳賀温泉ロマンの湯 - 祖母井 - 芳賀町役場東 - 祖陽が丘団地 - 市塙駅入口 - 天矢場 - 道の駅もてぎ北 - 茂木駅）- 2025年10月1日付けで廃止予定[129]
- 清原・市塙線（清原地区市民センター前 - 市塙駅）
- 芳賀・市塙線（芳賀町工業団地管理センター前 - 市塙駅）
- 祖陽が丘循環線（芳賀町工業団地管理センター前 → 祖陽が丘団地 → 芳賀町工業団地管理センター前）
  - 他に宇都宮市からの受託路線あり

#### 土浦・つくば
- 霞ヶ浦線（土浦駅 - 木原 - 美浦トレセン - 江戸崎）
  - 土浦駅～阿見坂下間で関東鉄道との共通乗車を実施。同区間で使用できる定期券・回数券の所有者はどちらの会社のバスでも乗車可能。
- 土浦駅 - イオンモール土浦
  - 関東鉄道との共同運行
- ひたち野うしく線（ひたち野うしく駅 - 牛久栄進高校 - イオンモールつくば - つくばセンター）
  - 関東鉄道との共同運行
- 土浦駅 - 千束町 - 学園竹園 - つくばセンター
  - 関東鉄道との共同運行

#### 古河
- 東古河線（古河駅 - 大綱）
  - 駒羽根循環（日赤前 - 駒羽根団地 - 久能） ※古河駅からの循環

#### 東京

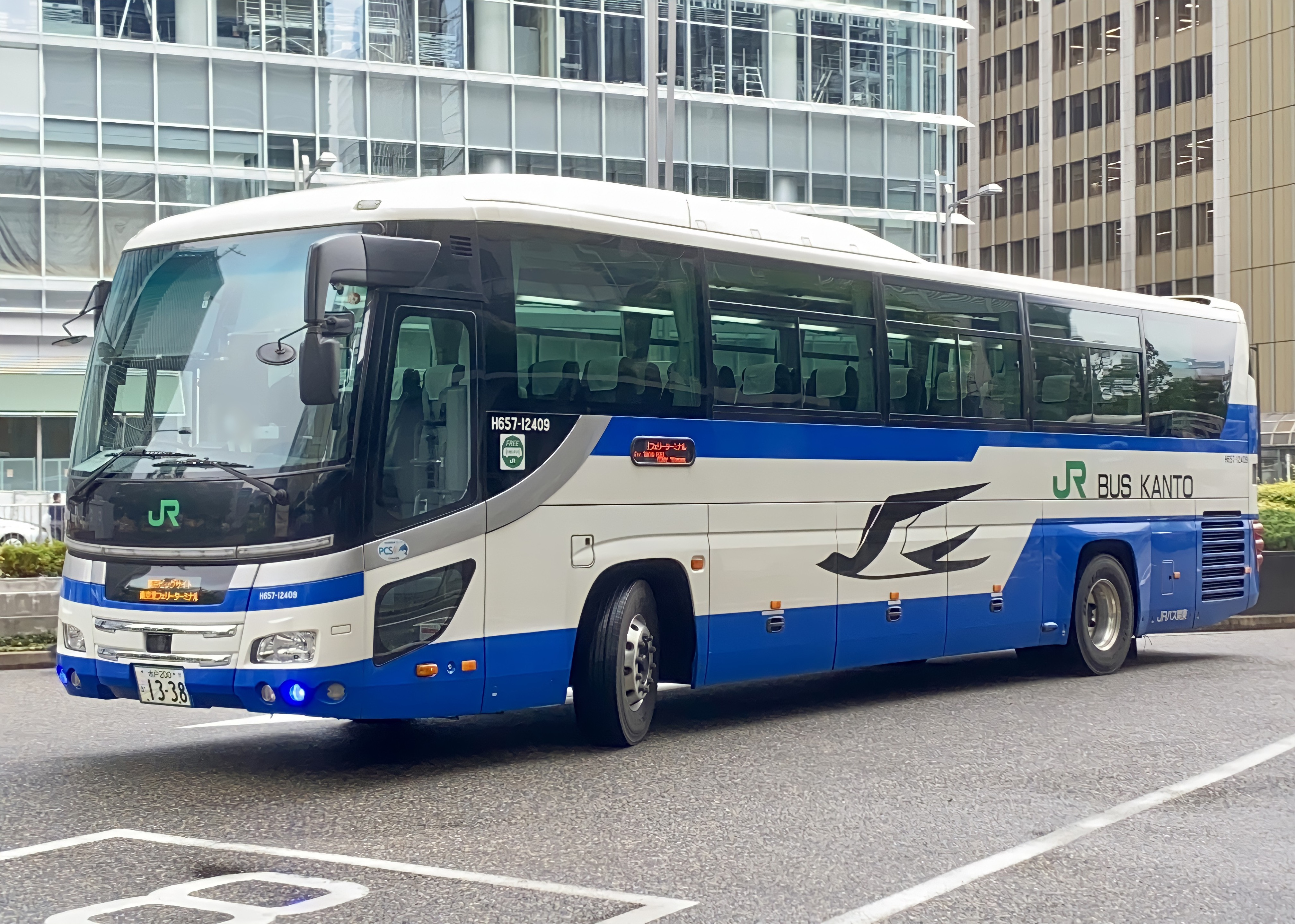
東京駅と東京港フェリーターミナルを結ぶバス

- 東京駅〜東京港フェリーターミナル線（東京駅 - 国際展示場駅 - 東京ビッグサイト - 東京港フェリーターミナル）
  - 2021年12月20日、1日13往復にて運行開始[104]。高速道路は走行しない。東京港フェリーターミナル発の始発便のみ、オーシャン東九フェリーの到着時刻に合わせて運行される。
  - 都営バスなどよりは運賃が割高であるが、高速バス車両を使用し、座席定員制で全車両がトイレ、Free Wi-Fi、コンセント付きであることを売りにしている。
  - 訪日外国人旅行者向けフリーきっぷ「JAPAN RAIL PASS」および「JR EAST PASS」では乗車できない。
  - 2023年12月1日より下り5本、上り6本に減便[190]。
  - 2024年8月1日より下り2本、上り2本に減便[191]。以降は東京ビッグサイトでのイベント開催時も臨時増発を行わなくなった。

#### 成田・八日市場
- 多古線（成田駅 - 三里塚 - 航空科学博物館 - （芝山千代田駅） - 多古台BT - 八日市場駅）
  - ※芝山千代田駅は2往復のみ経由
  - 成田駅 - （さくらの山） - （インパレスホテル） - 三里塚 - （空の駅風和里 しばやま） - （ひこうきの丘） - 航空科学博物館 - 成田空港（第2ターミナル・第1ターミナル） - 貨物管理ビル前 - 第7貨物ビル（乗降には入構許可証が必要）
- 栗源線（多古台BT - 佐原駅）
- 成田駅 - 国際医療福祉大学成田病院・病院南　＜京成バス千葉イーストとの共同運行＞

#### 館山・白浜
- 南房州本線（館山駅 - 安房神戸 - 安房自然村 - 安房白浜）
- 洲の崎線（館山駅 - 休暇村館山前 - 坂田・小沼 - 平砂浦ビーチホテル - 伊戸漁港 - 南房パラダイス - 千里の風）※自転車ラックバスを運行

#### 草津・志賀高原・軽井沢・小諸
- 志賀草津高原線（長野原草津口 - 草津温泉 - 白根火山）
  - 草津温泉 - 白根火山間は西武観光バス、草軽交通と共同運行
  - 2022年現在、草津温泉 - 白根火山間は国道292号の道路状況により、当面の間運休中
- 碓氷線（横軽線）（横川駅 - 軽井沢駅）
  - 運転日限定で碓氷旧道・めがね橋経由の「めがねバス」も運行
- 高峰高原線（佐久平駅 - 小諸駅 - 浅間山登山口 - 高峰温泉 - 高峰マウンテンリゾート）
  - 新宿駅 - 小諸駅間の高速バスとの直通便もある（佐久平駅 - 高峰マウンテンリゾート間が一般路線便扱い）
- 和田峠北線（上田駅 - 大屋駅前 - 丸子町 - 丸子中央病院 - 長久保）
  - 長和町巡回バス（長久保 - 男女倉・姫木平中央・美ヶ原高原郷別荘）との直通便もある

#### 伊那
- 高遠線（上伊那農業高校 - 伊那中央病院 - JRバス車庫 - 伊那北駅 - 伊那バスターミナル - 高遠駅 - さくらの湯 - 高遠高校 - 伊那藤沢 - 古屋敷 - 杖突峠 - 茅野駅）
  - 高遠駅 - 古屋敷間は伊那市営バス藤沢線（伊那市交通協議会路線）として運行
  - 伊那北駅 - 上農高校直行バス（伊那北駅発3本、上農高校発1本）の区間運行もある。
  - 古屋敷 - 茅野駅間は高遠さくら祭り時期内に運行される「臨時快速バス」（茅野駅 - 高遠駅）および登山シーズン運行の「南アルプスジオライナー」（茅野駅 - 高遠駅 - 戸台パーク(仙流荘)）のみ不定期運行
  - 夏季登山シーズンの土日祝日を中心に伊那バスターミナル - 高遠駅 - 戸台パーク(仙流荘)の早朝便「モーニングジオライナー」も運行

- 廃止路線

- 伊那〜木曽連絡バスごんべい号
  - 木曽福島駅 - 伊那市駅
    - おんたけ交通とJRバス関東との共同運行だった。2009年4月廃止。

### 受託運行路線（みなし4条路線(自治体との契約輸送））

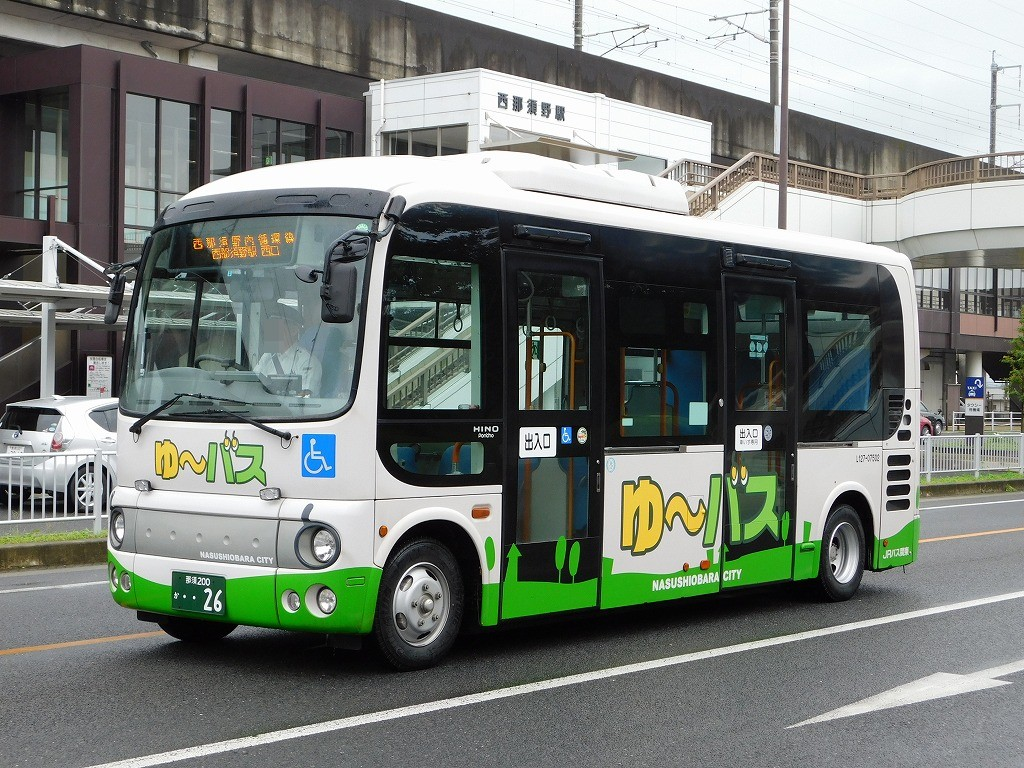
那須塩原市営バス「ゆ～バス」受託運行 L127-07502

コミュニティバス、路線バスなどの受託運行。

#### 福島県
- 白河市 白河市循環バス「こみねっと」 <中循環、西循環> （白河支店）

#### 千葉県
- 匝瑳市 匝瑳市内循環バス <野田・栄循環、須賀・栄循環> （成田空港支店）

#### 茨城県
- 古河市 古河市循環バス「ぐるりん号」 <通勤通学コース、市役所本庁・病院コース、西コース> （佐野支店古河営業所）

#### 栃木県
- 那須塩原市 那須塩原市地域バス「ゆーバス」 <塩原・上三依線、西那須野外循環線、西那須野内循環線、西那須野線、黒磯線> （西那須野支店）
- 佐野市 佐野市生活路線バス「さーのって号」 <田沼葛生線、植下高萩線、犬伏線、運動公園循環線> （佐野支店）
- 宇都宮市 <清原工業団地内循環線、清原台・ゆいの杜循環線> （宇都宮支店）

#### 群馬県
- 草津町 草津温泉町内巡回バス（長野原支店）

#### 長野県
- 岡谷市・諏訪市・下諏訪町 諏訪湖周スワンバス <内回り> （諏訪支店）
- 下諏訪町 下諏訪町循環バス「あざみ号」（同上）
- 岡谷市 シルキーバス <01.今井長地線> （同上）
- 伊那市 伊那市協議会系統 藤沢線、長谷線（伊那支店）
- 伊那市・箕輪町・南箕輪村 伊那市定住自立圏バス路線「伊那本線」（同上） ※伊那バスと共同運行
- 伊那市 伊那市街地循環バス(イーナちゃんバス)（同上） ※伊那バスと共同運行

### 受託運行路線（その他）

#### 東京都
- JR東日本 <JR竹芝 水素シャトルバス> (東京支店)

#### 長野県
- 小諸市 スクールバス（通学者専用）（小諸支店）
- 長和町 デマンドバス「ながわごん」（小諸支店長久保営業所）
- 伊那市 「南アルプスジオライナー」 <茅野駅 - 高遠駅 - 戸台パーク(仙流荘)> （伊那支店） ※季節運行
- 伊那市 「モーニングジオライナー」 <伊那バスターミナル - 高遠駅 - 戸台パーク(仙流荘)>（同上）  ※季節運行
- 伊那市 「パノラマライナー」 <木曽福島駅 - 仙流荘> （同上） ※季節運行
- 伊那市 「ぐるっとタクシー」高遠・長谷地区（同上）
- 伊那市 モバイル市役所「モバｃｏ」（同上）※運転業務

## 貸切バス
貸切バスは福島県・栃木県・茨城県・千葉県・東京都・群馬県・長野県の各地を出発、又は到着する行程であれば利用が可能である。本社営業部と白河、宇都宮、佐野、土浦、成田空港、館山、東京、長野原、小諸、伊那の各支店で受け付けている。
- 公益社団法人日本バス協会による貸切バス安全性評価認定では一ツ星の認定となっている（2023年6月30日現在）[192]。ちなみに貸切バスの車両数は50両と記載されている。
- 二階建てバスからマイクロバスまで様々な車種が貸切利用に対応している[193]。
- 成田空港支店に配置され、Jリーグ・ジェフユナイテッドの選手を各地へ送迎している「ジェフバス」（ハイデッカー・トイレ付き専用車両）も貸切利用が可能（選手送迎があるときなどは除く）。
- JR東日本が運行する豪華列車「TRAIN SUITE 四季島」の「深遊探訪」メニューを巡る専用バス「イーストブルー」1台も保有し、運行を担当している。高級感あふれる「東瑠璃色」（あづまるりいろ）の外観に車内は高級感溢れた白い本革張りシートの広々の豪華仕様となっている。運行コースに合わせて都度、配置支店を変更している。
- 2021年8月26日にジェイアールバス関東公式Twitterにて、いわき支店でも貸切バスの受付を開始したとの告知がされた。行政官庁からの許可を受け、福島県浜通りや茨城県北部を中心に新たに貸し切りバスの用命を受け付けられるようになったが、現在は同支店での受け付けは終了している。
- サイクリスト向けのツアーなどに使用するハイデッカー車の床下トランクに自転車を折りたたまずに収納可能な専用ラックを搭載した「B.B.BASE」用の車両が東京支店に1台配置されている（H657-18411）。この車両は「B.B.BASE」のラッピングがされている。
- ジェイアールバス関東主催で他バス会社とコラボした乗車・撮影会などが度々開催されている。これらの企画はツアー商品としてJR東日本が運営する総合ショッピングモールJRE MALLで販売される。

## 定期観光バス
現在は運行されていない。

以前は関東や信州エリアで観光地を巡る定期観光バスを運行していた。2020年秋からは二階建オープントップバスを使用したコースも運行されていた。

## 乗車券・カード類
近距離高速路線及び一般路線の一部でSuicaを導入している。宇都宮支店管内一般路線では古くから3社共通バスカードを導入していたが、2021年春に交通系ICカード「totra（トトラ）」へ移行した。

それらとは別にスマートフォンアプリを使用した定期券や回数券も導入しており、路線や地域実情に合わせながら必ずしもSuicaに拘らない乗車券の電子化に積極的である。

### 交通系ICカード（高速バス）
JR高速バス路線では、つくば号、みと号、かしま号、マイタウン・ダイレクトバスTDR・新浦安ルート、新宿 - TDR（TDR発のみ）、エアポートバス東京・成田（空港行きのみ）、マロニエ東京号、マロニエ新宿号、境町 - 東京線の運賃および房総なのはな号と新宿なのはな号の車内運賃において交通系ICカードを使用した支払いが可能。一部の路線ではICカード割引運賃も設定されている。

### 交通系ICカード（一般路線）
近距離高速バス及び土浦・成田空港・長野原・佐野・宇都宮・西那須野・白河・館山の各支店、古河営業所の各一般路線ではSuica並びに相互利用カードで乗車できる。

当初は利用できるカードはSuica・PASMOに限定されていたが、2013年3月23日の交通系ICカード全国相互利用開始と同時に10種類の相互利用に拡大した。

土浦支店の一部路線で交通系ICカード割引運賃も設定されている。

#### 地域連携ICカード「totra」
栃木県内（宇都宮支店・西那須野支店）の一般路線（那須塩原市ゆ～バス除く）は2021年3月21日にSuicaの機能を備えた地域連携ICカード「totra」を導入。当社では宇都宮支店、西那須野支店で発売する。

#### totra利用での交通ポイントサービス
- 関東自動車やジェイアールバス関東の路線バス、地域内交通、宇都宮ライトレールの運賃を支払った際に、運賃支払い額の2％分の「ポイント」が貯まる。
- 貯まった「ポイント」が次回の支払い運賃額以上となった場合、自動的に利用される。

##### 「totra」宇都宮ライトレールとバスとの連絡定期券
「totra」の宇都宮ライトレールとバスとの連絡定期券は、宇都宮支店・西那須野支店でそれぞれ発売する（宇都宮ライトレール区間のみの定期券は発売不可）。
通常の区間指定の定期券の他、以下の種類が存在する。
- エリア定期券：特定のエリア内（地帯制運賃区間など）が利用可能な定期券
- 乗継定期券：2路線以上のバスを乗り継ぐ事が可能な定期券
- 2区間定期券：中間での鉄道利用を念頭に置いた、離れた2区間の定期券

##### 宇都宮支店管内の路線バスでの乗継割引制度（LRT・路線バス・宇都宮市地域内交通）
- LRT⇔路線バスと宇都宮市地域内交通の乗継割引をtotra利用者限定で宇都宮市・芳賀町による施策により実施している。totraを使ってLRTと路線バス (関東自動車・ジェイアールバス関東) を乗り継ぐと、2乗車目の公共交通の運賃から大人100円・小児50円が割引される。LRTまたは路線バス⇔宇都宮市地域内交通と乗り継いだ場合は大人200円・小児100円が割引される[194][195]。

##### 宇都宮市内・バスの上限運賃制度
宇都宮市内では「totra（トトラ）」などの交通系ICカードを使って日中（午前9時～午後4時）に路線バスを利用すると、1乗車の運賃の上限が400円になるバスの上限運賃制度がある。

#### 地域連携ICカード「LOCOCA」
福島県浜通り・県南地域において、地域連携ICカード「LOCOCA」が導入され、それに伴い、白河支店の一般路線において、交通系ICカードの利用が可能となった。

### スマホ定期券（一般路線）
2017年3月末限りでJR東日本の駅窓口（白河・新白河・磐城棚倉・成田・佐原・土浦・軽井沢）での定期券委託発売を終了。JRバス支店窓口での一般路線バスの定期券の販売も白河、西那須野、宇都宮の各支店を除き、2025年3月31日をもって終了。
それと前後してスマートフォンアプリ「バスもり!コンシェルジュ」（現バスもり!）による「スマホ定期券」を日本で初めて導入した。Suicaなどの交通系ICカードの仕組みを使わず、従来の紙製定期券と同様の提示による乗降方法をとる。
2025年4月1日より「平日学期定期券」、「学期定期券」を発売開始。「特殊定期券」及び「回数券」は、2025年4月30日をもって発売終了。

### 高速バス回数券
- 中央高速バス諏訪岡谷線：Web回数券（4枚綴り）
- 東名ハイウェイバス：4枚綴り回数券
  - 2022年1月31日をもって、回数券の一部区間と往復割引乗車券の発売を終了する。利用区間が100キロ以下の回数券については、引き続き発売する。

### 高速バス定期券
- マロニエ東京号
- マロニエ新宿号
- かしま号
- 房総なのはな号
- 新宿なのはな号
- つくば号
- 境町～東京線

通勤・通学定期券を発売している。定期券での深夜便利用については差額の支払いが必要になる。座席指定予約制のかしまサッカー号では定期券が利用できない。
2019年4月1日よりつくば号、かしま号、境町～東京線の定期券はスマホアプリ「バスもり！」で購入できるようになった。

### 企画乗車券
同社の高速バスが利用できる企画乗車券には次のようなものがある。
- 高速バス&サブウェイパス
いわき号[199]
- 筑波山ストーリー
つくば号
- パシフィック・ストーリー（東京・札幌連絡きっぷ）
みと号
- 草津WEB周遊券（3種類あり）
新宿・東京 - 草津温泉線
- ムーミンバレーパーク直行号と1デーパスセット券
東京 - 飯能線（ムーミンバレーパーク直行号）
- 高速マロニエ号+佐野ちゃり割引クーポンセット券
バスタ新宿・東京駅・王子駅 - 佐野新都市BT
- JR東日本グループのネットバンク「JRE BANK」で預金額、ビューカードの利用などの条件を満たした者に進呈される特典「マロニエ新宿・東京号」の片道無料券
バスタ新宿・東京駅・王子駅 - 佐野新都市BT

### 一般路線バス回数券
- バス利用デー回数券（長野県）
  - 小諸支店、小諸支店長久保営業所、伊那支店で発売。
  - 発売額700円、利用額1,000円（100円券10枚）
  - 毎週水曜日に限り利用できる。

### 一般路線バス回数券（販売終了）
回数券は2025年4月30日をもって発売終了。支店ごとに発売していた回数券が異なった。
- セット回数券
  - 長野原支店で発売した（車内販売もあった）。
  - 発売額1,000円。利用額1,100円分（100円券5枚、50円券10枚、10円券10枚）。
- 金額式回数券
  - 白河支店、土浦支店、宇都宮支店、佐野支店古河営業所、小諸支店、小諸支店長久保営業所、伊那支店で発売した。
  - 発売額1,000円、利用額1,100円分（100円券11枚）。
  - 佐野支店古河営業所、宇都宮支店、伊那支店では200円券11枚（発売額2,000円）の発売もあった。
- 普通回数券(B)
  - 各支店の窓口で発売。
  - 10枚分の金額で11枚分の回数券を発売した。支店により発売できる金額が異なった。
- 買物回数券
  - 小諸支店、小諸支店長久保営業所、伊那支店で発売した（長久保営業所は車内販売もあった）。
  - 発売額1,000円、利用額1,250円（100円券5枚、150円券5枚）
  - 10時から16時までの乗車に限り利用できた。

### 一般路線バス定期券（販売終了）
2025年4月1日に各窓口での一般路線バス磁気(紙)定期券の発売を終了し、スマートフォンで定期券をご購入できる「スマホ定期券」を導入している。スマートフォンを利用できない利用者については「定期券郵送サービス」（手数料・送料は有料）も実施している。

### 路線バスWEB割引乗車券
- 碓氷線の横川駅～軽井沢駅間で、事前購入割引のWEB割引乗車券「WEB割 碓氷線 片道乗車券」を高速バスネットプラスで発売
- 高峰高原線の佐久平駅・小諸駅～高峰高原間で、事前購入割引のWEB割引乗車券「WEB割 高峰高原線 片道乗車券」を高速バスネットプラスで発売[200]

### 路線バス一日乗車券
- 「白棚線1日フリーきっぷ」
  - 白河市と棚倉町を結ぶバス「白棚線」全区間が1日間乗り降り自由
  - 高速バスネットプラスにて発売
- 「塩原渓谷フリーきっぷ」
  - 那須塩原駅～塩原温泉バスターミナルの往復+千本松～塩原バスターミナル間が二日間乗り降り自由
  - 高速バスネットプラスとバス車内にて発売
- 「塩原温泉郷周遊きっぷ」
  - 那須塩原市が運行する「ゆ～バス」と塩原渓谷を走るバスが二日間乗り放題
  - バス車内にて発売
- 「航空科学博物館フリー乗車券」
  - 成田駅～さくらの山～三里塚～航空科学博物館の間が1日間乗り降り自由
  - 成田駅構内成田市観光協会と高速バスネットプラスにて発売
- 「南房総・館山地域スマホ1日乗車券」
  - 南房州本線、洲の崎線と日東交通の館山市内線、館山鴨川線、白浜千倉館山線、豊房線、丸線および館山市街地循環バスが1日間乗り放題
  - 高速バスネットプラスにて発売
- 「ぐんまワンデーパス」
  - 期間限定発売
  - ジェイアールバス関東の長野原草津口駅～草津温泉間と横川駅～軽井沢駅間の路線バスも利用可能[201]
  - フリーエリア内のJR東日本の主な駅の指定席券売機、みどりの窓口、主な旅行会社で発売するが、軽井沢駅・草津温泉バスターミナルなど一部、取扱いしていない箇所もある。
- サンキュー♥ちばフリーパス
  - 期間限定発売
  - ジェイアールバス関東の館山駅～汐留橋～安房神戸～布良崎神社～白浜の屛風岩～長尾橋～野島崎灯台口～安房白浜、館山駅～城山公園前～西岬～洲の崎～伊戸～南房パラダイス～相の浜、八日市場駅～航空科学博物館～JR成田駅、成田空港～JR成田駅、多古台BT～佐原駅のの路線バスも利用可能[202]
  - JR東日本の千葉県内の主な駅と久里浜駅（指定席券売機のみ）で発売するが、一部、取扱いしていない箇所もある。
- ふらっと両毛（東武フリーパス）
  - 佐野市生活路線バス（運行：ジェイアールバス関東）も利用可能[203]
  - 東武鉄道の浅草～川俣間、杉戸高野台～南栗橋間、小村井～亀戸間、船橋～大宮間各駅の駅窓口（押上、大師前は除く）、浅草駅旅行センターで発売
- 「塩原温泉・野岩鉄道満喫切符（1日フリー）」
- 「塩原温泉・野岩鉄道満喫切符（鉄道片道券＋ゆーバスフリー1日）」
- 「塩原温泉・野岩鉄道満喫切符（鉄道往復券＋ゆーバスフリー2日）」
- 観光型MaaS「NASU-Ways」にて、ゆーバス・ゆータク1日乗車券（電子チケット）のオンライン販売
- [諏訪市]　かりんちゃんバス・スワンバス 1日券
- [岡谷市]　シルキーバス 1日フリーパス券
- [下諏訪町]　あざみ号 1日券
- [佐野市]　生活路線バス「さーのって号」 1日乗車券
- [佐野市]　生活路線バス「さーのって号」 キャッシュレス1日乗車券
- [古河市]　循環バス「ぐるりん号」 1日乗車券
- [匝瑳市]　市内循環バス 一日自由乗車券
- [那須塩原市]　ゆーバス・ゆータク 1日乗車券
- [那須町・那須塩原市]　那須町民バス、ゆーバス・ゆータク共通1日乗車券
- [大田原市・那須塩原市]　大田原市営バス、ゆーバス・ゆータク共通1日乗車券

### 高速バスの予約・発券
運行会社の窓口での発売に加え、コンビニ端末やインターネットなどを活用する「発車オ〜ライネット」に参加しているが、2006年には同社が中心になってシステム開発した「高速バスネット」の運用を開始した。このシステムでは、ITを活用したリアルタイムで予約・販売できるほか、同システムで完売した便についても「マルス」や「発車オ〜ライネット」の管理している空席を販売できる仕組みにより販売（売れ残り）リスクの軽減を図っている。さらに、路線によっては「高速バスネット」で事前に予約・購入やクレジットカード決済をすると、運賃を割り引くなどの特典を実施している。特に同社とJRバス他社との共同路線については、「高速バスネット」への移管が進められている。ただし、つくば号、みと号、かしま号、東京～富里・多古線、みと号、新宿～TDR線（TDR発のみ）、マイタウンダイレクトバスTDR・新浦安ルート、エアポートバス東京・成田（成田空港行きのみ）などの一部の近距離路線については先着制・予約不可となっている。

中央高速バス諏訪・岡谷線については、運行の主体がアルピコ交通および京王バスであるため、京王電鉄バスが運営するハイウェイバスドットコムでの予約・販売となっている。
一部の路線では、往復割引、学生割引、団体割引、大人の休日会員割引なども設定されている。東名ハイウェイバスの東京駅～東名富士間、静岡駅間、浜松駅間、名古屋駅間と静岡駅～名古屋駅間では都市間往復割引きっぷを発売している。JRの周遊券での高速バス利用については、周遊券の廃止に伴い、この制度自体がなくなった。

早期購入割引、得割、トク特割、往復割引、大人の休日会員割引については「お得なきっぷを取り揃えています」に詳細が記載されている。
2016年6月1日より、京阪神線、草津温泉線、佐久・小諸線、佐野線、伊勢崎線、長野～関西線、箱根線、館山線、御殿場アウトレット線、金沢線、知多半田線、吉川・松伏線において、高速バスの乗車券（指定席）にQRコードを添付することにより、乗車時の乗務員による乗車券チェックを簡素化、よりスムーズに乗車できるようにするとともに、高速バスネットWEBサイトでの乗車変更や払戻しの出来る時期を拡大している。
2021年4月より、バスと旅先のアクティビティのチケットのセットなどをWEBアプリで購入することが可能となる新たなシステム「高速バスネットプラス」を運用開始した。高速バス往復チケットと周遊券や施設利用券などのセットを格安で販売している。
2023年7月5日より、高速バスネットにおいて、モバイル決済導入した。対応ブランドはau PAY、d払い、楽天ペイ、PayPay。乗車券購入時のWEB決済におけるQRコードによるモバイル決済方式となっている。
東京駅八重洲南口のJRバス窓口では、昼行便の座席指定制及び予約定員制の便の乗車日当日のキャンセル待ちの受付も行なっている。但し、東京駅発車後にも乗車停留所がある便や一部の路線は除く。

### 乗継割引・特典
- 夢街道会津号では、会津バスの一般路線バスや会津タクシーとの乗継割引を実施。
- しみずライナー、新宿・静岡号では、静鉄タクシーとの乗継割引を実施。
- 那須・塩原号、房総なのはな号では、JRバス関東の一般路線バスとの乗継割引を実施。
- 中央高速バス諏訪岡谷線では、京王電鉄バス・京王バスの一般路線バスとの乗継割引を実施。
- みと号、ひたち号の上り便では、八潮PAにてつくばエクスプレスに乗り継ぐ際、乗継運賃100円大人こども同額（八潮駅～秋葉原駅までの各駅間）の乗継券が購入可能。
- 東京駅⇔名古屋地区を運行する夜行高速バス（全区間対象）では、よく使う路線をお気に入り路線に登録すると、それだけで割引が適用になる「会員限定割引」を実施。
- 東京・新宿⇔京阪神系統では、高速バスネットにて、ご利用回数やご利用金額に応じて更に割引が受けられるポイント制度もあり、使えば使うほど割引率が高くなる「利用回数割引」を実施。
- 御殿場プレミアム･アウトレット号（下り便）では、アウトレット内でご利用できるクーポンシートを配布。

その他、高速バスを利用すると、乗り場周辺の飲食店やマッサージ、サウナ等が割引となるサービス利用券の配布などの各種サービスも実施されている。

## 車両
三菱・UDトラックス（旧:日産ディーゼル）・日野・いすゞ・スカニアの5メーカーを保有している ほか、ネオプラン製、カルサン社製等の輸入車の導入実績がある。

### 一般路線車
支店ごとに実情に合わせて車両仕様が決定されており、1992年度までは支店の判断により、同時期導入の車両でも国鉄バス色と高速バス色のどちらで導入するかが異なっていた。
地域により乗降方式やICカード対応有無などの違いがあるため、各ドア脇の表記が入口・出口・出入口・締切と異なり、「IC」ステッカーも有り・無しなど、所属支店・営業所によって違いがある。また、座席配置も観光地では2人がけ座席が多いタイプ、都市部では座席数が1人がけ座席が多いタイプなどの違いがある。さらに白河支店では車体が若干長い長尺車を好んで導入している。
長野原支店や小諸支店のように観光輸送の比率が高い支店では、高速車や貸切車から転用したハイデッカー車を導入することがある。また、館山支店や小諸支店では高速バスとの直通便があり、同便の一般路線区間や高速バスの間合い運用主体の東京駅～東京港フェリーターミナル線もハイデッカー車で運行する。宇都宮支店では、以前は栃木県バス協会との申し合わせによりエリア内の他社に合わせて方向幕の位置も他の地区と異なる仕様で、部内やバスファンからは「宇都宮仕様」と呼ばれることがあった。
近年では中古購入（過去には都営バス・川崎市営バス・横浜市営バス・西武バス・京浜急行バス・東急バス・立川バス・国際興業バス・しずてつジャストライン・東濃鉄道などの中古購入実績あり）が多く、最近では、2009年に東急バスから三菱ふそう・ニューエアロスターノーステップバスを購入したのを皮切りに、2020年現時点では国産4メーカーとも購入実績がある。また、2010年にはJR東海バスから日野・ブルーリボンシティハイブリッドノンステップバスを購入している。
2016年度より再び一般路線車の新車購入が再開され、2016年度はいすゞ・エルガノンステップバスが6台（宇都宮支店に3台、土浦支店に1台、東関東支店に2台）投入されている。2017年度以降は日野・ブルーリボンと日野・レインボーが購入されている。
また、長野原支店では1994年以降に高速バスの車両を大改装した上で水戸岡鋭治がデザインを担当した「イエローバス」を運行したことがあった（詳細は志賀草津高原線#イエローバスを参照）。西那須野支店では「もみじバス」を既存車両の塗装変更 及び新車 で導入した。また、棚倉支店では、車体に白河市・表郷村（現在は白河市に合併）・棚倉町の名物を描いた通称「だるまバス」を運行したことがあった。
2014年には、国鉄バス時代（1960年 - 1971年）の塗装を復刻した「復刻デザイン路線バス」（L538-02503）を登場させた。2017年4月より白棚線にて開業60周年を記念して、鉄道時代に運行していた国鉄C1225型の蒸気機関車をイメージした「SLラッピングバス」（L527-03502）を運行している（白河支店の1輌）。また、2018年1月に高遠線が開業70周年を迎えるのを機に、国鉄時代の塗色を復活させた復刻塗装バス（L538-99206）を中央道支店で2023年8月まで運行していた。
長野原支店では2018年冬期から毎年冬期の繁忙期輸送にジェイアールバス東北青森支店より新幹線E5系はやぶさカラーのハイデッカー車2台を借用して志賀草津高原線の臨時急行便で運行している。2020年度冬季輸送は同社からの車両の借り入れ無し。
2019年度末時点のノンステップバス導入率は約61％（適用除外車両を除く）である。車両更新にあたっては地域の事情にあわせてノンステップバスへの置き換えを進めていくとしている。
行先表示機は方向幕タイプからLEDタイプに置き換わったが、2019年から中古購入車も含め、黒地に白文字表示の液晶タイプが採用されるようになった。LEDタイプでも駅や空港などの行き先にピクトグラムを付けて表示することが多くなった。
2023年現在、新たに投入される一般路線車は中古購入車がメインとなっているが、伊那支店には登山輸送などでの使用を見越した着席重視型で2人掛けシートの多い所謂”ワンロマ”タイプ、長野原支店には鉄道線との連絡輸送のための一度に65人を輸送可能なハイデッカー車、など各支店の路線の特性に合わせた車両が選択されている。
成田空港支店の新型エルガの1台がユーグレナ社のバイオディーゼル燃料「サステオ」を使用して運行されている。
2024年11月に秩父鉄道観光バスより譲渡された60席仕様の日野セレガ1台を茶色ベースの新しいカラーリング「スパ・ブラウン」に変更し、長野原支店の一般路線に導入した。

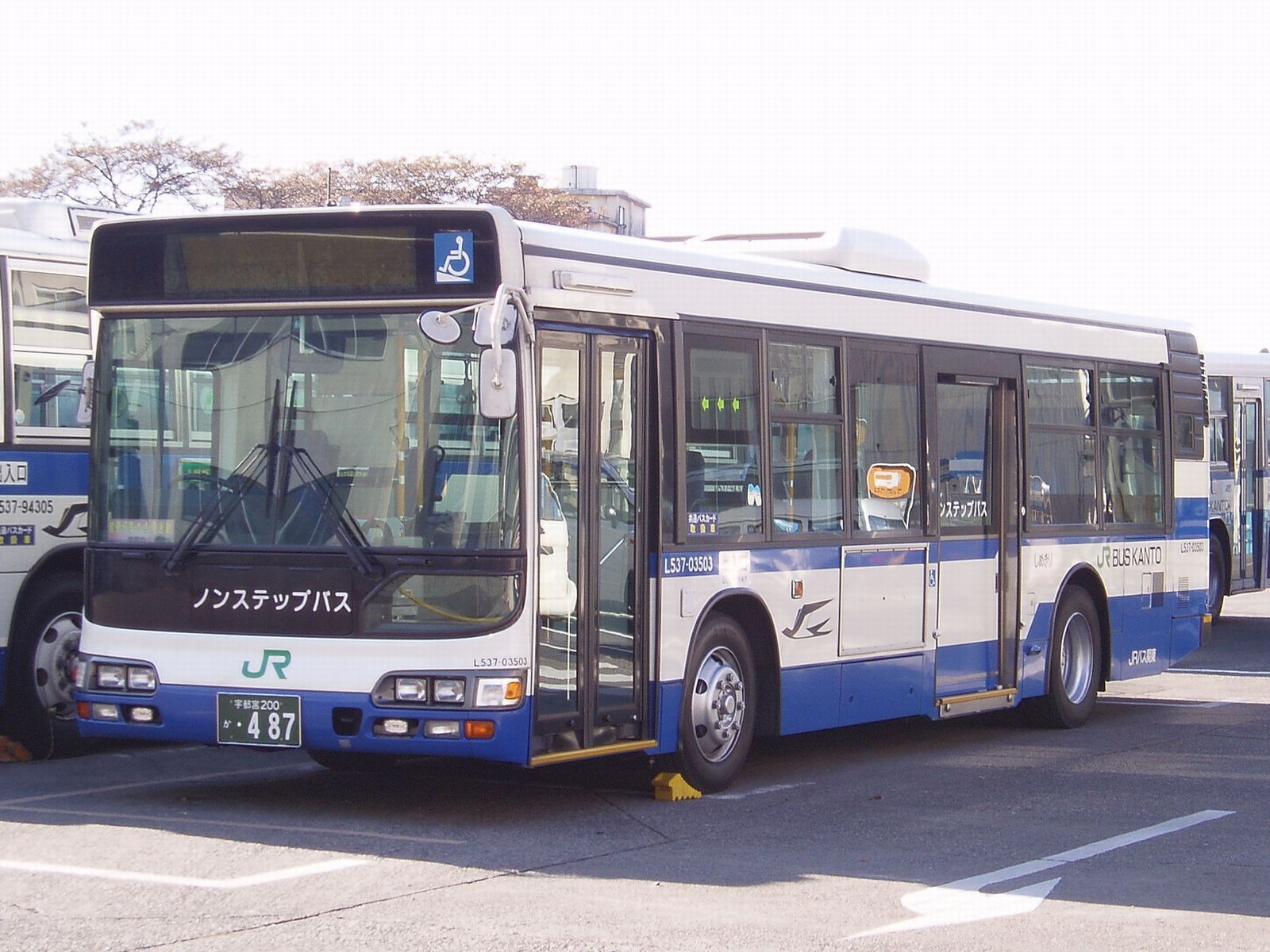
宇都宮支店のノンステップバス L537-03503
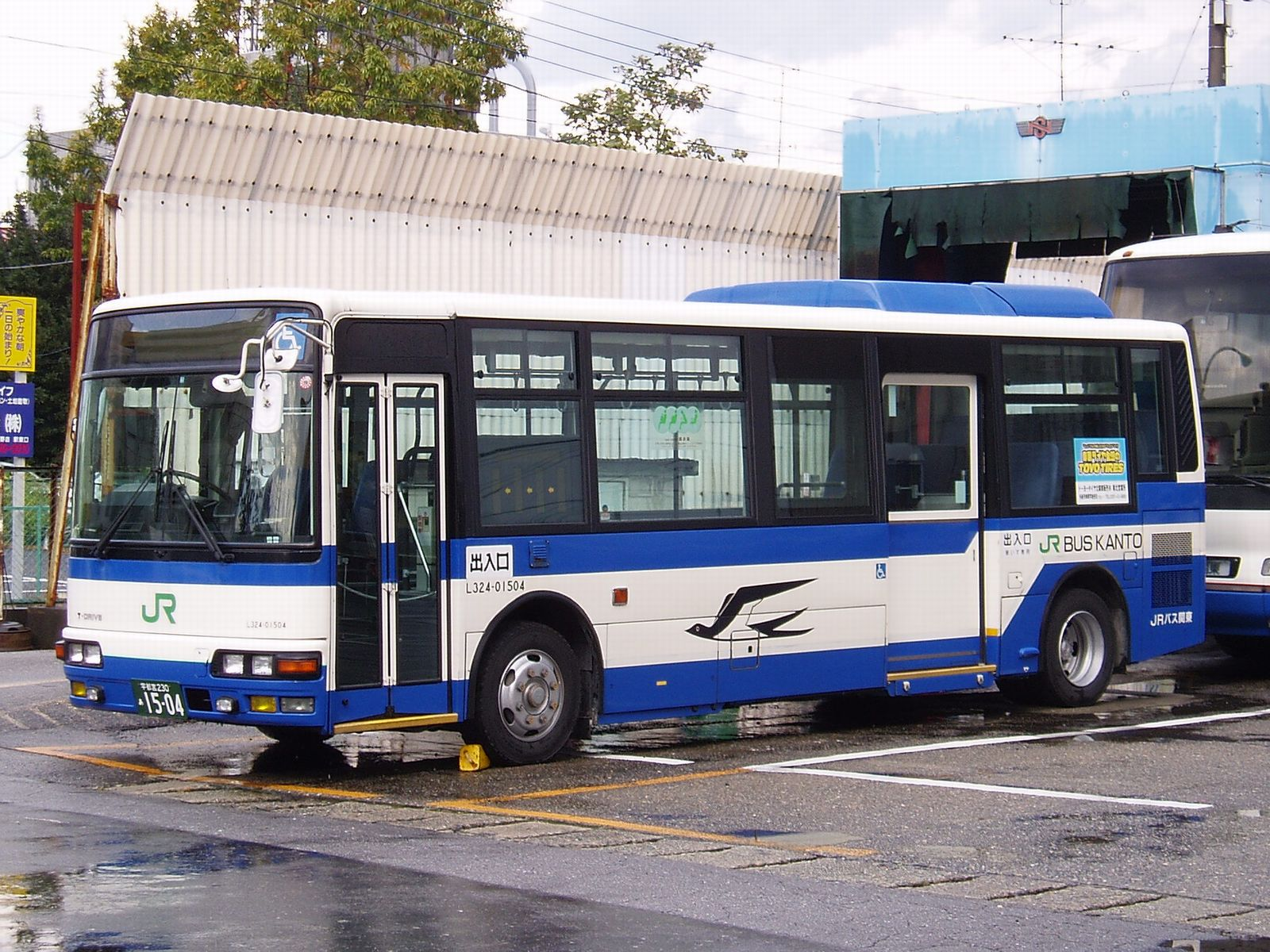
西那須野支店のノンステップバス L324-01504
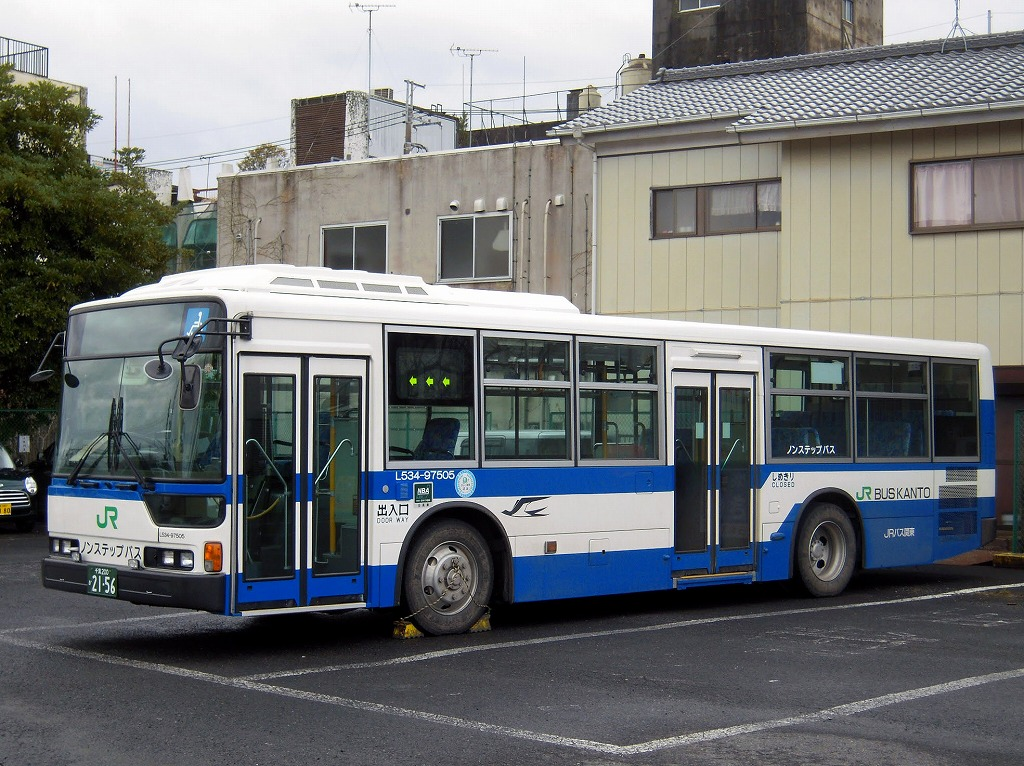
東急バスから移籍したノンステップバス L537-97505
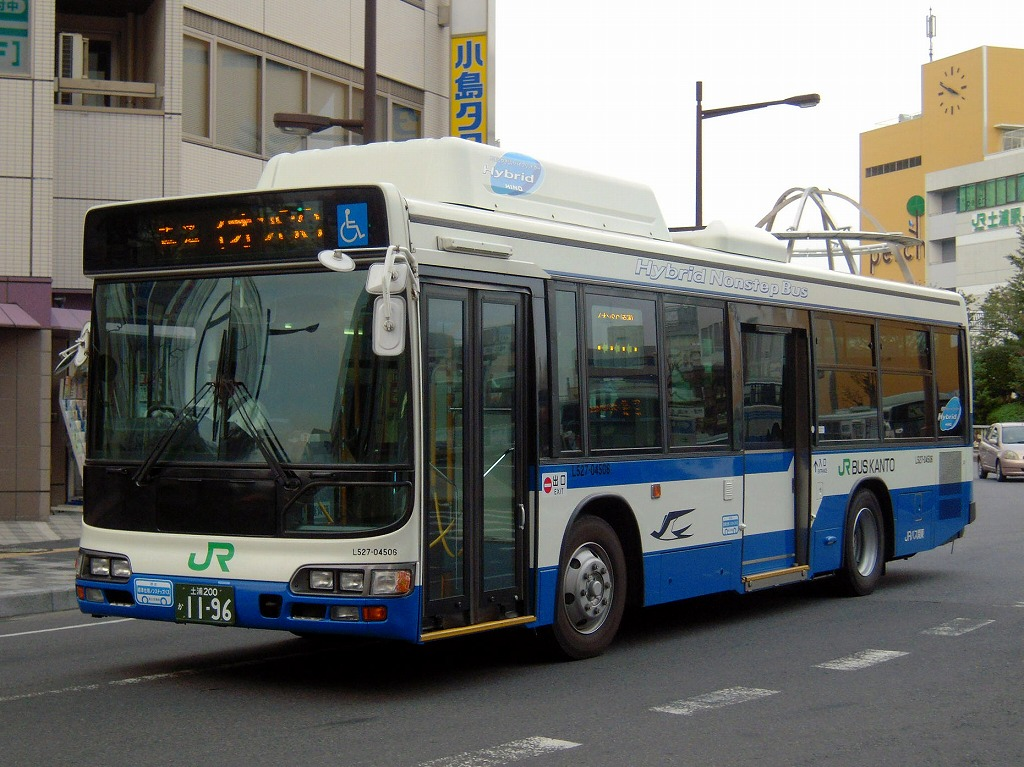
JR東海バスから移籍した土浦支店のハイブリッドノンステップバス L527-04506
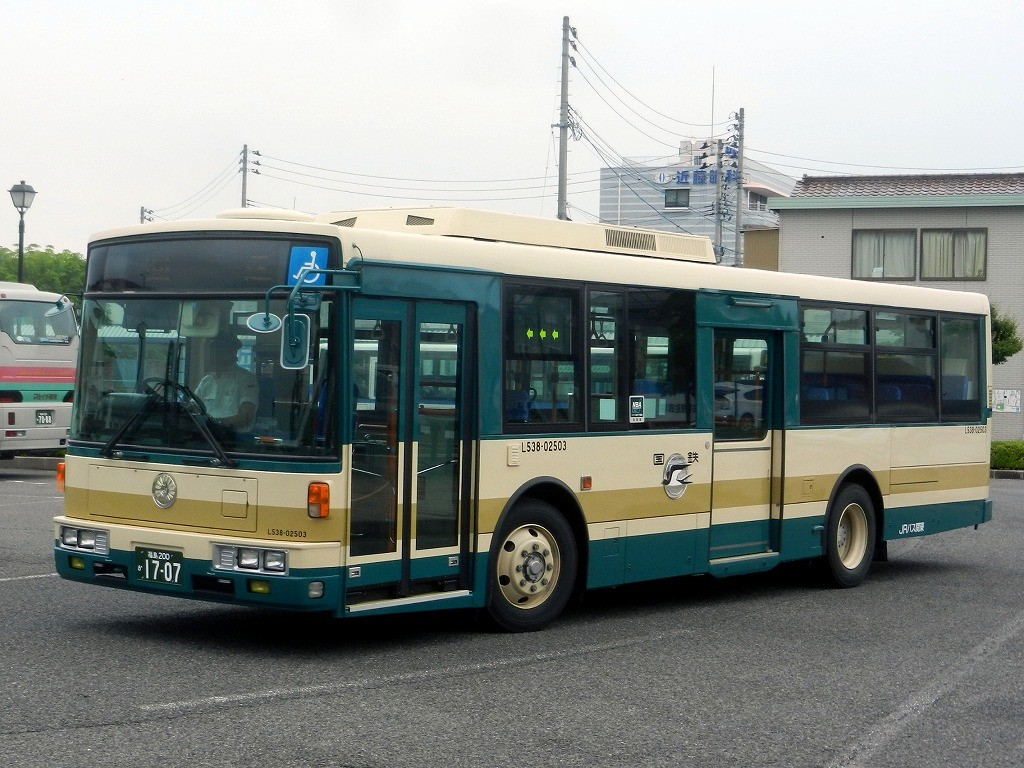
復刻デザイン路線バス（東急バスから移籍したノンステップバス。画像は白河支店での運行時） L538-02503

- 過去の車両

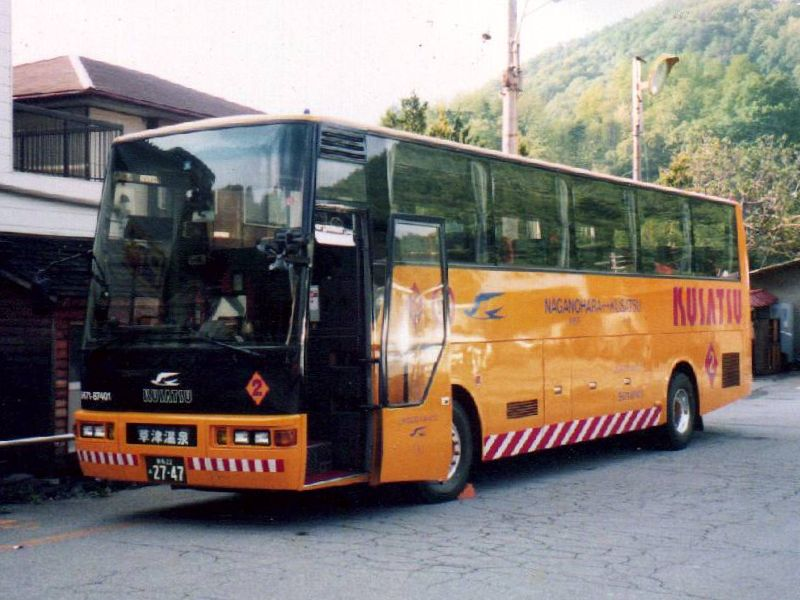
長野原支店の「イエローバス」 641-7901→S671-87401
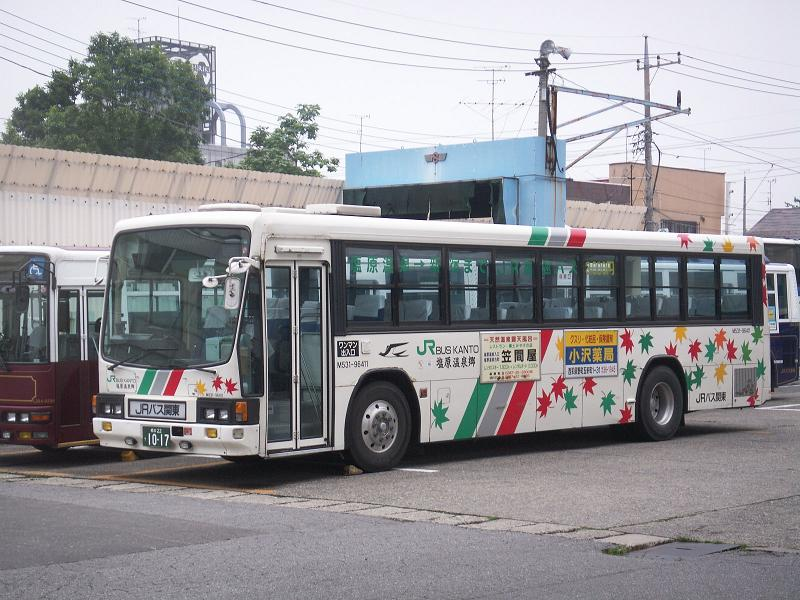
西那須野支店の「もみじバス」 M531-96411
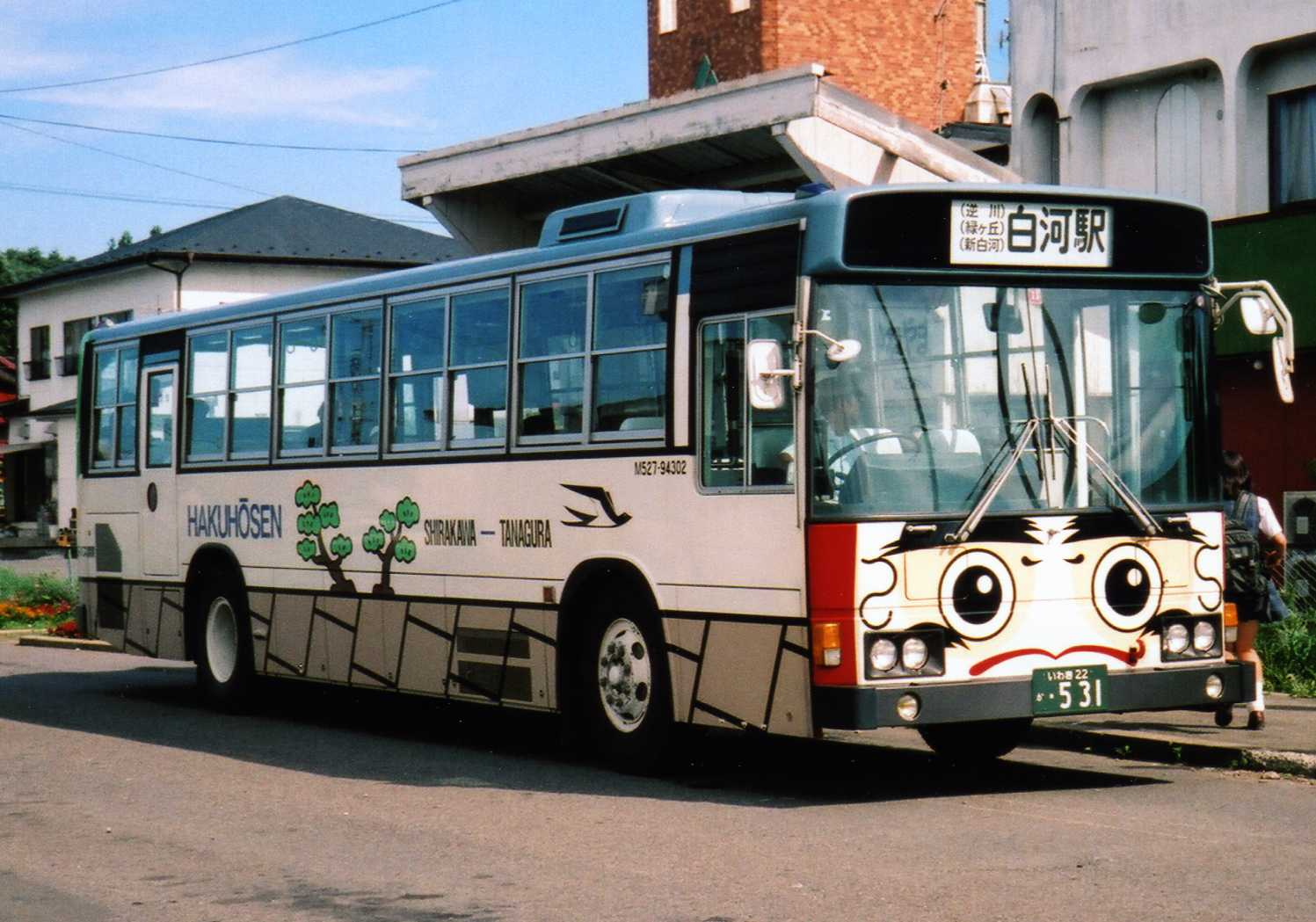
棚倉支店（現：白河支店）の「だるまバス」（現在は一般色に変更） M527-94302
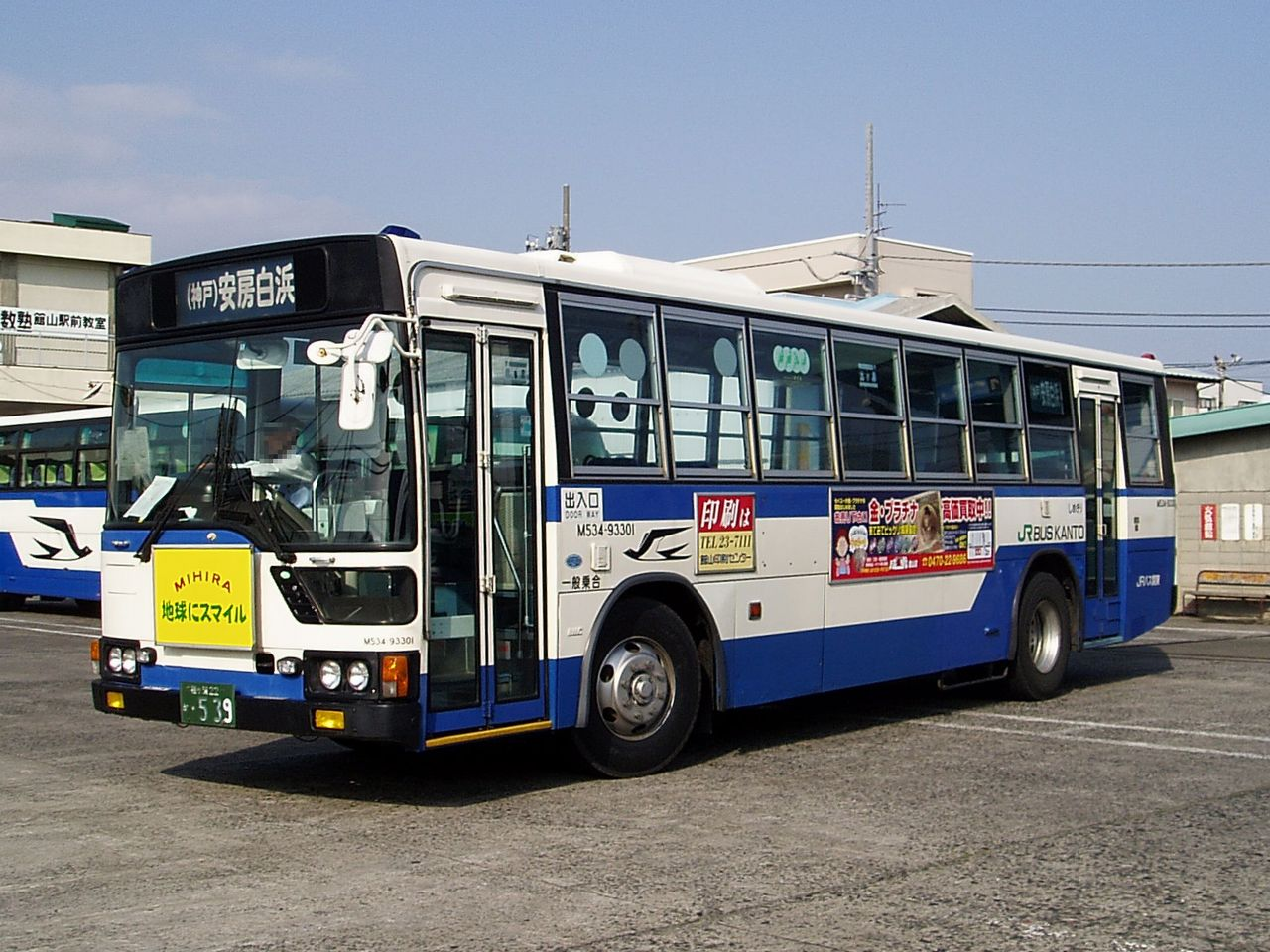
館山支店の一般路線車 M534-93301
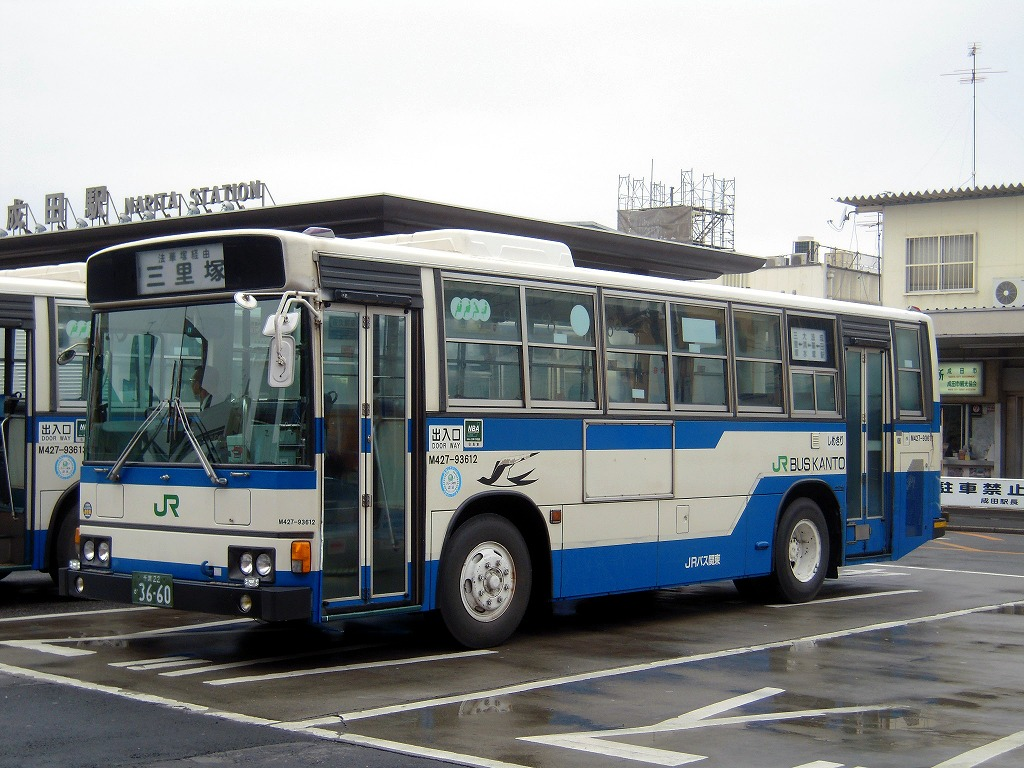
一部支店では9m級大型車（4型）も継続して導入された（画像は八日市場支店所属車両） M427-93612
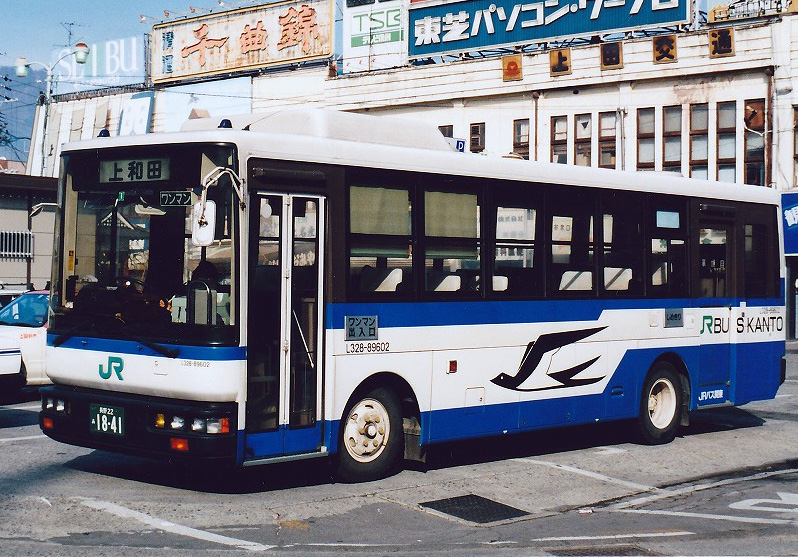
当時まだ関東では珍しかった西工車体製のワンステップバス 328-9902→L328-89602
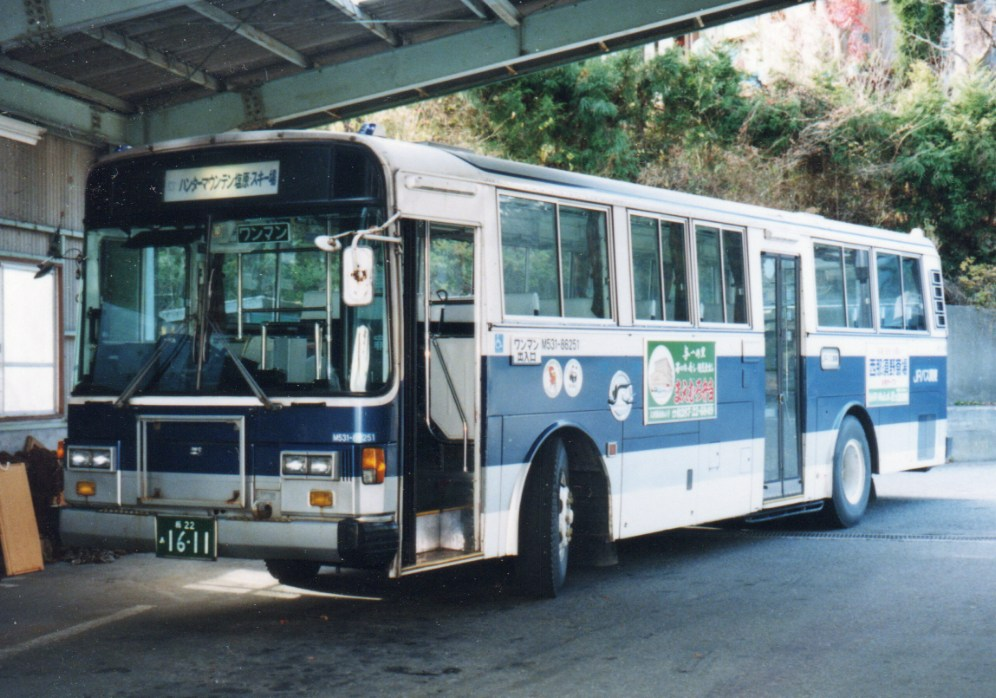
国鉄バスからの引継ぎ車両（現在は廃車） 531-6451→M531-86251
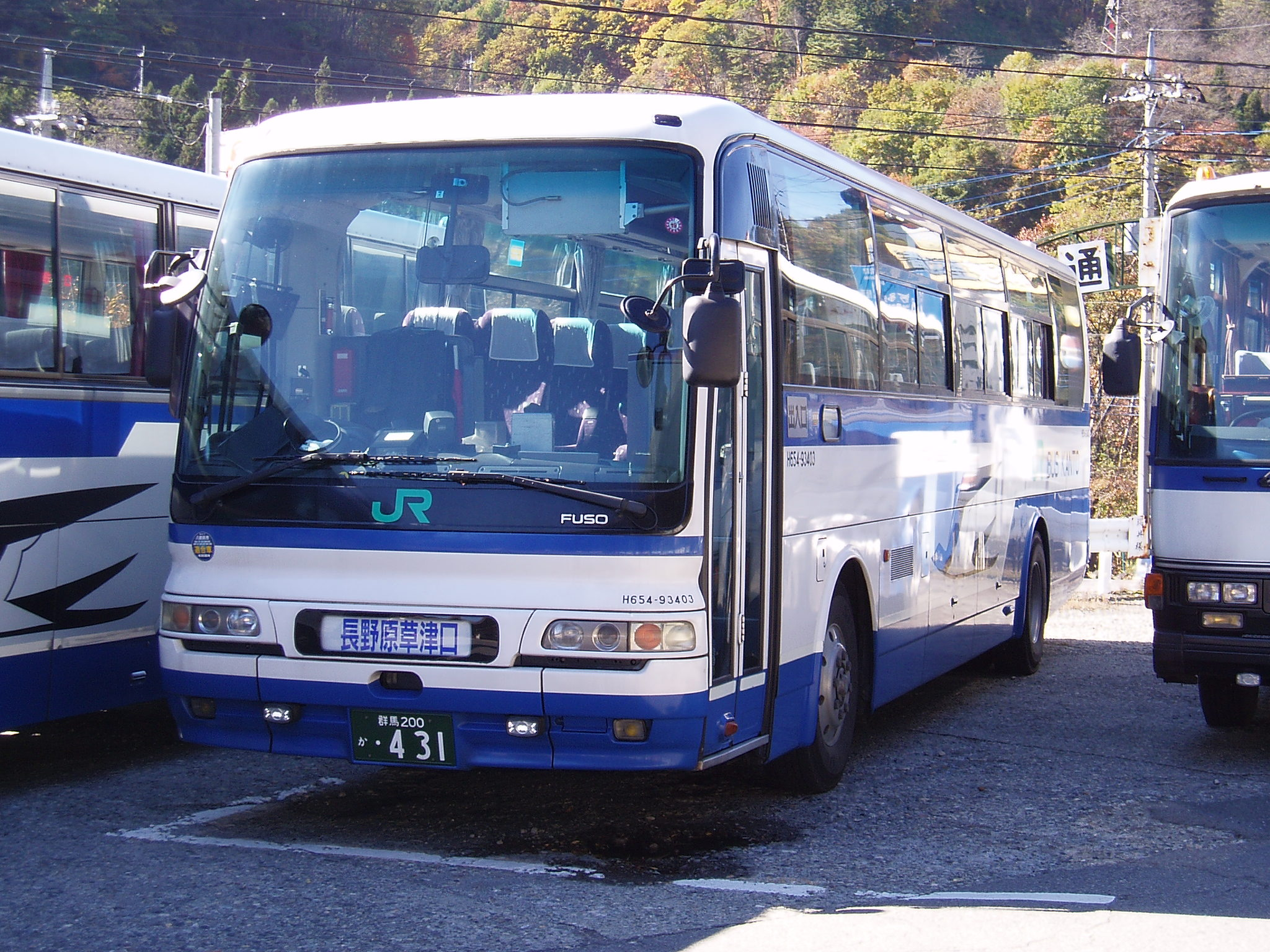
長野原支店の高速バス格下げ車 H654-93403
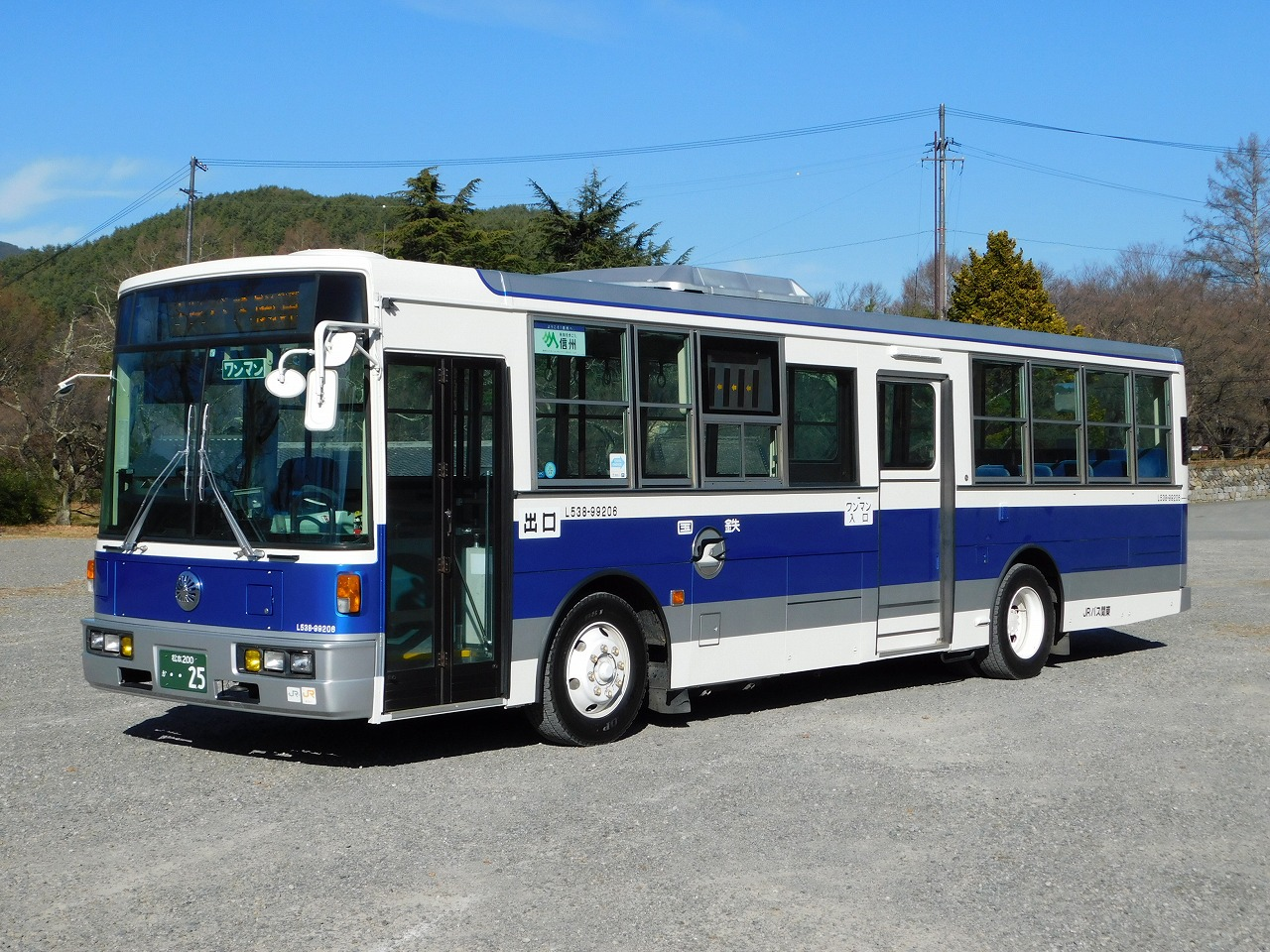
国鉄復刻塗装車（中央道支店所属車両） L538-99206

### 高速車
最新の安全装置を搭載した新型車両の導入を積極的に進めており、2022年3月現在、高速線車両の平均車齢は6.9年となっている。また、従来型車両にも安全装置を新たに備え、高速線車両の全車に安全装置を装備している。
会社発足直後に高速バス路線の増強が行われたため、続々と新車が投入され、その中でも三菱ふそう製はまとまった台数で購入され、同社製の比率が高くなった。特に夜行高速バスへの参入が多かった1988年（昭和63年）から1990年（平成2年）までの期間には、三菱ふそう・エアロクィーンMだけで41台が導入されている。1999年には西日本車体工業製車体を架装した日産ディーゼル（現・UDトラックス）製の夜行高速バス車両を導入し、2000年から2005年まで昼行高速バス車両でも同社製が導入された（夜行高速バス車両は2006年まで導入）。開設当初のスーパーニュードリーム号や青春ドリーム号、初期の楽座シート搭載車でも同メーカー製が選択された。S型ボディやC型ボディの車両を購入した支店もありバリエーションが豊富であった。
1997年から2004年までは車両調達価格の低廉化にも力を入れ、車内設備も簡略化されていた。常磐道や東関東道の近距離路線を中心に低馬力仕様のハイデッカー、ミドルデッカーも多く導入された。他のJRバスとの同一仕様車両による共同発注も実施している。また、貸切車に便所を追設の上、昼行高速車に転用した車両も存在した。
その一方で、定員が多く、乗客1人あたりのコスト低減を図ることができるダブルデッカーを導入している。1991年開業の「ドリームふくふく号」では初めて夜行高速バスにダブルデッカーを導入、その後需要の多い「ドリーム神戸号」にも同車種を導入し、ダブルデッカーによるワンマン運行を実現した。その後、東北・東海・近畿・中国・四国方面にも投入され、夜行便の主力車種となっている。1993年にはヨンケーレ（ベルギー）製も2台導入した。三菱ふそうでのエアロキングの生産中止に伴い、ダブルデッカー車は2010年度を最後に同車種の新車導入が止まり、老朽化による廃車も進み保有台数が徐々に減少し、使用路線も減少していた。2018年7月14日より、スカニア/J-InterCityDD が新たに登場したこともあり、ダブルデッカー車の導入が再開された。
また、JRバスの中では輸入車両の導入台数が最も多く、1990年に東京駅 - 東京ディズニーランド間の「ファンタジア号」に、ネオプラン・スカイライナーを中古で導入したのを皮切りに続々と新たなメーカーの新たな車種を導入していった。

1996年からは、ダブルデッカーほど車両価格は高くないが座席数が通常のスーパーハイデッカーよりも多く確保できるという理由 で「ドリームふくふく号」へボルボ・アステローペを就役させ、徐々に増車し、同車の導入台数は25台に達した。さらに1997年からは夜行高速バス車両としても座席数の多くとれる ネオプラン・スカイライナーを導入、さらに2000年には全長15 mの長大バスである、ネオプラン・メガライナーもお目見えした。なお、ネオプラン社製の車両は、現在は全て引退している。日本に輸入された4台のメガライナーのうち、2台が火災事故を起こしたことから国土交通省の指示で運行を終了、残りの車両もドイツに返却された。先述の通り、2018年7月14日より、スカニア・J-InterCityDDが新たにラインナップに加わった。
2004年度後期以降、快適性と安全性をさらに追求し、従来型に比べて格段に広い「楽座シート」やマイナスイオン発生装置付空気清浄機を装備、安全性を配慮した各種最新安全装置を搭載した車両の導入が進んでいる。
かつて「上州ゆめぐり号」（一部の便は除く）および「知多シーガル号」には、前部2列目までがGシート（3列）のプレミアムコーチを投入していた（現在は一般車両に改造）。「超得割青春号」には、貸切車を改造したトイレ無し車両を使用していた（運行終了）。

三菱ふそう製は2013年度に館山支店に3台配置された三菱ふそう・エアロエース以降に新車導入がなく、新車導入は日野・セレガに統一されている。2014年度車にいすゞ・ガーラが2台存在するのはドリームルリエ導入時に種車として捻出したセレガと西日本ジェイアールバスのガーラをトレードしたものである。
2011年度からは、東京支店、鹿嶋支店、東関東支店、館山支店、土浦支店、水戸支店、佐野支店にメーカー標準品のハイエンドシート・補助席無しの44座席仕様の日野・セレガを多数導入している。2012年度には、東京支店にトイレ無しの49座席＋補助席11席仕様車両を3両導入し、スカイツリーシャトルや新宿湾岸線などに投入していたが、現在は3台とも貸切車や一般路線車に転用されている。2013年度には、旧国鉄バスの塗装を施した、復刻デザインバス「青いつばめ」と「赤いつばめ」の運行を開始。前者は「東名ハイウェイバス」ほか、後者は「いわき号」ほかに投入された（2015年7月12日をもって運行終了）。
2014年度には、東京・新宿 - 京阪神間に3列完全独立型シート28席仕様の「グランドリーム号」、「グラン昼特急号」用新型車両を4両を導入した。
ダブルデッカー車両は、1階席のプレミアムシートに仕切りカーテンを装備した豪華仕様のプレミアム車両、3列シート車両、4列シート車両（青春タイプ）、4列シート車両（エコドリームタイプ）が存在する。導入車種は、三菱ふそう・エアロキングに統一し、2008年度に青春ドリーム・昼特急用で4両、2009年度に青春エコドリーム号用で4両、2010年度にプレミアムドリーム・昼特急用で2両を導入した。2023年夏より4列シート車両（青春タイプ）の新車導入が再開された。
2016年度には、中距離高速路線用として、後部一面に広いパウダールームを設置し、シートもシートメーカー（天龍工業）と共同でリクライニングポイントを少し上げ、シートピッチの数値以上の居住性を確保した新車（日野セレガ・ハイデッカー）を25台購入した。これらを小諸、草津、会津若松の各線に投入して評価を行った上で2017年度以降も導入、いわき、日立、東名高速線などにも投入。また、JRバスの都市間高速バスでは初となる車両左側中央部に車椅子乗降用のリフトを装備する車両（日野セレガ・ハイデッカー）も1台購入した。
2017年度導入車からは、座席の枕カバーの材質をレザー製に変更した。
2017年3月31日から、東京と大阪を結ぶ夜行高速バス「ドリーム号」に最上級のプレシャスクラス（2列シートエリア4席）とアドバンスクラス（3列シートエリア14席）を併せ持つ「ドリーム ルリエ (Relier) 」を新規投入した。この専用車両には、2011年度導入の日野セレガ・ハイデッカーが2台改造された（うち1台は西日本JRバスに移籍）。さらに2018年4月27日から、ルリエ号が増強され、新たにプレシャスクラス6席、アドバンスクラス10席の仕様の新車両を追加投入した。この追加車両にも、2011年度導入の日野セレガ・ハイデッカーが2台改造された（うち1台は西日本JRバスに移籍）。
2018年度には、はとバスの全面的な協力のもと、スカニア社・バンホール社が共同開発したアストロメガ（InterCityDD）の導入を開始した。車内は4列シートで座席数は58席と車椅子1台である。導入後、バスタ新宿～東京ディズニーリゾート間、東京駅～名古屋駅間で運行し、2019年5月17日からは東京・新宿～京阪神線（青春昼特急号、青春エコドリーム号）にも投入する（2019年4月26日から青春エコドリーム号2号車にてプレ運行を開始し、4月30日には平成ドリーム令和号で運行）。2019年4月13日、14日には春の白棚線沿線ツアーにもインターシティDDを使用した。InterCityDDは2018年度に5台、2019年度頭に1台を青春エコドリーム仕様で導入。新タイプのグランエコ仕様を2019年度に3台、2021年度に2台を導入した。2023年度は青春エコドリーム仕様を追加している。老朽化したエアロキングを置き換えている。
四季島バスやスカニアInterCityDDに採用していたフルカラーデジタル行先表示器が2019年度のハイデッカー新車でも採用された。
2024年7月に約5年ぶりに昼行高速バス用の新車（いすゞガーラ・ハイデッカー）を導入した。車両の特長はUSB(Type-A)コンセントを各正座席に設置。窓側各席ごとにカーテンを増設し、陽射しからの遮断性と操作性が向上した。東京駅やバスタ新宿を発着する自由席の高速バス路線を中心に運行する。
高速バスの運行委託契約（東濃鉄道）やアライアンスパートナー契約（秩父鉄道観光バス、群馬バス、広栄交通バス）に伴い、JRバス関東の塗装のまま（JR東日本グループの緑のJRマークは使用できず変更）他社に貸し出されている車両がある。秩父鉄道観光バスや群馬バスにはジェイアールバス東北からの譲受されたエアロエースも車番変更の上、貸し出されている。
ジェイアールバステックが運行してきた、かしま号、御殿場プレミアム・アウトレット号、東名ハイウェイバスが段階的に移管されており、車両も段階的に移籍してきている。2025年1月から、社名や社紋、車番だけを変更し、JRバステックの「スワローエクスプレス」カラーのまま運行しているものもある。

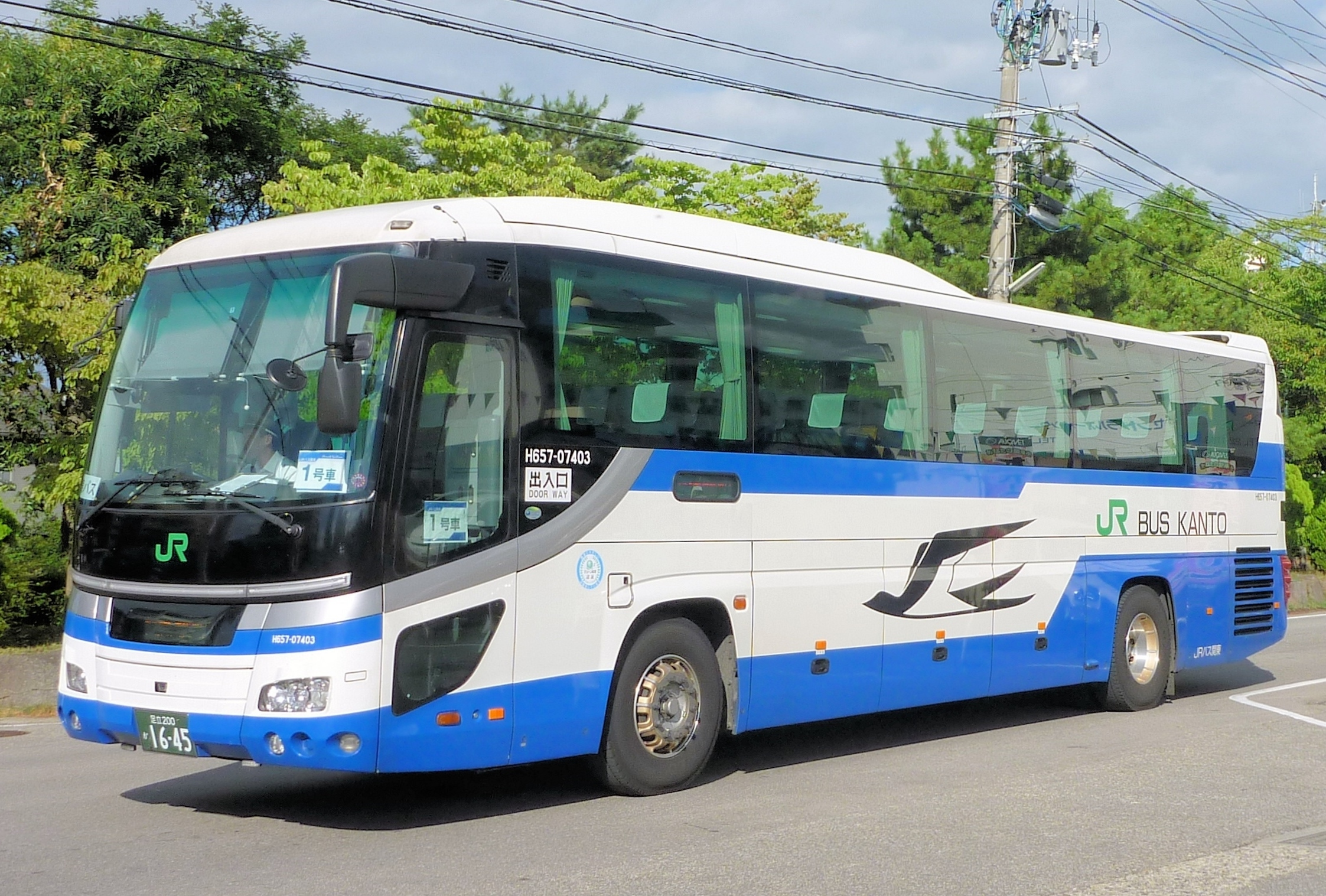
日野・セレガ（2代目）H657-07403
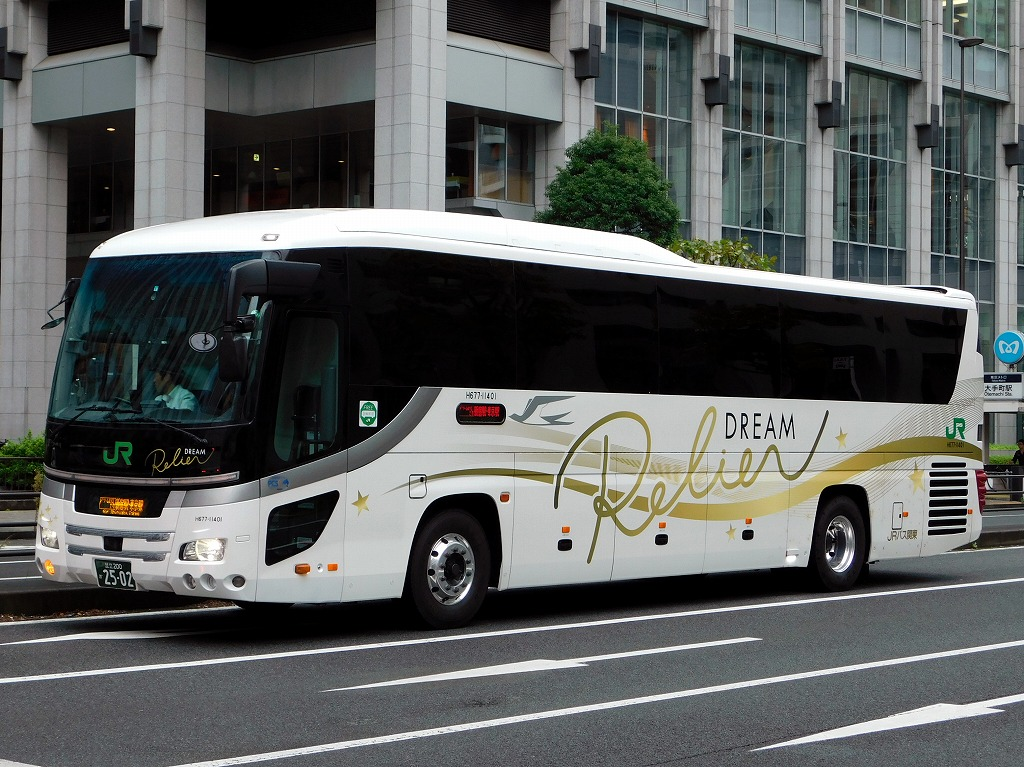
日野・セレガ（2代目：ドリームルリエ専用車）H677-11401
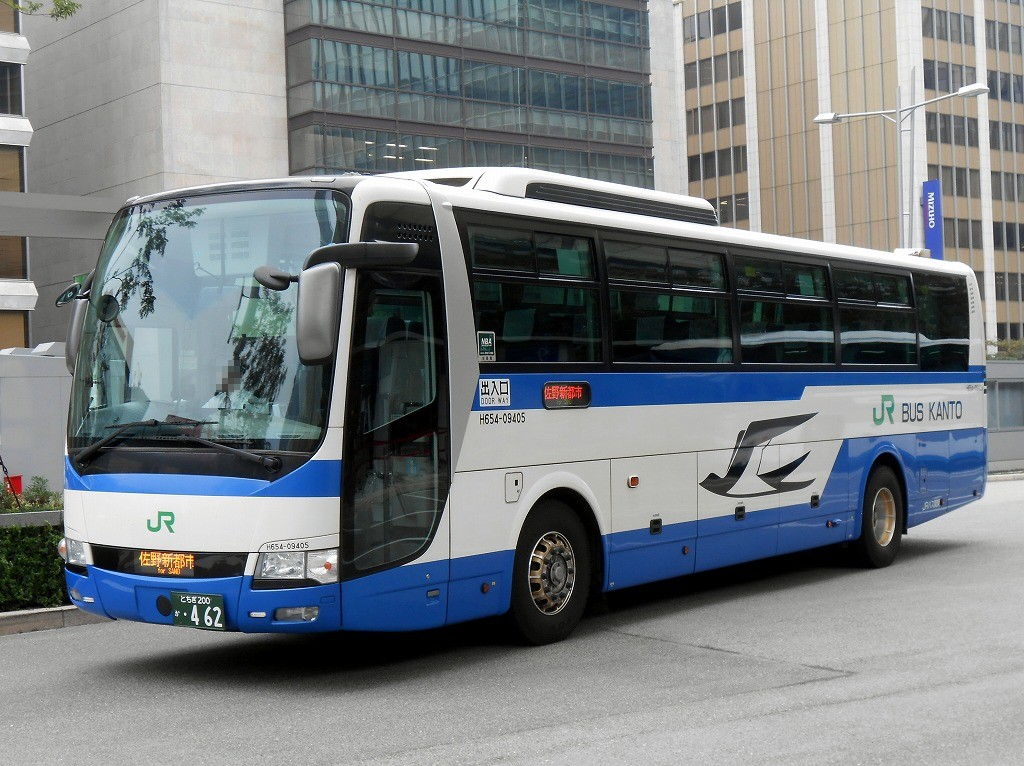
三菱ふそう・エアロエース H654-09405
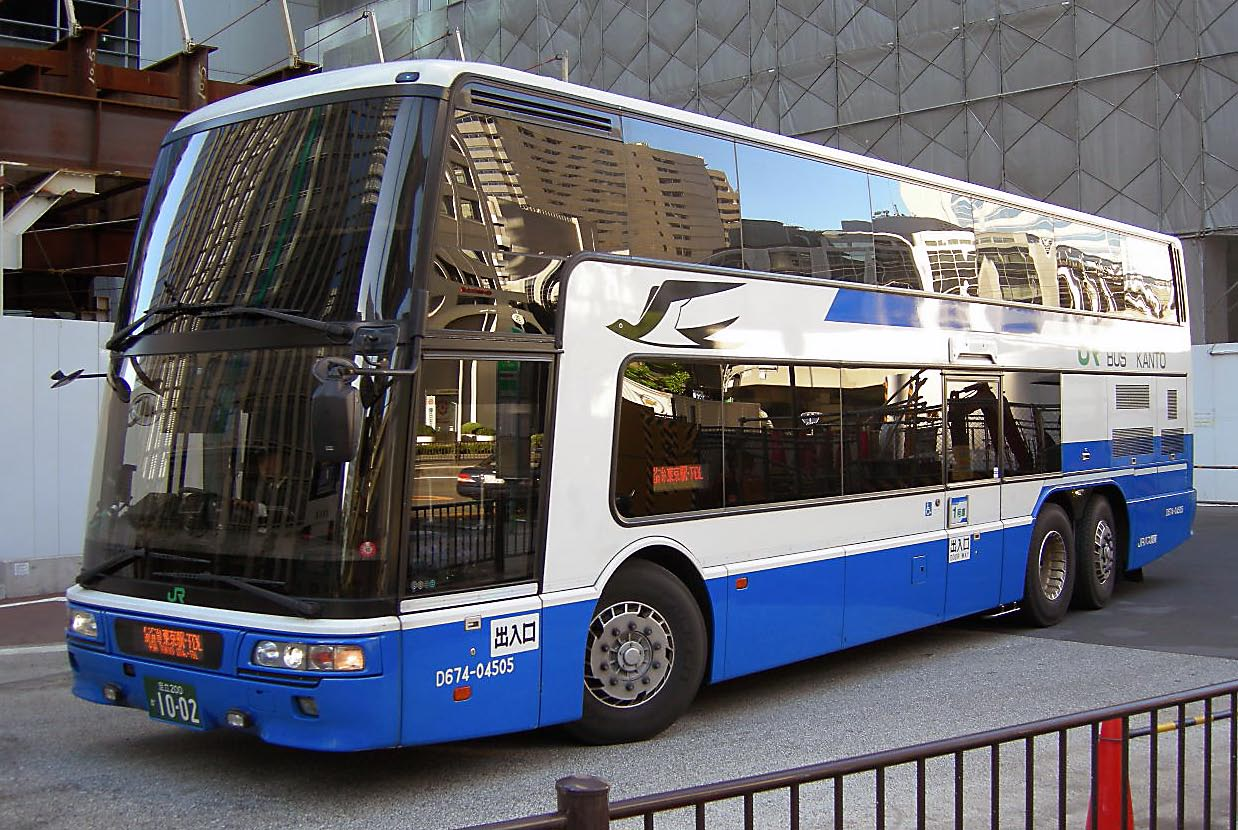
三菱ふそう・エアロキング（2代目） D674-04505
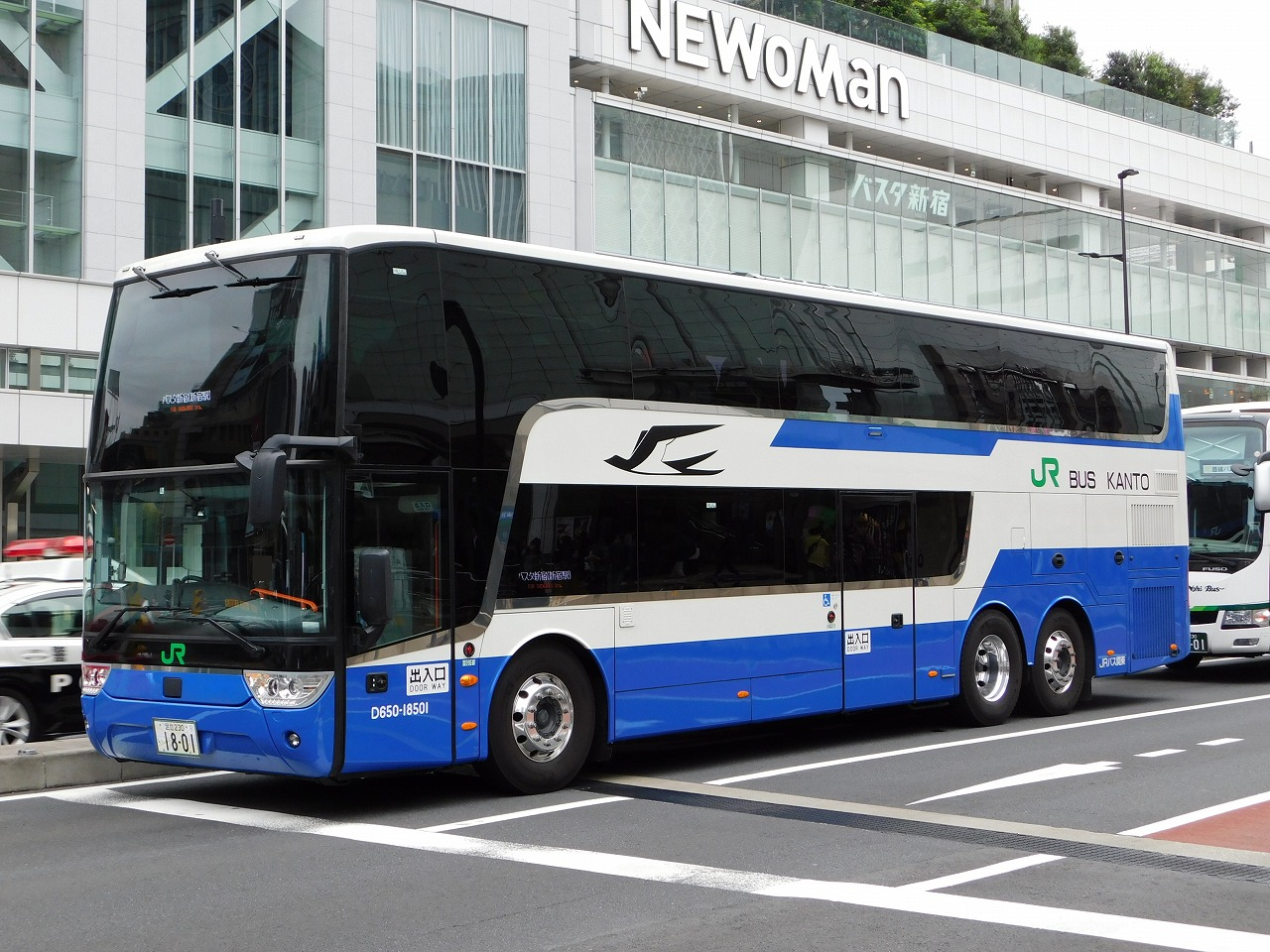
スカニア・InterCityDD D650-18501

- 過去の車両

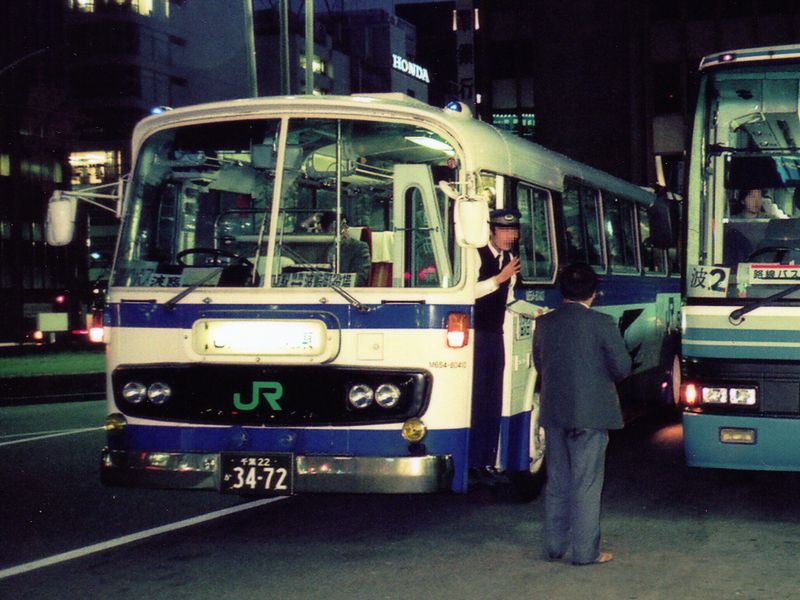
1993年まで使用していた国鉄専用型式 744-0910→M654-80410
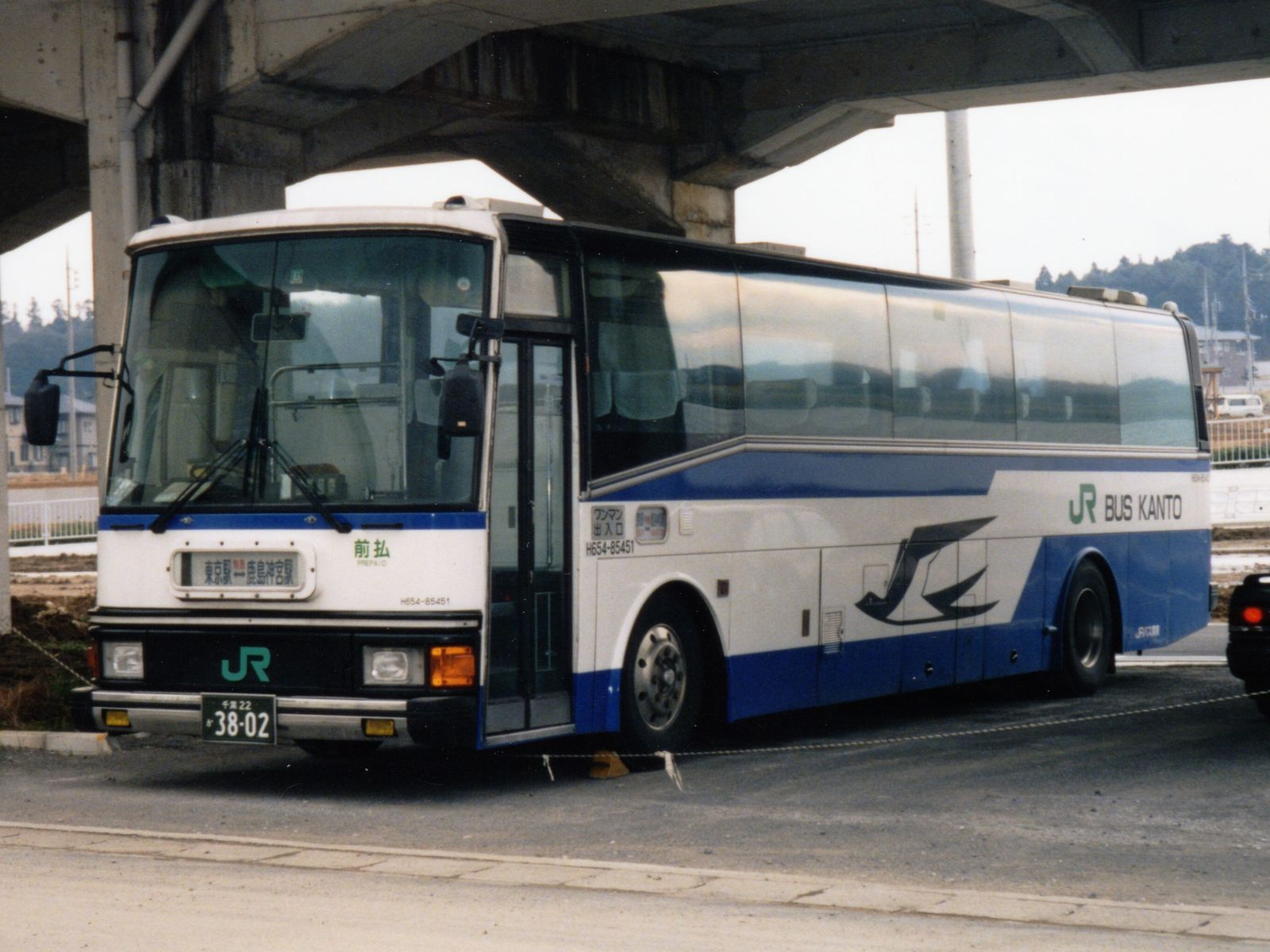
2000年まで使用していた国鉄専用型式 744-5951→H654-85451
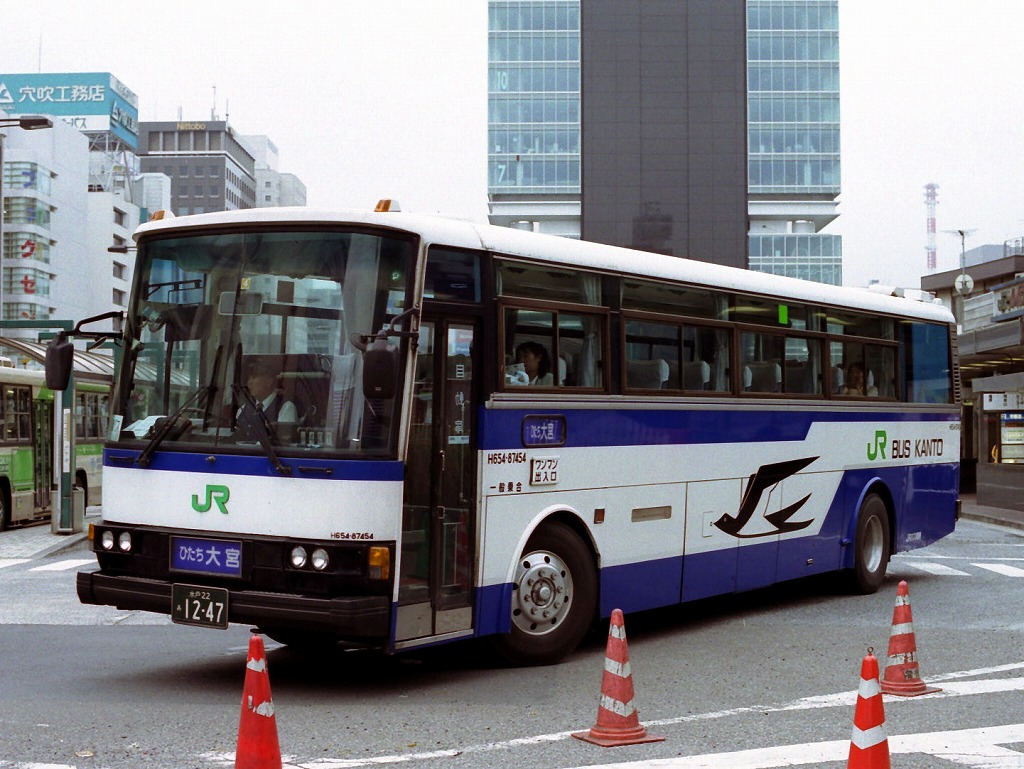
1983～87年にかけて導入された富士重工業製車体を架装された三菱ハイデッカー車（画像の車両はトイレ改造も行われている） 644-7954→H654-87454
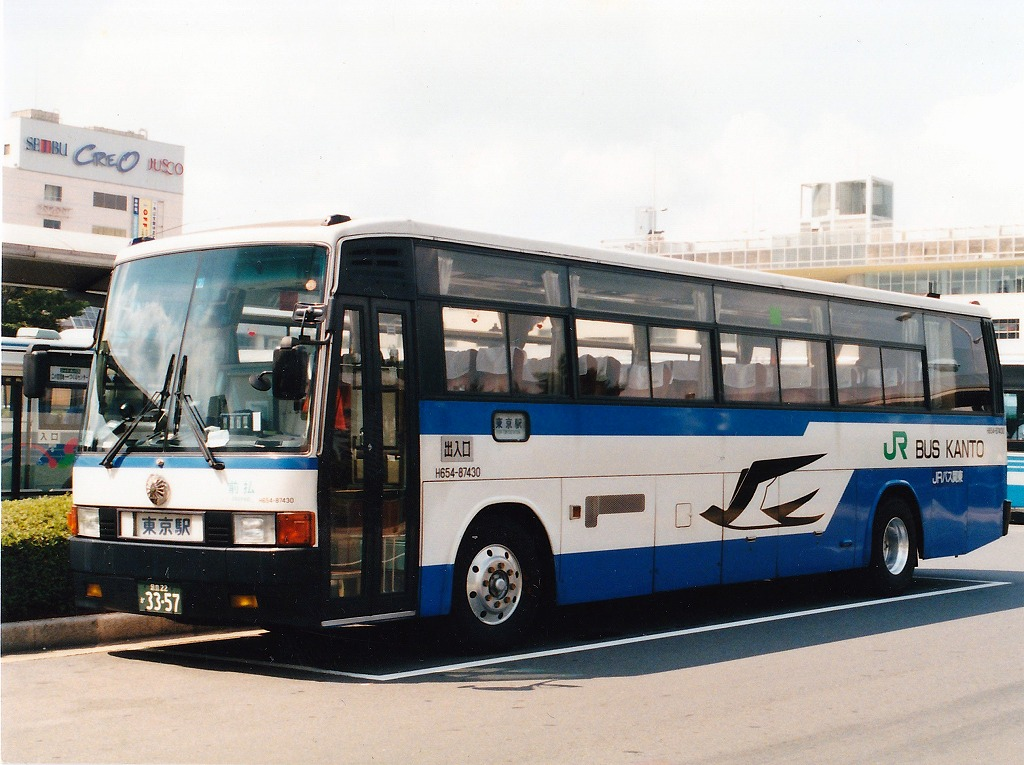
1987年に導入された三菱ふそう・エアロバス 644-7930→H654-87430
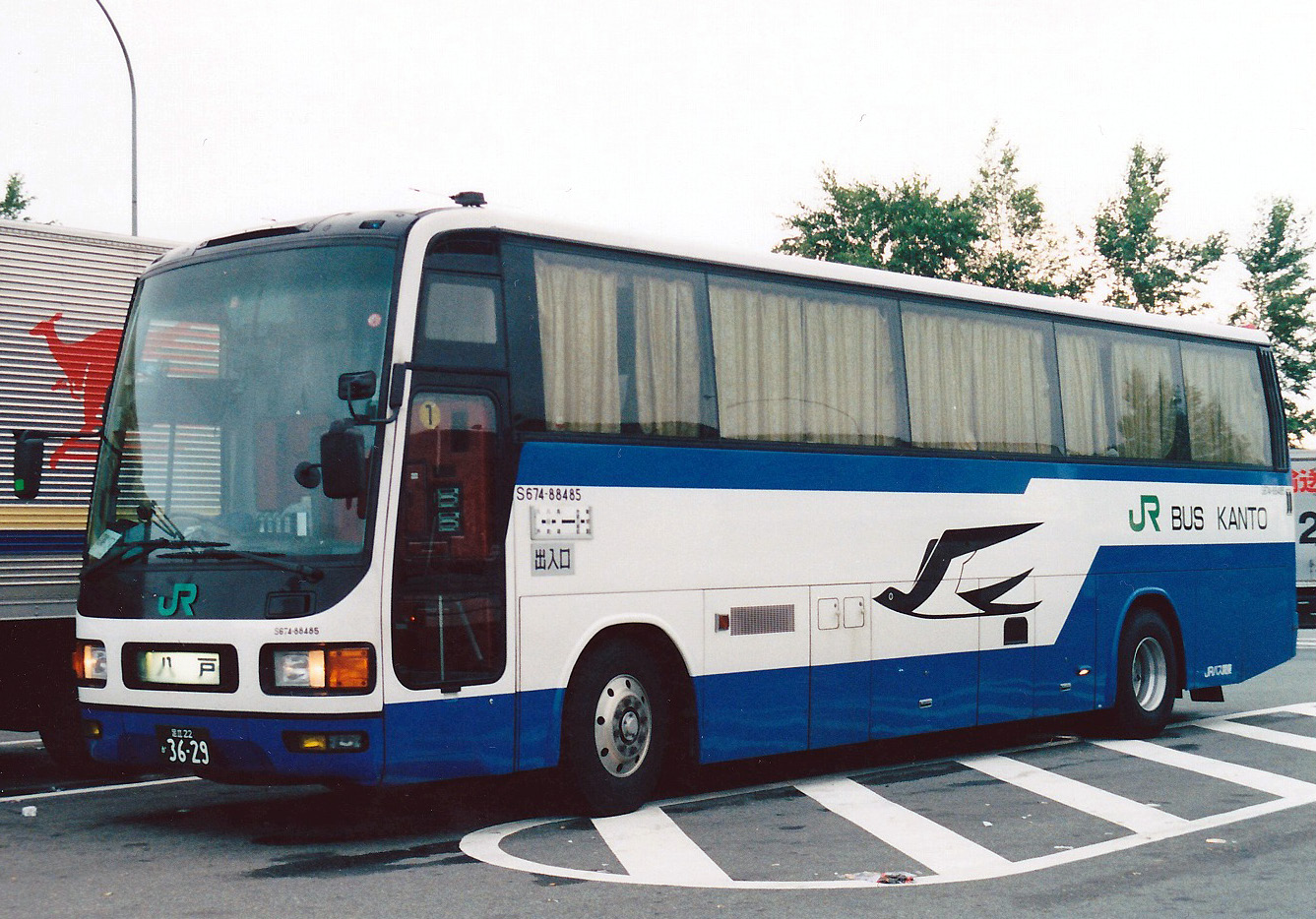
1988～90年に大量導入された三菱ふそう・エアロクィーンM 644-8985→S674-88485
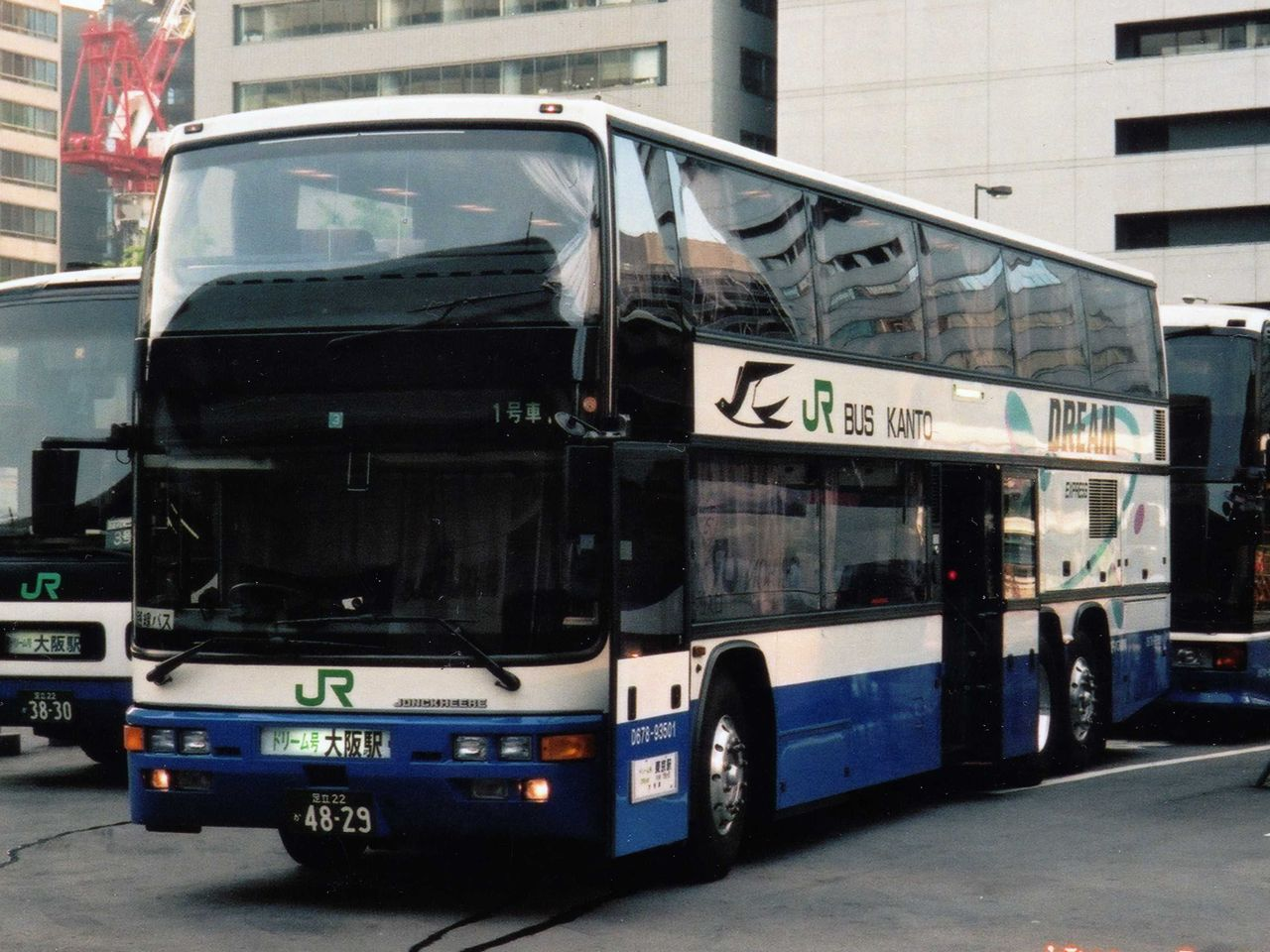
日産ディーゼル・ヨンケーレ D678-93501
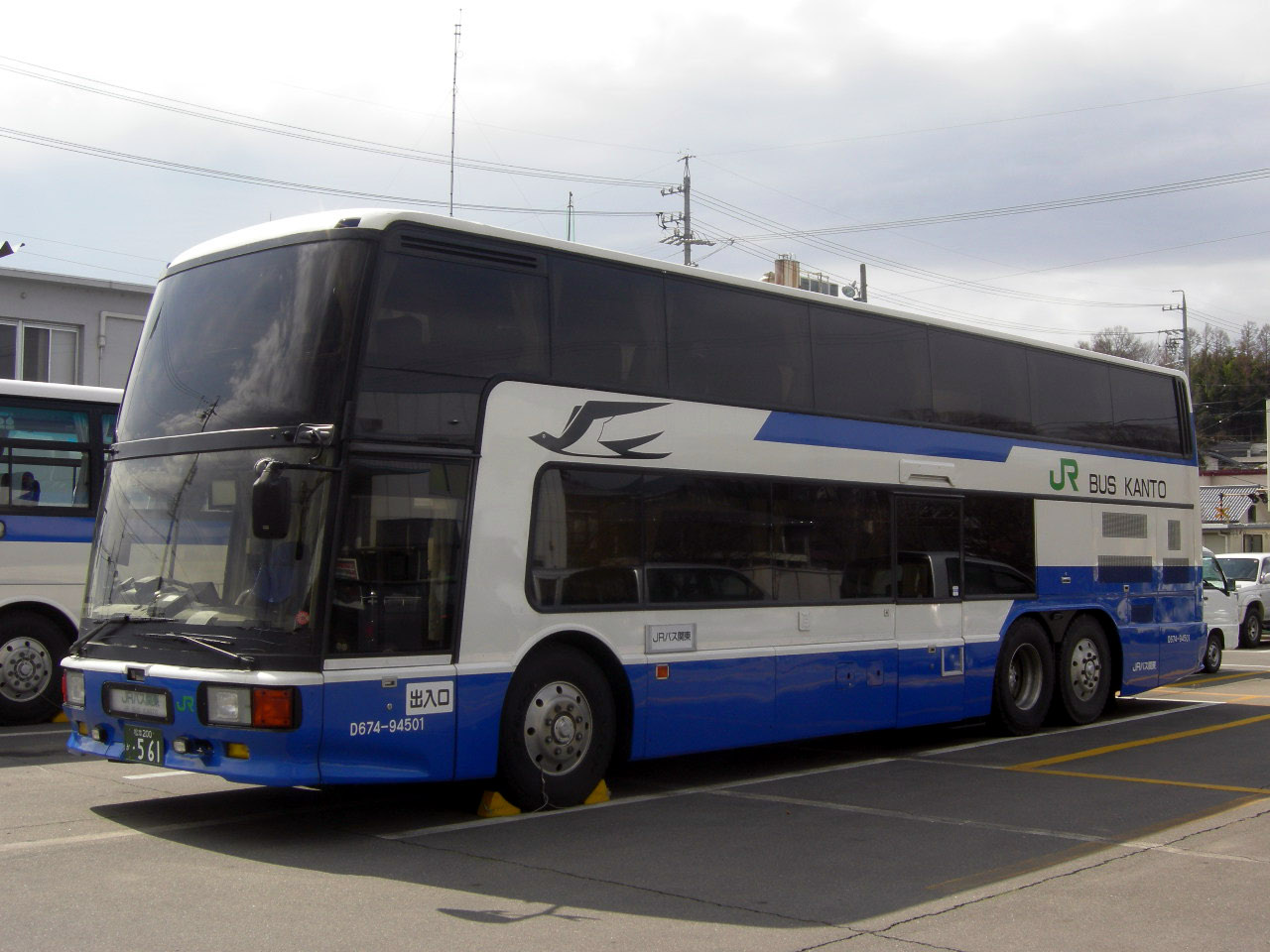
三菱ふそう・エアロキング（初代） D674-94501
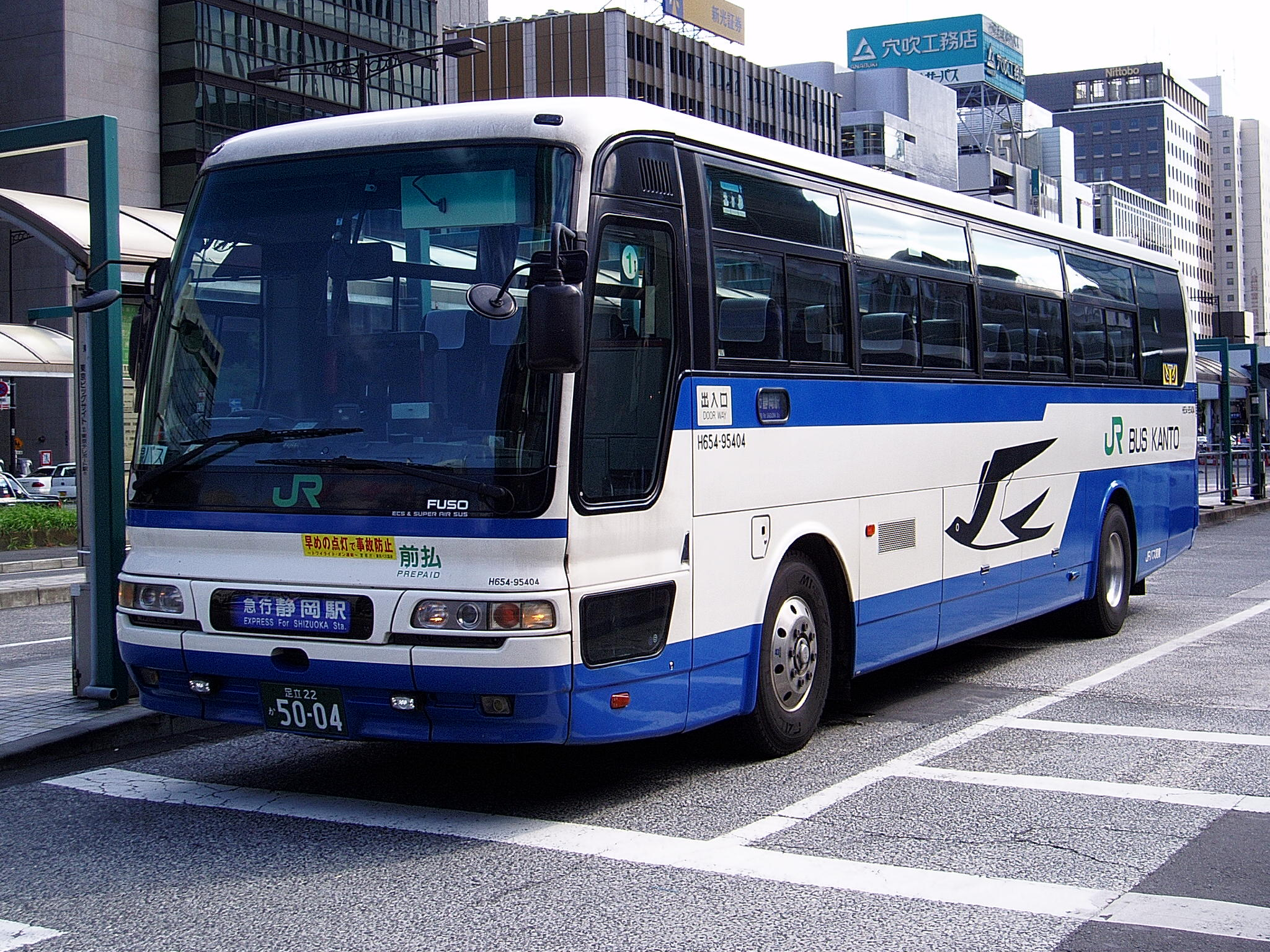
東名ハイウェイバスに使用された三菱ふそう・ニューエアロバス H654-95404
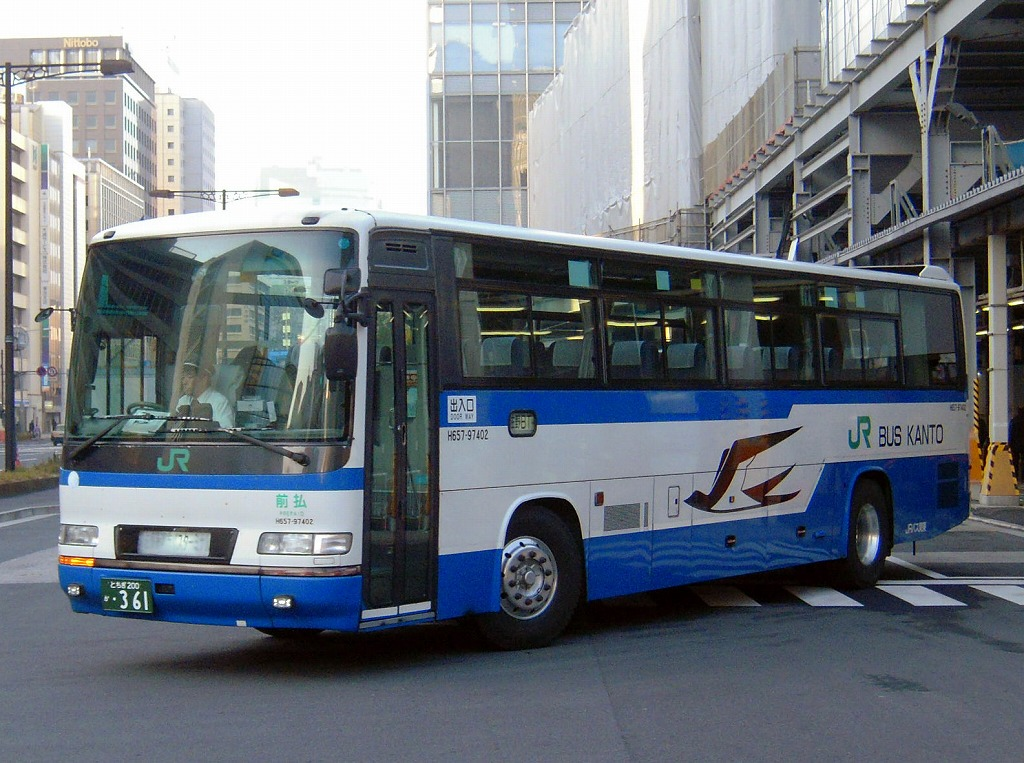
日野・セレガ（この年式からコストダウンが図られた） H657-97402
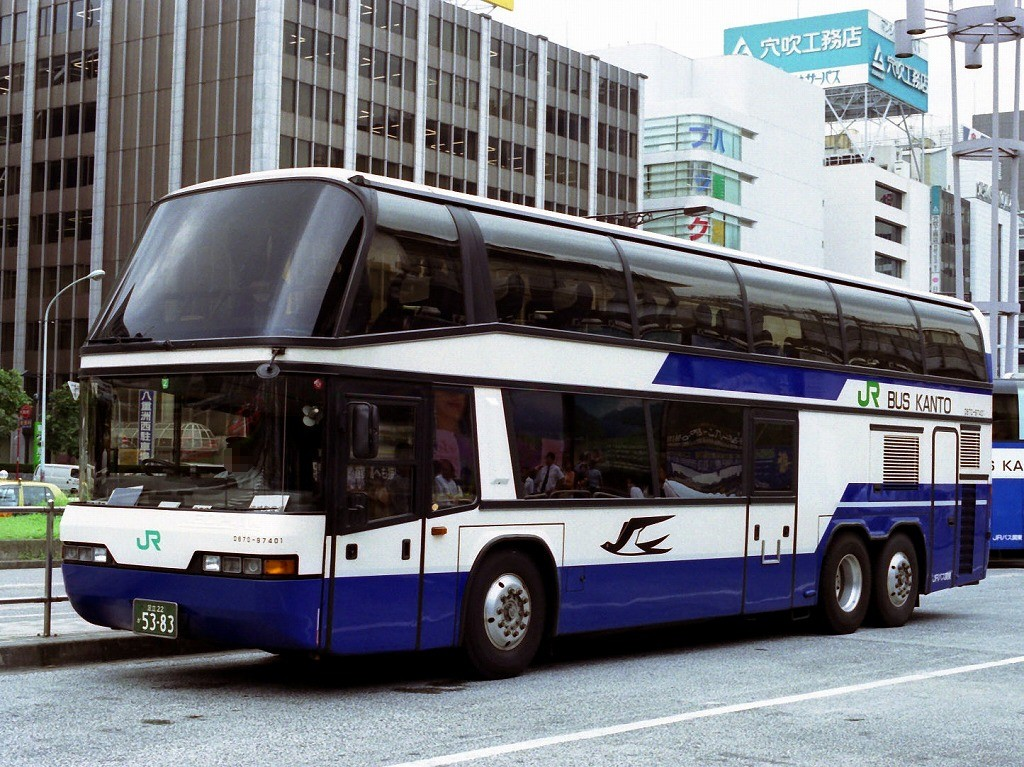
ネオプラン・スカイライナー D670-97401
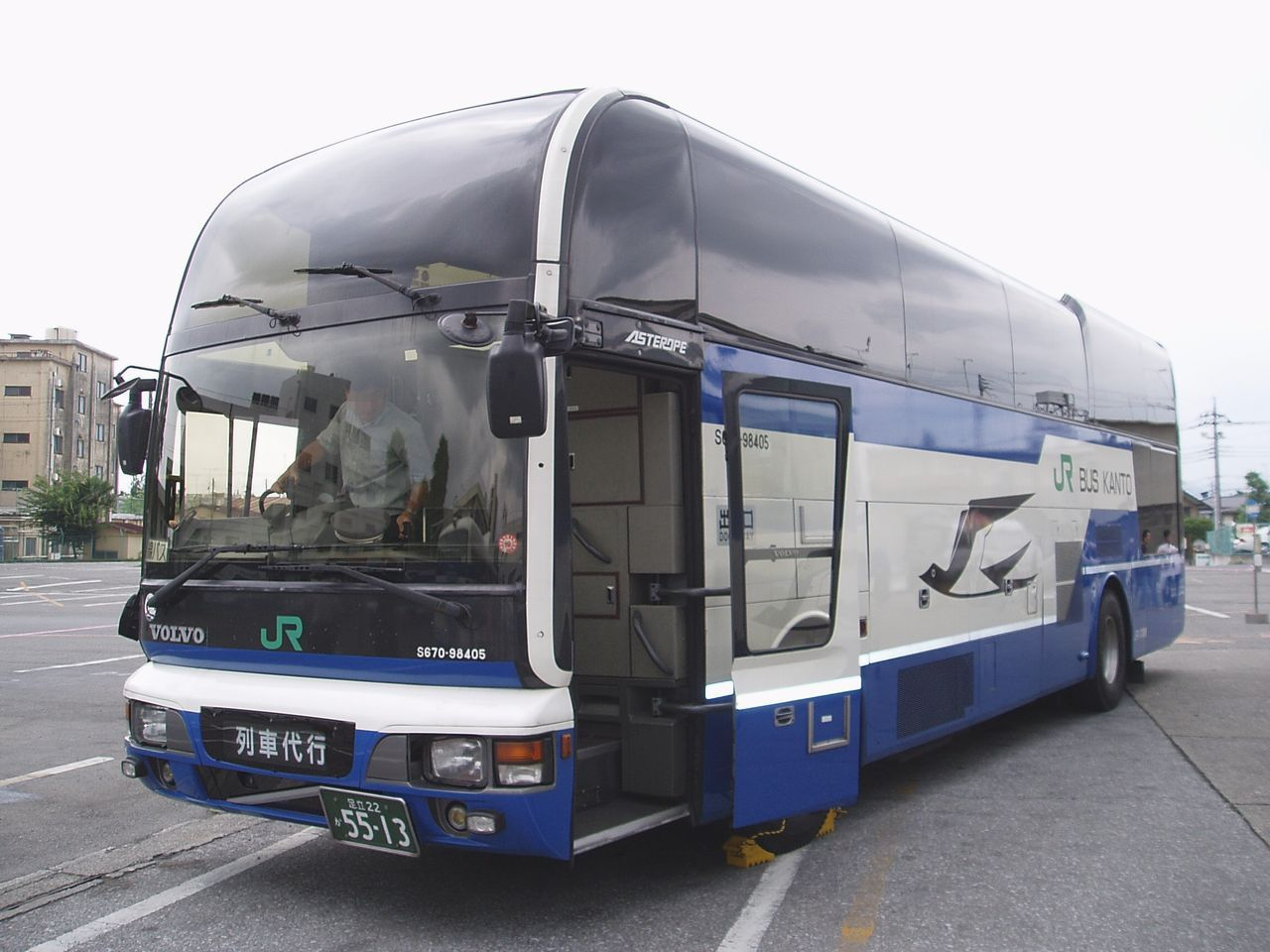
ボルボ・アステローペ S670-98405
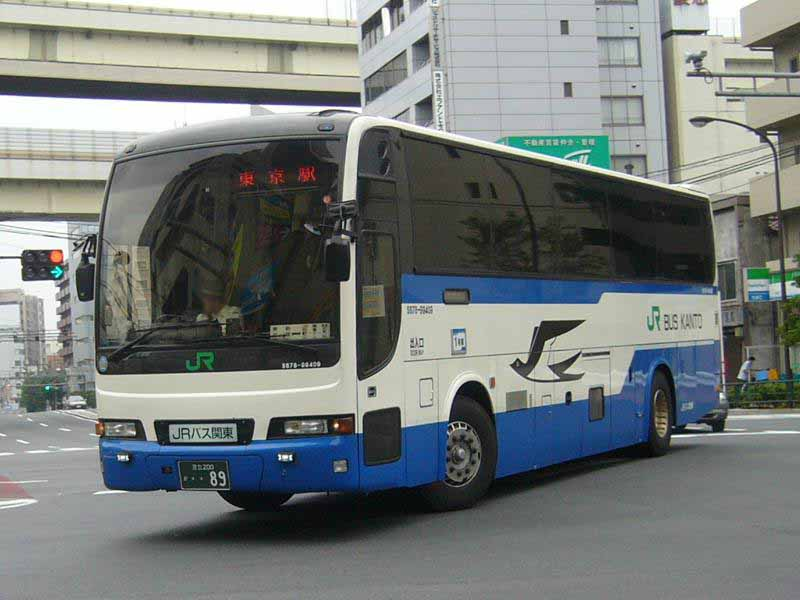
日産ディーゼル・スペースウイング S678-99409
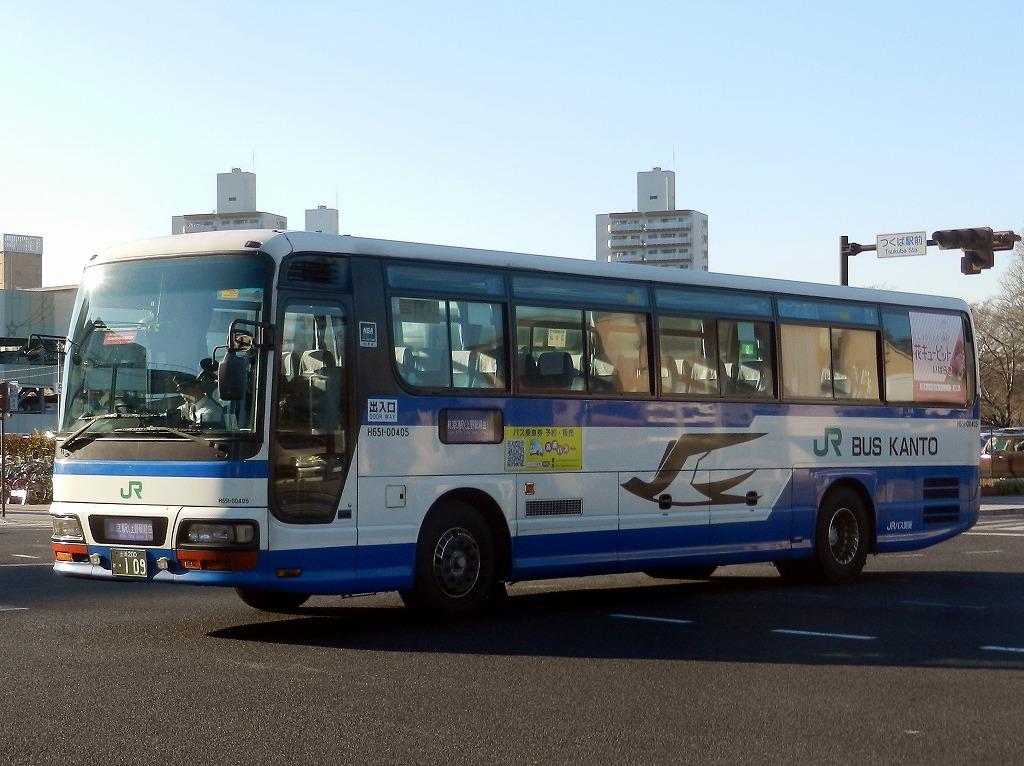
いすゞ・ガーラ H651-00405
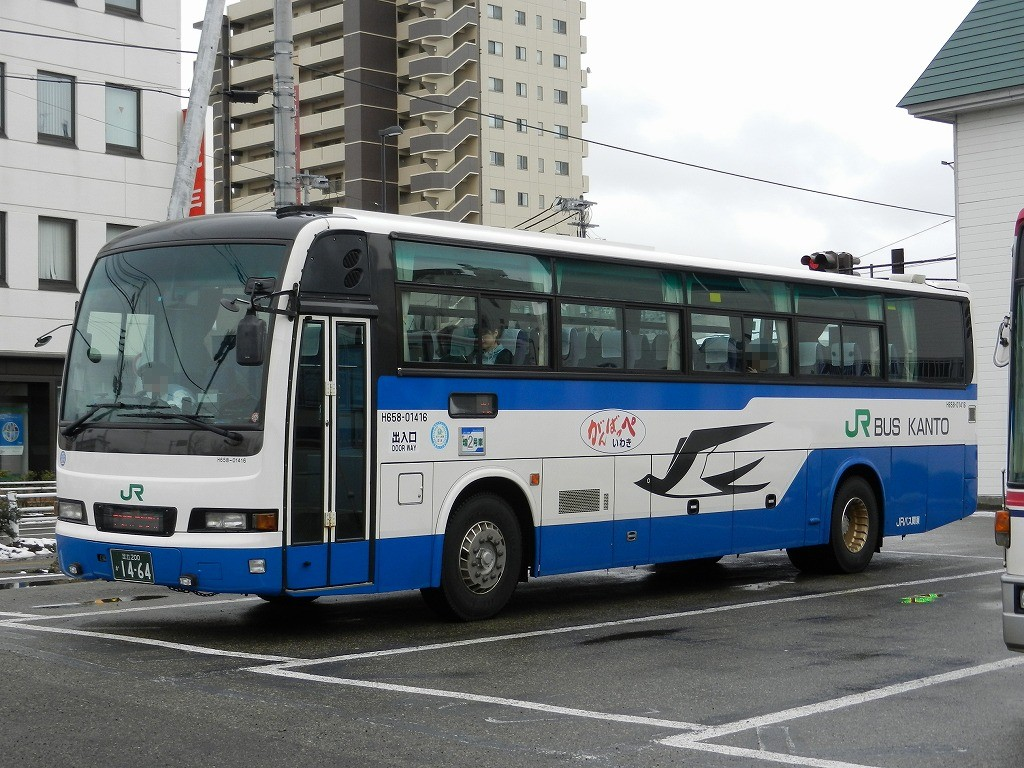
日産ディーゼル・スペースアロー H658-01416
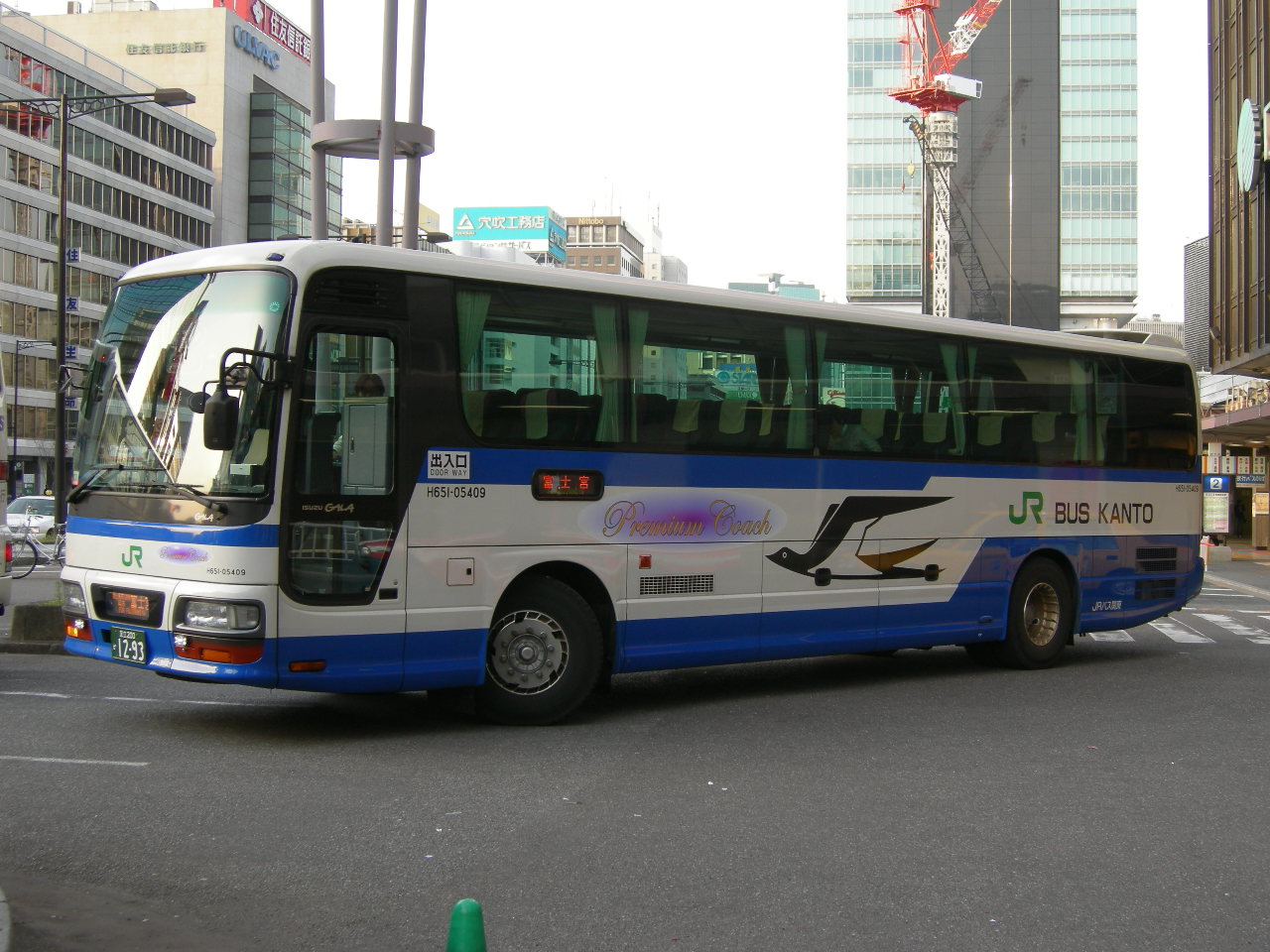
いすゞ・ガーラ（元プレミアムコーチ）H651-05409
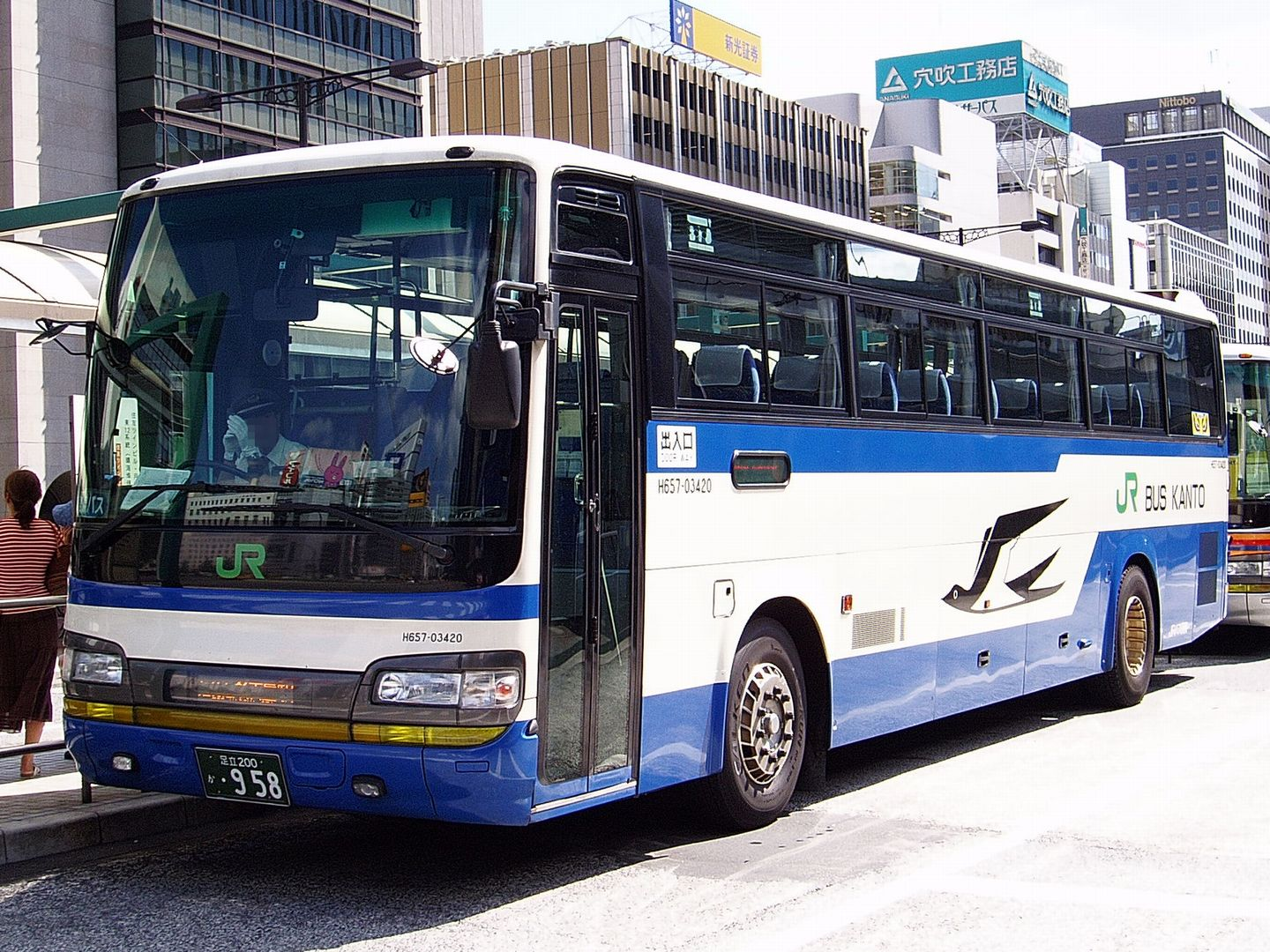
日野・セレガR（ターボ車） H657-03420
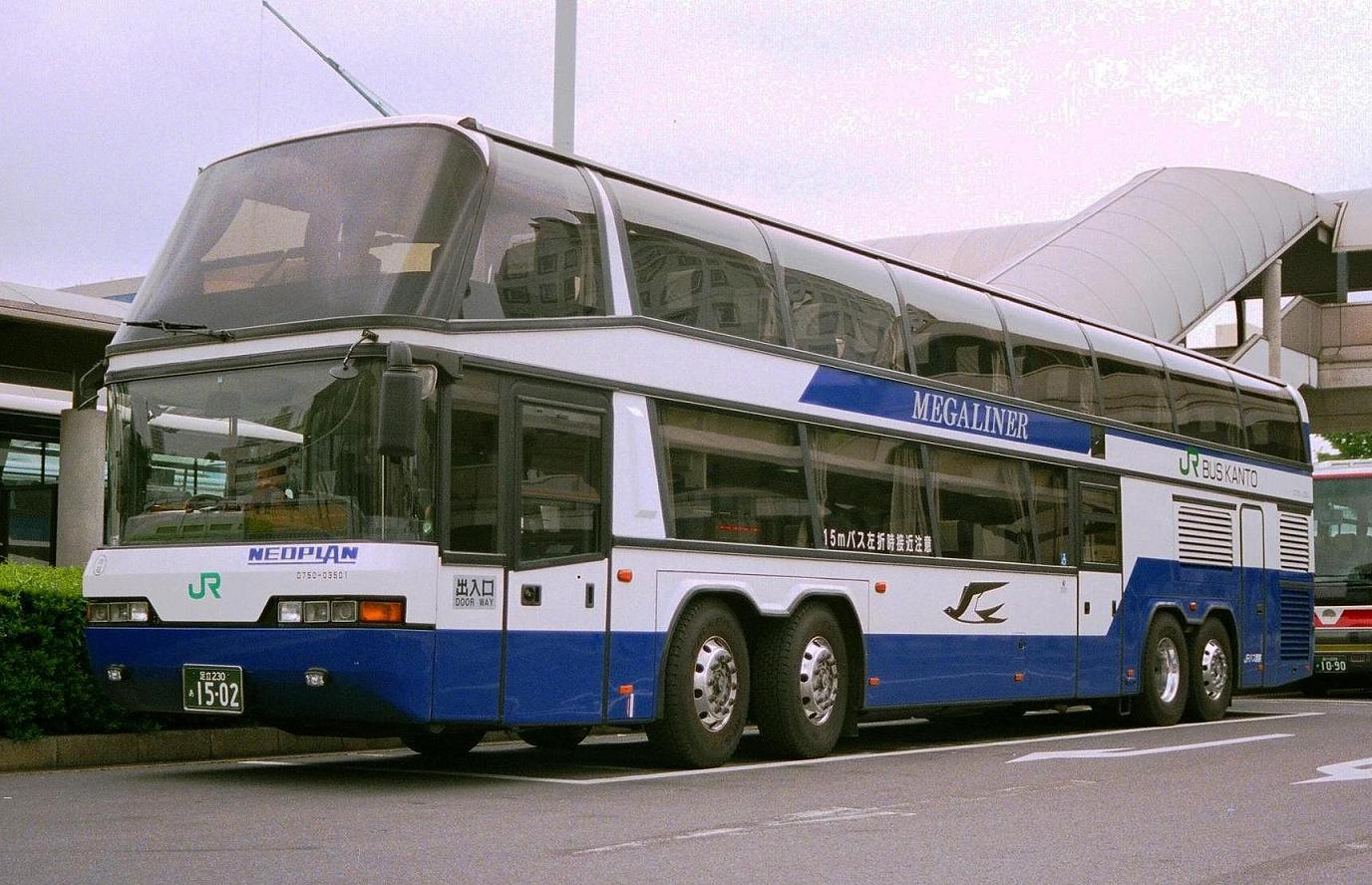
ネオプラン・メガライナー D750-03501

### 貸切車
貸切バス部門は、国鉄バス時代は民間バス事業者の貸切バスが供給不足になる場合に限定的に認められただけに過ぎなかったが、民営化後には他のJRバス同様に拡大が行われた。民営化当初の認可台数は30台で、一般路線の沿線での営業しか認められていなかったものが、認可が都道府県単位になった上に増車が認められた結果、1998年には100台の認可を得ている。会社発足時は各営業所に富士重工R3ボディの日産ディーゼル車、同いすゞ車が1～3台ずつ配置された。

1989年度から2008年度までは貸切専用のスーパーハイデッカー車を購入し、貸切バスのラインナップ強化を図っていた。
近年、観光バスの参入自由化により事業者が増加し、競争が激化したことから、当社では貸切車を減車している。そのため、専用の貸切車両は僅かとなり、高速バスとの兼用を考慮した高速バスから転用したトイレ付きのハイデッカーが大半を占めるようになった。公益社団法人日本バス協会による貸切バス安全性評価認定の資料（2023年6月30日現在）での貸切バス車両数は50両と記載されている。
また、信越本線の廃止区間である横川 - 軽井沢間（碓氷峠）を代替運行する碓氷線は貸切事業許可での運行のため、小諸支店の貸切車で運行されている。
当社の特徴的な貸切車両としては、ジェフユナイテッド市原（当時）のチームバス専用車として1992年に導入されたボルボ・アステローペが挙げられる。チーム遠征先の移動にも使用されたため、日本全国の試合会場でその姿を見る事ができた。その後一般貸切車として使用されたが、廃車までカラーリングはそのままであった。この車両の評価が、高速車でアステローペの導入を検討する際に役立ったという。
現在、ジェフユナイテッド市原・千葉のチームバスは、成田空港支店に所属する2018年式の日野セレガのハイデッカー車両となっている。
この車両は今回で3代目となるチームバスとなり、2018年11月17日にホームスタジアムのフクダ電子アリーナ（千葉市）前の広場でデビュー公開された。
車体デザインは力強さを表すために黒色の車体を採用した。さらに天井面には、勝利にこだわって全員の力で勝つことを表した「WIN BY ALL!」マークを、ジェフのシンボルカラーのイエローでデザインしている。
車内は選手の闘う環境を全面サポートするため、ゆったり座席で各座席にUSBポートを完備している。そのほか冷蔵庫、トイレ、無線Wi-fiも設置している。
以前にはJR東日本の国内旅行ツアーで使用する「びゅうばす」が専用塗装で用意されていたが、「びゅうばす」の運行がなくなり、現在は小諸支店所属のハイデッカー1台（H647-12419号車）のみとなっている。この車両も現在は「びゅう」の車体ロゴは消されているが、塗装変更されることなく貸切や碓氷線で使用している。また、以前には高原エリアでの運行のために環境面に配慮した低公害ハイブリッドバス仕様の日野・セレガHIMRも導入されていた（廃車済）。
JR東日本が運行する豪華列車「TRAIN SUITE 四季島」の深遊探訪メニューを巡るバスを当社で担当するが、これには2007年度導入の日野セレガ・ハイデッカー1台（H657-07403）をKEN OKUYAMA DESIGNによるデザイン、本革シート、座席数38名の専用車両「イーストブルー」に改装している。このバスの車両前面等の外装工事は東急テクノシステムが担当した。
滋賀県守山市と提携し、スポーツ自転車で琵琶湖を一周する〝ビワイチ〟を楽しんでもらうため、東京から愛車を積み込んだバスで琵琶湖畔まで行く「ビワイチサイクルツアー」（2泊3日・車中1泊）を2018年11月2日より開始した。このツアーには車体に専用ラッピングを施した東京支店所属の日野セレガ（H657-18411）で運行された。この車両は現在、JR東日本の自転車と一緒に旅ができる観光列車「B.B.BASE」と連動し、サイクリスト向けのツアーバスとして使用するために床下トランクに自転車を折りたたまずに収納可能な専用ラックを搭載し「B.B.BASE」用の車両として東京支店に配置されている。車体には「B.B.BASE」のラッピングがされている。
2020年度に定期観光バスなどで使用するための屋根無しオープントップ仕様の二階建てバス（三菱ふそう・エアロキング）を中国ジェイアールバスより1台購入した。この車両は元々ジェイアールバス関東に所属していたD674-02503をベースに改造され、広島市内観光バス「めいぷるスカイ」で使用されていたものである。季節毎の周遊コースに合わせて西那須野支店、館山支店、諏訪支店、小諸支店に配置変更をし、各エリアの周遊運行に使用したが、老朽化により2024年9月をもって廃車となった。
JR東日本とJRバス関東では、「WATERS takeshiba」の全面開業に伴い、竹芝地区への訪問客の利便性と回遊性の向上を図る目的で環境に配慮した燃料電池バスによる東京駅丸の内南口からの無料循環バス「JR竹芝 水素シャトルバス」の運行を2020年10月24日より運行を開始した。このシャトルバスには専用で用意した燃料電池バストヨタ・SORAを使用している。車両は「水」をイメージした青いデザインとなっており、2台あるうちの1台に「SDGs デザイン」、もう1台に「ゼロカーボン・チャレンジ 2050 デザイン」が施されている。
2025年6月に、ジェイアールバス東北から小諸支店へ四季島専用バスのセレガSHDや一般貸切仕様のガーラHDが移籍してきた。

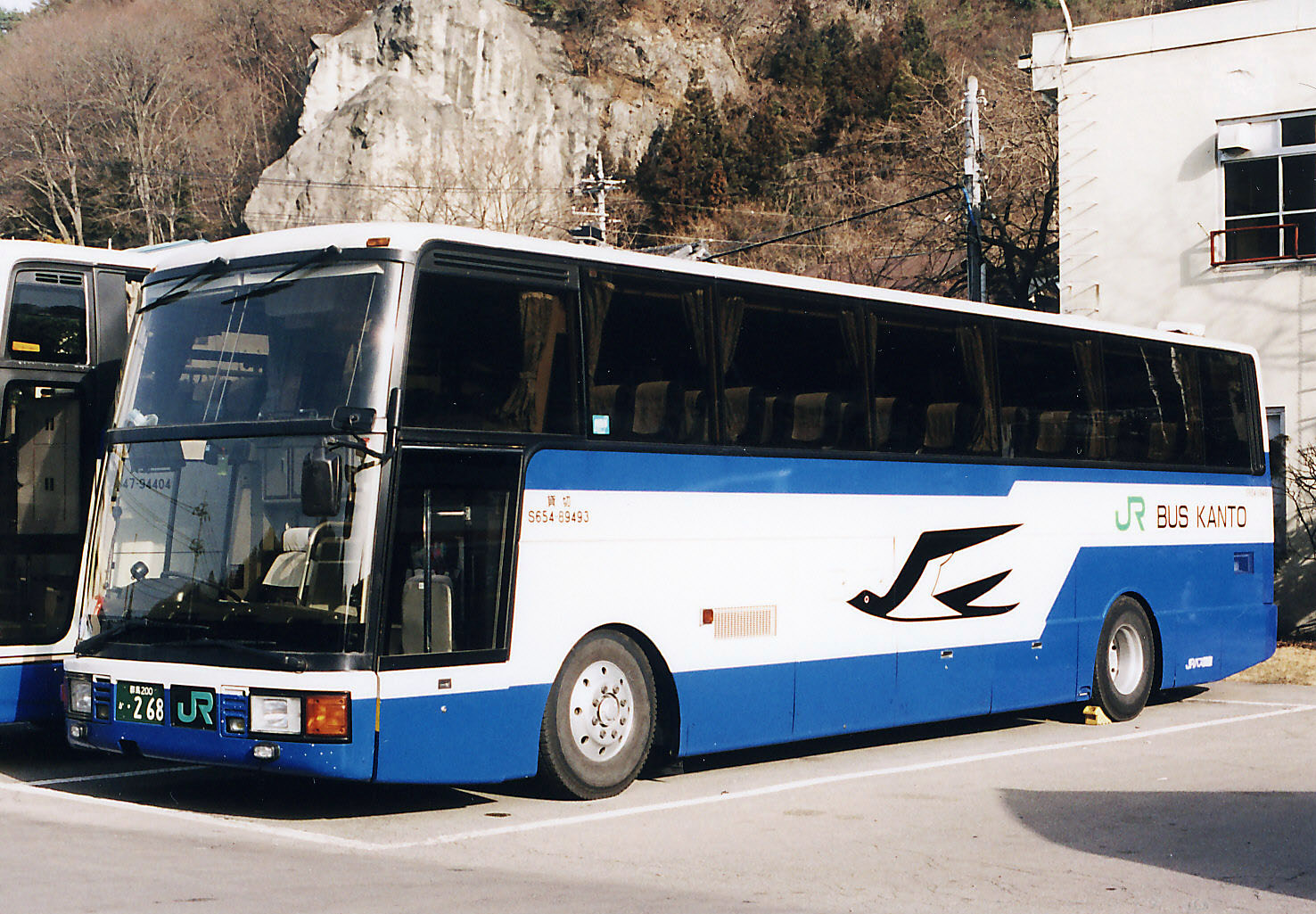
貸切車として導入されたスーパーハイデッカー（現在は廃車） S654-89493（←644-9993）
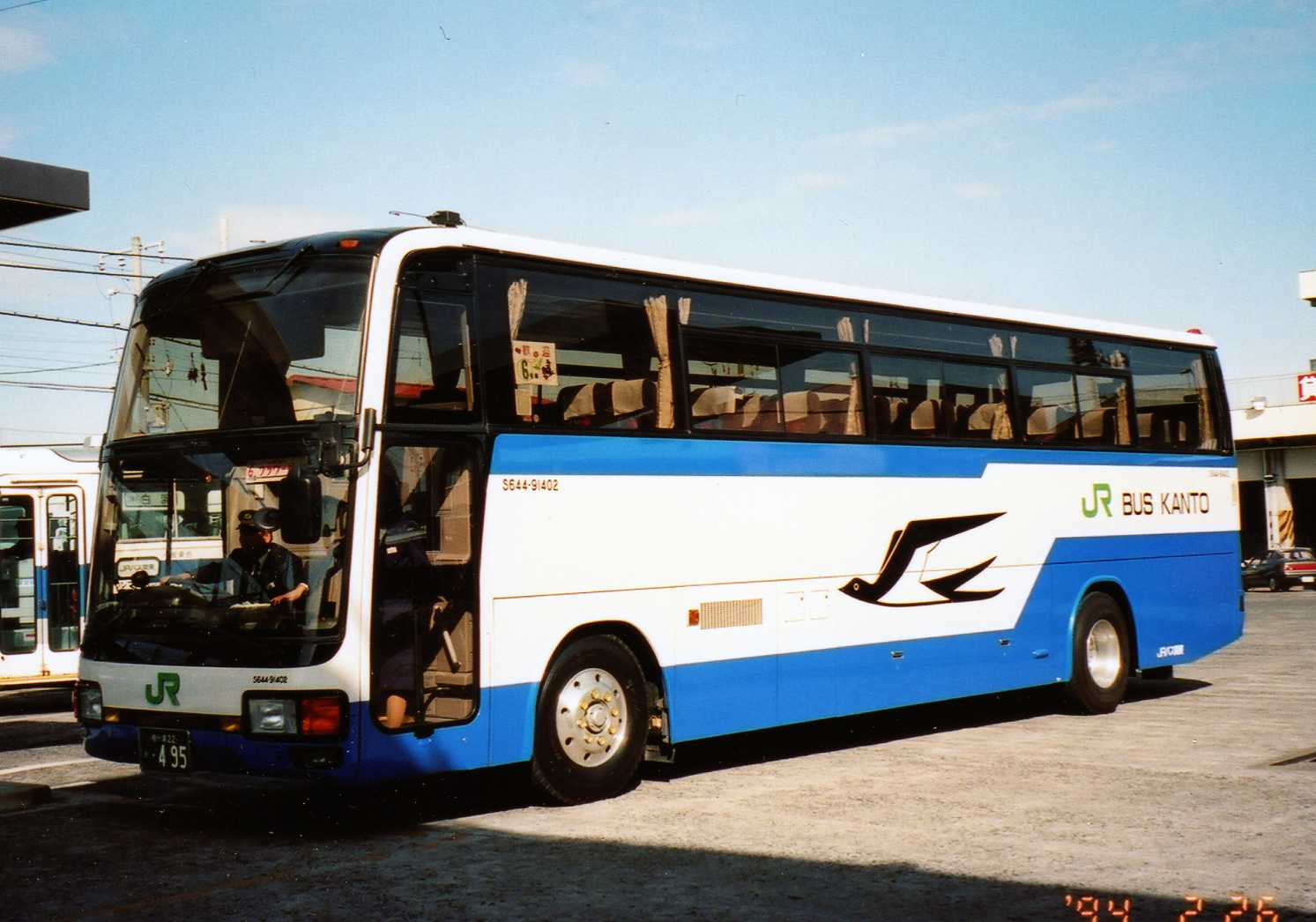
貸切車として導入されたスーパーハイデッカー（現在は廃車） S644-91402
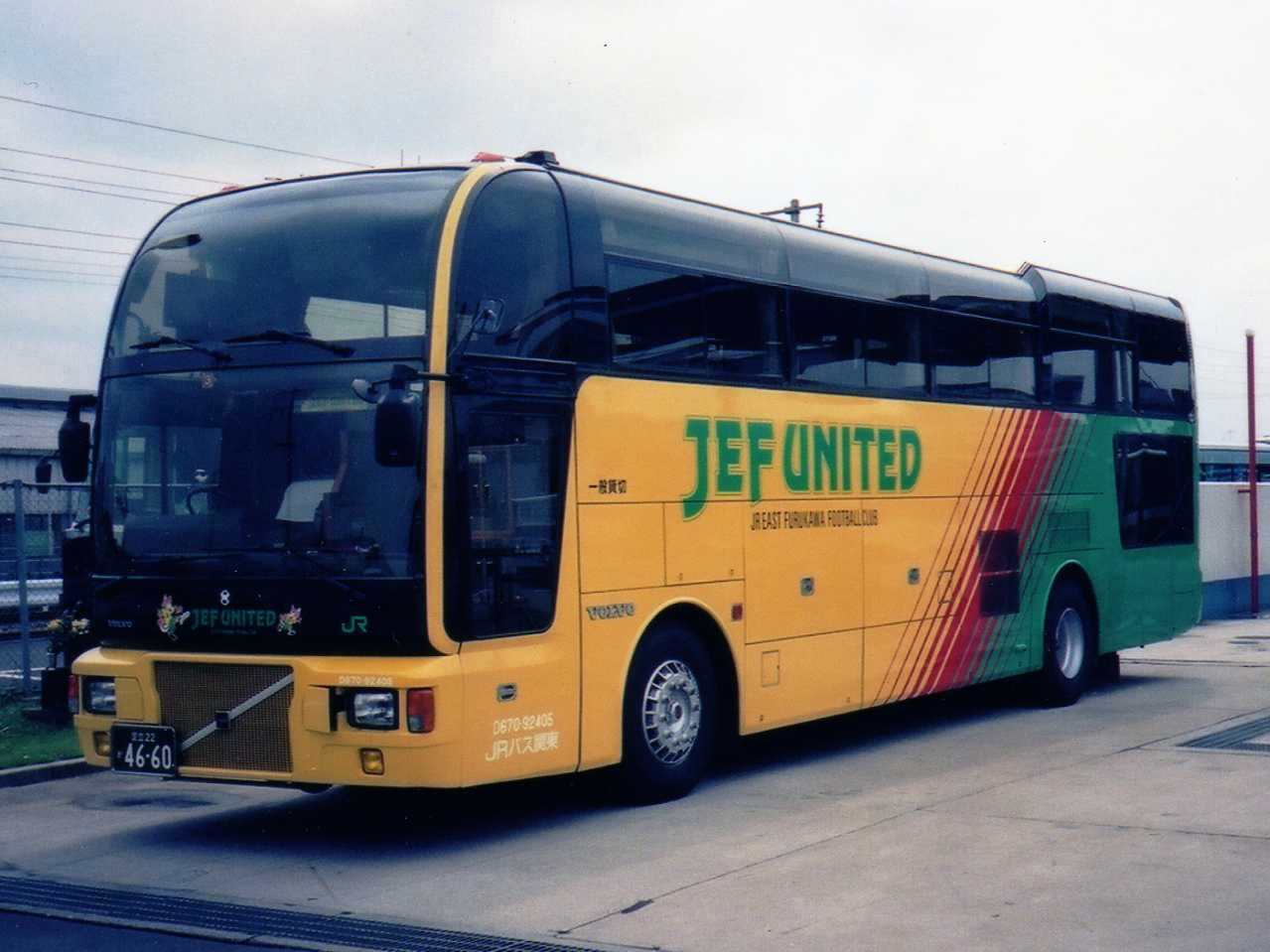
ジェフユナイテッド専用車として導入されたボルボ車（現在は廃車） D670-92405

### コミュニティバス
市町村のコミュニティバスについては、当社所有のものと市町村が所有しているものとがある。また、以前に他事業者が運行していた車両をそのまま引き継いで運行しているものも存在する（伊那市、佐野市、古河市などの一部の車両）。
大半は小型車の日野・ポンチョや日野・リエッセ、三菱ふそう・ローザではあるが、三菱ふそう・ローザのボンネットバスやトヨタ・ハイエースなどのワゴンタイプも配置されている。塗装はワゴンタイプに真っ白なものも存在するが、大半が各市町村の独自のカラーに塗られている。

小諸支店では当社初のEVバスとして小諸市と共同で中国BYD社製小型EVバスを1台購入し、2023年2月より「ｅ-ミライ（いいみらい）号」として市巡回バスで運行している。
中型車では佐野支店や白河支店にいすゞ・エルガミオや日野・レインボーが当社標準色で配置されている。白河支店には木目調の内装や特注のフロントグリル取り付けなどのカスタマイズを施した独自のカラーの日野・レインボーの新車も1台配置されている。

小型EVバスの導入が進み、2024年7月に佐野支店古河営業所が運行を受託する古河市コミュニティバス「ぐるりん号」にてEVモーターズ・ジャパン製の小型EVバス「F8 series4-Mini Bus」の営業運行を開始した。
2024年9月には伊那支店が運行を受託する伊那市・市街地循環バス「イーナちゃんバス」と西那須野支店が運行を受託する那須塩原市地域バス「ゆーバス」にてトルコ・カルサン社製小型EVバス「e-JEST」の営業運行を開始した。

### 特定輸送車（連節バス）
日野・ブルーリボンハイブリッド連節バスが1編成が白河支店に配置され、JR東日本総合研修センターと新白河駅を結ぶ社員送迎バス専用で使用されている。

2010年12月に走行試験が行なわれ、2011年秋に特定輸送車（JR東日本総合研修センターの社員送迎バス専用）として、元京成バスのボルボ製富士重工車体の連節バス（B10M）が白河支店に4編成が配置されたが、2023年夏までに全車廃車となっている。

2020年度には新たに日野・ブルーリボンハイブリッド連節バスが1編成が配置された。同型は国内導入二社目となる。

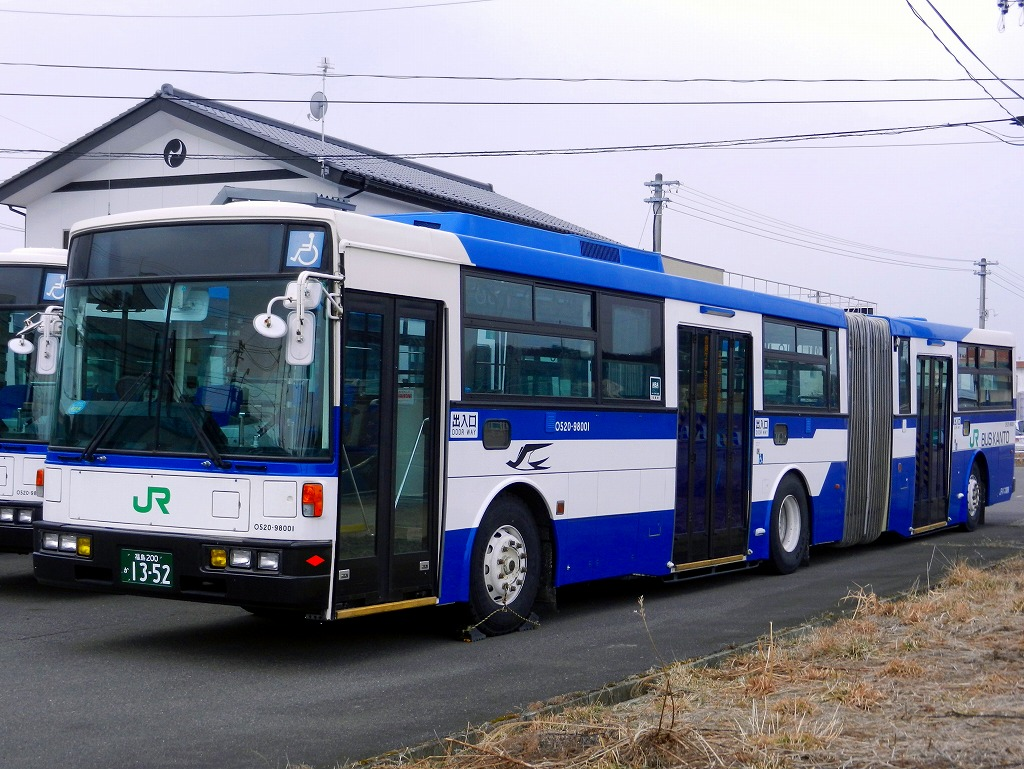
JR東日本総合研修センター送迎用のボルボ連接バス O520-98001

### 予約制乗合タクシー
長野県伊那市からの委託により長谷地区にて2021年4月1日より運行開始した予約制乗合タクシー「ぐるっとタクシー」にはトヨタ・ヴォクシー、トヨタ・ノア・日産・リーフを使用している。

### 車両称号
発足後しばらくは国鉄バスの附番法則をそのまま使用していたが、1990年に附番法則について改定を行い、既存車もすべて改番された。
| S      | 6    | 7    | 4        | - | 90   | 4    | 01       |
| ------ | ---- | ---- | -------- | - | ---- | ---- | -------- |
| 床高さ | 車種 | 形状 | メーカー |   | 年式 | 装備 | 固有番号 |

- 床高さ
L(Low)…低床車（ワンステップ・ノンステップ）
M(Middle)…標準床車（ツーステップ）
H(High-Decker)…ハイデッカー
S(Super High-Decker)…スーパーハイデッカー
D(Double-Decker)…ダブルデッカー
O(Other)…その他（連節バスなど）
- 車種
1…小型
2…全長8,400mm未満（中型バス）
3…全長8,400mm以上9,800mm未満（中型バス）
4…全長9,800mm未満（大型ショート系）
5…全長9,800mm以上（大型バス）
6…観光・高速
7…特殊車両
- 形状
1…横向き座席
2…混合（半分以上が前向き）
3…前向き座席
4…横4列リクライニングシート・トイレなし
5…横4列リクライニングシート・トイレ付き
6…横3列リクライニングシート・トイレなし
7…横3列リクライニングシート・トイレ付き
8…寝台（制定のみで設定なし）
- メーカー
1…いすゞ
4…三菱
7…日野
8…日産ディーゼル（現・UDトラックス）
0…その他
- 年式
  - 西暦の下2桁。中古車でも製造年を使用する。
- 装備
1…前扉・板ばね
2…前中扉・板ばね
3…前後扉・板ばね
4…前扉・空気ばね
5…前中扉・空気ばね
6…前後扉・空気ばね
0…3扉車
- 固有番号
  - 前7桁毎の連番

上記の法則により、「S674-90401」は「3列リクライニングシート・トイレ装備のスーパーハイデッカー高速車で三菱ふそう製、製造年はxx90年で、空気ばね装備の前扉車両」における01号車ということになる。

### その他
- 2003年以降、全車両にデイタイムランプが装備された。
- 運転注意力低下警報装置として、ドライバーモニター、運転注意力モニター、モービルアイが搭載されている。
- 車両火災自動消火装置が高速バス全車両に搭載されている。
- 四季島バス (H657-07403) でカラーLED行先表示機を初採用した。カラーLED行先表示機はその後、アストロメガ全車にも採用し、2019年度の高速バスの新車でも採用している。一般路線車では白色表示タイプを2019年度の新車、中古車から採用している。
- 高速車には2013年度導入車から座席に携帯電話やスマートフォンを充電するためのコンセントを設置している。2014年度導入車からはコンセントをUSBタイプに変更した。それ以前の導入車両でもコンセントやUSBタイプが後付けされているものがある。フリーWi-Fiも設置されている。
- ジェイアールバス関東では、一部高速車の他社へのリースを行っている。
  - つくば号へのネオプラン・メガライナー導入時、輸入された4台はすべてジェイアールバス関東が購入したもので、うち2台を関東鉄道にリースするという方法を採用した。つくば号でのメガライナー運用が終わると2台はリースバックされたが、青春メガドリーム大阪号の運行に際して、2台が西日本ジェイアールバスに売却（実際にはエアロキングと交換）されている。なお、現在は火災のため廃車されている。
  - ダブルデッカーは1台がジェイアール四国バスへ貸し出されたことがあるほか、2006年度に1台がリースされていた。カラーリングはジェイアールバス関東のままで、ロゴの一部を消去したのみに留まっており、車両称号もそのままの表記であったが2007年4月にリースバックされた。また、2020年にはジェイアールバス東北に青春エコドリーム号仕様の1台が貸し出され、定期観光バスとして使用されている[242]。
  - 2007年現在、西日本ジェイアールバスに3列シートのエアロキング2台がリースされており、逆に同社からプレミアムドリーム号仕様のエアロキング2台を借り入れた[232]。西日本ジェイアールバスのリース車も当初はジェイアールバス関東時代の塗装のままで使用されたが、後に西日本ジェイアールバスのカラーに塗り替えられた。
  - 先述のニューブリーズ号代替運行期間中は、所定運行会社である中国ジェイアールバス広島支店からガーラ2台を借り受けて対応した。一時的な移籍であったため、同社の社名表記をシールで隠した状態で運行された。
  - 中央ライナー可児号を東濃鉄道に運行受託した際にエアロエース1台を同社にリースしており、塗装変更せず社名表記をシールで隠した状態で運行されている。2020年夏から同型をさらに1台追加リースしている。
- 路線の移管や共同運行などの関連で車両の譲渡が行なわれており、桜東バス、椎名観光バス、館山日東バス、福島交通、会津乗合自動車、ジェイアール四国バス、西日本ジェイアールバス、ジェイアールバステック、草軽交通、山梨交通、富士急山梨バス、富士急シティバス、富士急静岡バス、浜通り交通、群馬中央バスなどに渡った車両がある。最近では他社への譲渡も少なく、多くが資源リサイクル業者に売却されている。2025年にはエアロキング1台（D654-09501）が長電バスに移籍した。

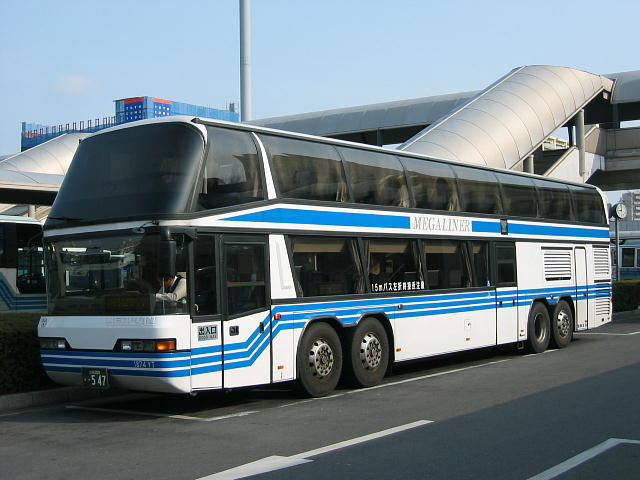
関東鉄道にリースされた車両（リースバック後に廃車） 1874YT
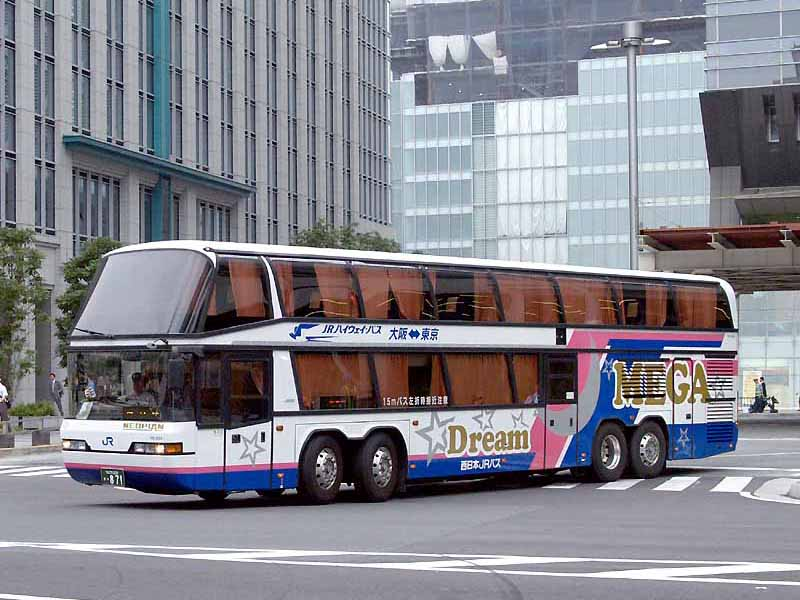
西日本ジェイアールバスにリースされた車両（火災事故のため廃車） 749-2994
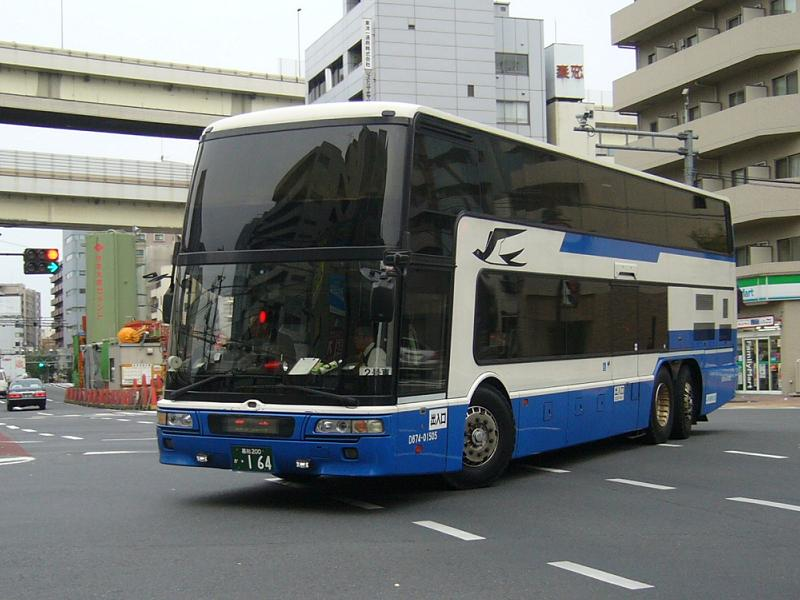
ジェイアール四国バスにリースされた車両（リースバック後に廃車） D674-01505
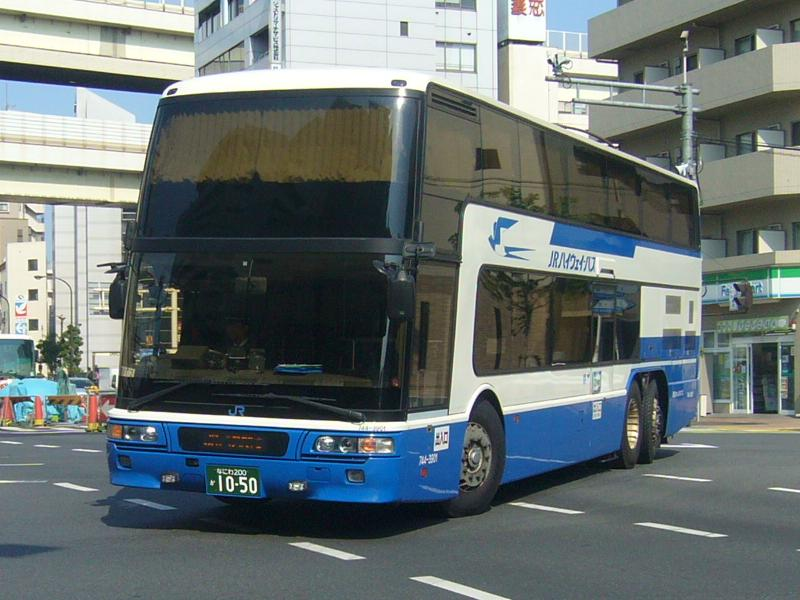
西日本ジェイアールバスにリースされた車両（現在は廃車） 744-3901
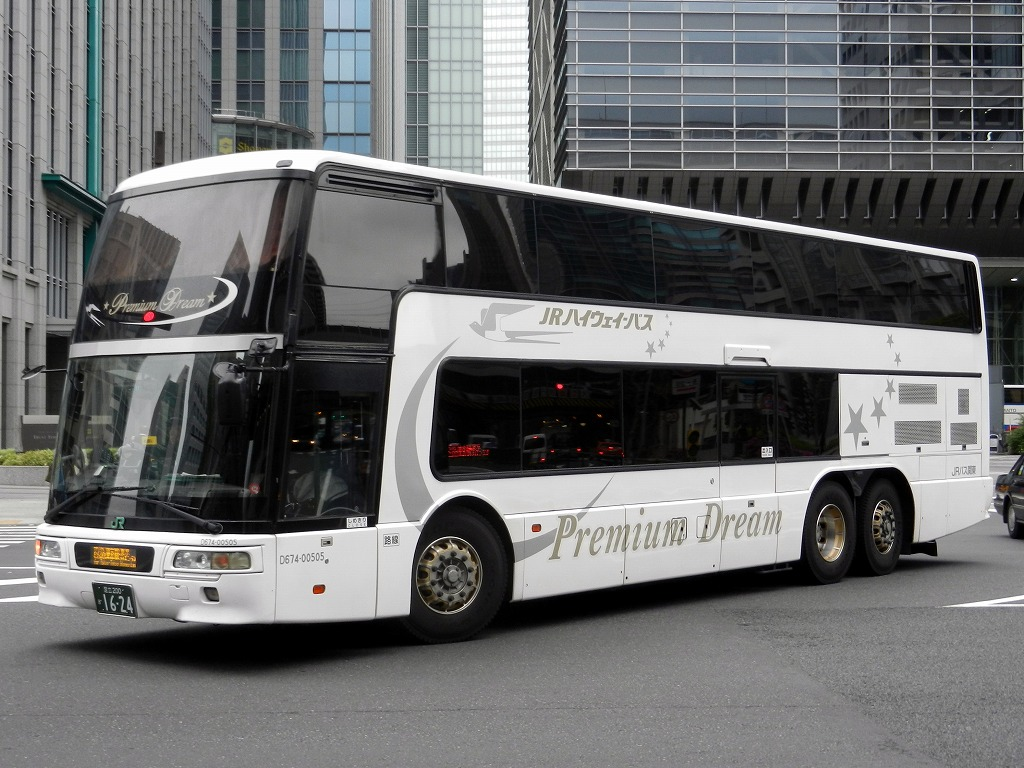
西日本ジェイアールバスから借り入れた車両（現在は廃車） D674-00505
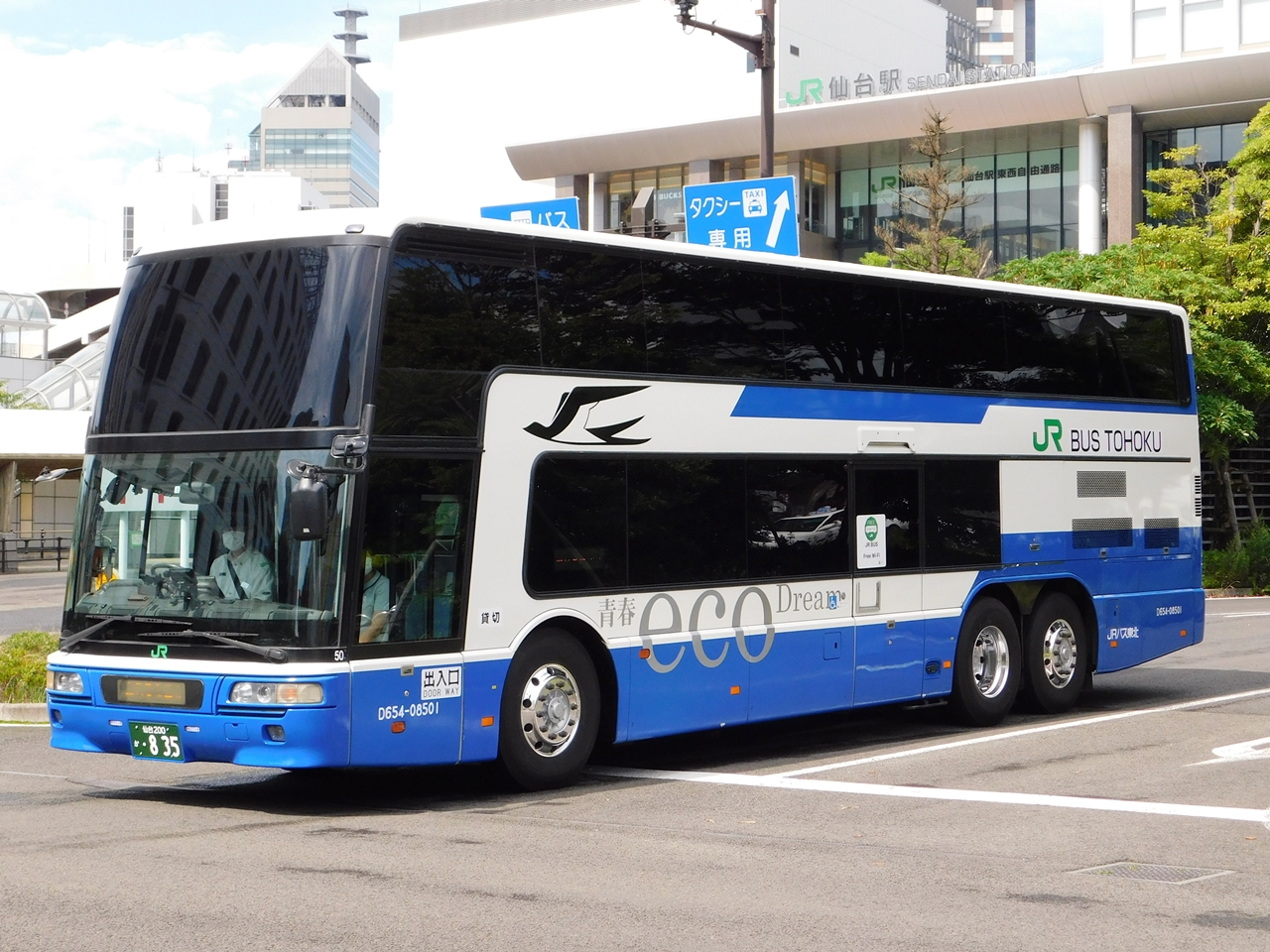
ジェイアールバス東北にリースされた車両 D654-08501

## 付記
- シンボルマークは国鉄バスからの伝統を受け継いだツバメ。
- 通常、高速バス路線のパンフレットはA4かB5サイズとなっているのが一般的であるが、JRバス関東では1990年頃にシステム手帳リフィールサイズ（171mm×95mm、6つ穴）のパンフレットを作成していた。運行時刻・停車駅・運賃・所要時間等の利用者に必要な情報だけではなく、運行開始日・キロ程も掲載されており、路線データベースの様相を呈していた。また、JRバス関東の刻印の入った合成皮革製のシステム手帳バインダーも発売されていた。この様式による時刻表は2004年頃まで作成・配布されていた（現在は一回り小さい折り込み式のものが作られている）。
- 以前からドラマ番組や映画などの高速バスを使用したシーンの撮影にも協力しており、数多くの作品に登場している。
- 自社オリジナルグッズの販売などでJRE MALLに出店している。